# Châteauneuf-du-Faou
Pour les articles homonymes, voir Châteauneuf.
Châteauneuf-du-Faou [ʃatonœf dy fu] (Kastell-Nevez-ar-Faou en breton) est une commune du département du Finistère, dans la région Bretagne, en France. La localité est baignée par l'Aulne, important fleuve côtier breton.
Châteauneuf-du-Faou est traditionnellement la capitale du Pays Dardoup.

## Géographie

### Situation et relief
| - OpenStreetMap Limite communale. |

| Plonévez-du-Faou | Plonévez-du-Faou    | Landeleau |
| Lennon           | Châteauneuf-du-Faou | Spézet    |
| Laz, Saint-Thois | Saint-Goazec, Aulne | Spézet    |

La commune est longée au sud par l'Aulne, qui sert de limite communale avec Saint-Goazec et Laz et deux de ses affluents de rive droite, le Fromveur (son nom en breton signifie « grand courant ») qui, à l'est, sert de limite communale avec Landeleau) et le Ster Goanez qui, à l'ouest, sert de limite communale avec Lennon ; qui serpentent dans des vallons profonds et boisés ; mais se transforment en véritables torrents l'hiver. L'Aulne canalisée (ancien canal de Nantes à Brest) coule en dessinant des méandres très encaissés, le bourg, excentré au sud du finage communal, s'est développé sur le coteau dominant le versant de rive droite (rive nord), profitant d'un éperon rocheux, de même que le château de Châteaugal, situé dans la commune de Landeleau. La commune est classée station verte de vacances et fait partie du parc naturel régional d'Armorique.
L'altitude de la commune est comprise entre 153 mètres (altitude maximale rencontrée au nord-ouest de la commune, à l'ouest du hameau de Trédiern) et 31 mètres. Le territoire communal forme pour l'essentiel un vaste plan incliné vers le sud, le bourg étant aux alentours de 100 mètres, dominant de presque 70 mètres la vallée de l'Aulne, située à environ 50 mètres d'altitude à son entrée sur le territoire communal à l'est, au niveau de la confluence avec le Fromveur, à 42 mètres au Pont-du-Roi et 31 mètres dans la partie aval de la vallée de l'Aulne, à la confluence avec le Ster Goanez. L'ancien château, et le site actuel de Notre-Dame-des-Portes se trouvent sur un éperon rocheux formé par la presqu'île de confluence entre l'Aulne et un de ses petits affluents de rive droite, le Quilliou.
| - Carte topographique de la commune de Châteauneuf-du-Faou. |

En raison des méandres très accentués de l'Aulne, la limite sud de la commune est très sinueuse. Sa proximité avec le bourg explique que certains équipements liés à Châteauneuf-du-Faou se sont implantés sur la rive gauche qui dépend administrativement de la commune de Saint-Goazec : la piscine, une partie du port fluvial et des infrastructures touristiques, y compris le centre de vacances de Penn ar Pont.

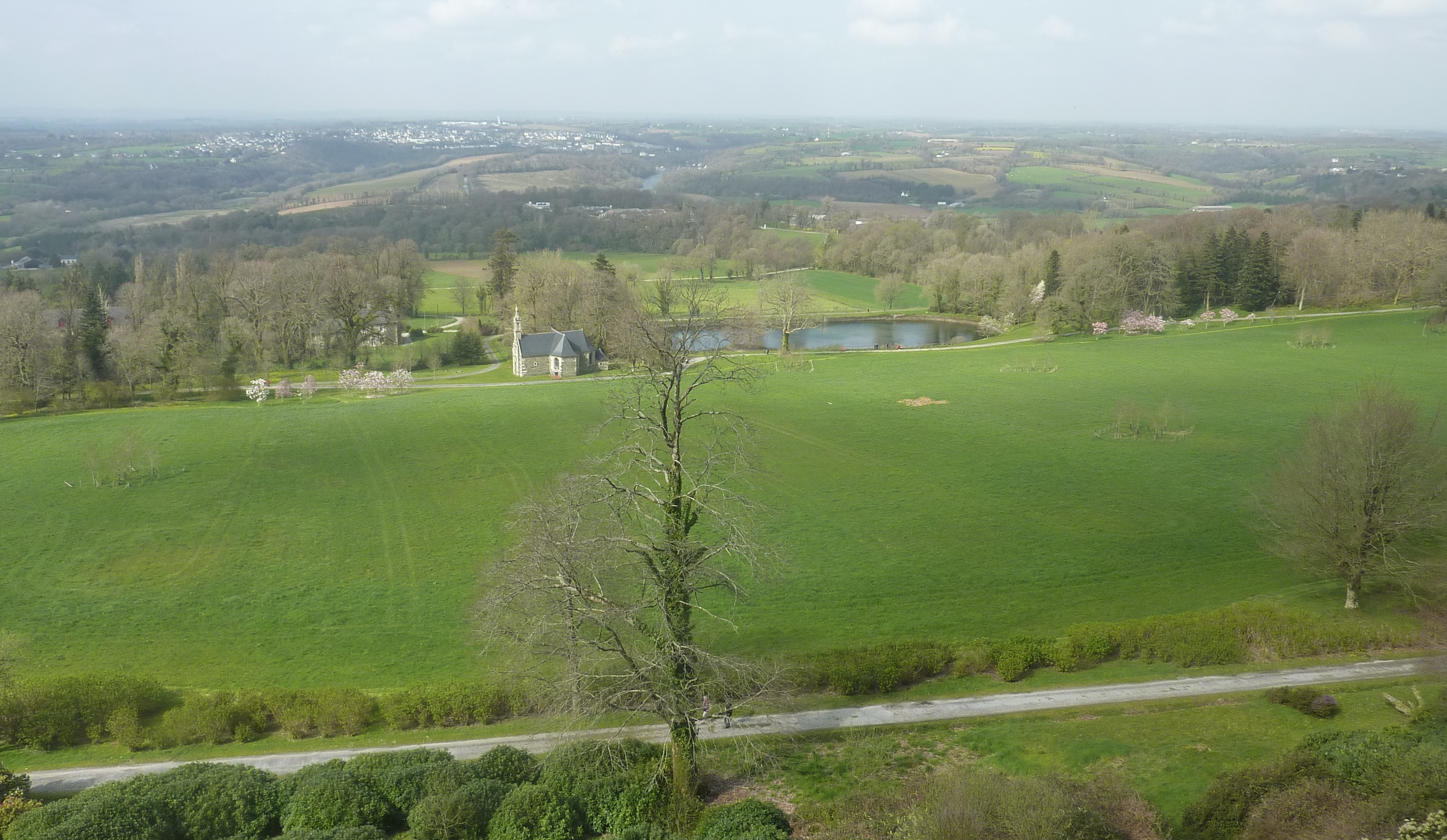
Vue de Châteauneuf-du-Faou et de la vallée de l'Aulne depuis la terrasse du château de Trévarez.
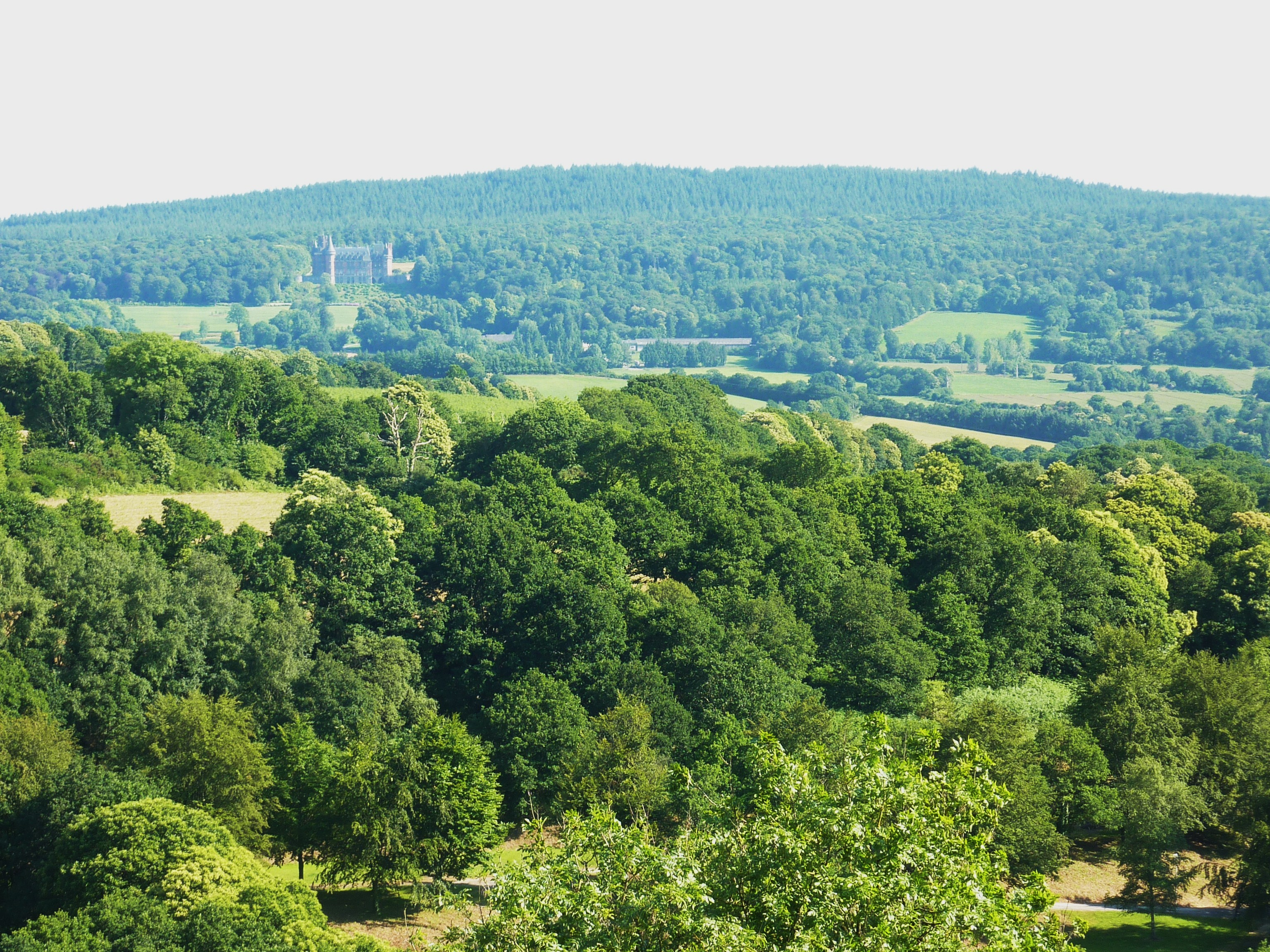
Montagnes noires et château de Trévarez depuis le point de vue de Roz Aon.
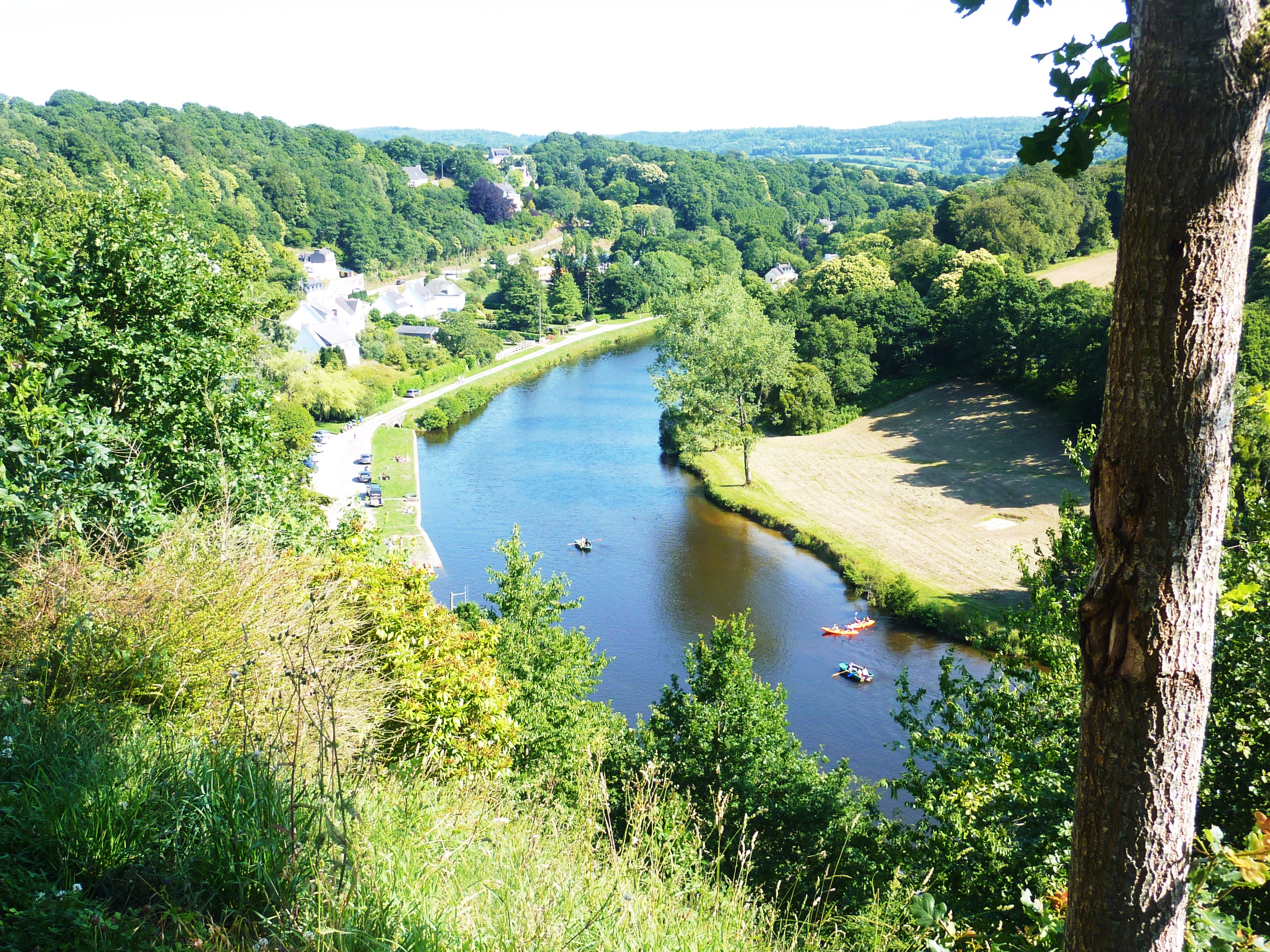
L'Aulne vue du point de vue (vers l'amont).
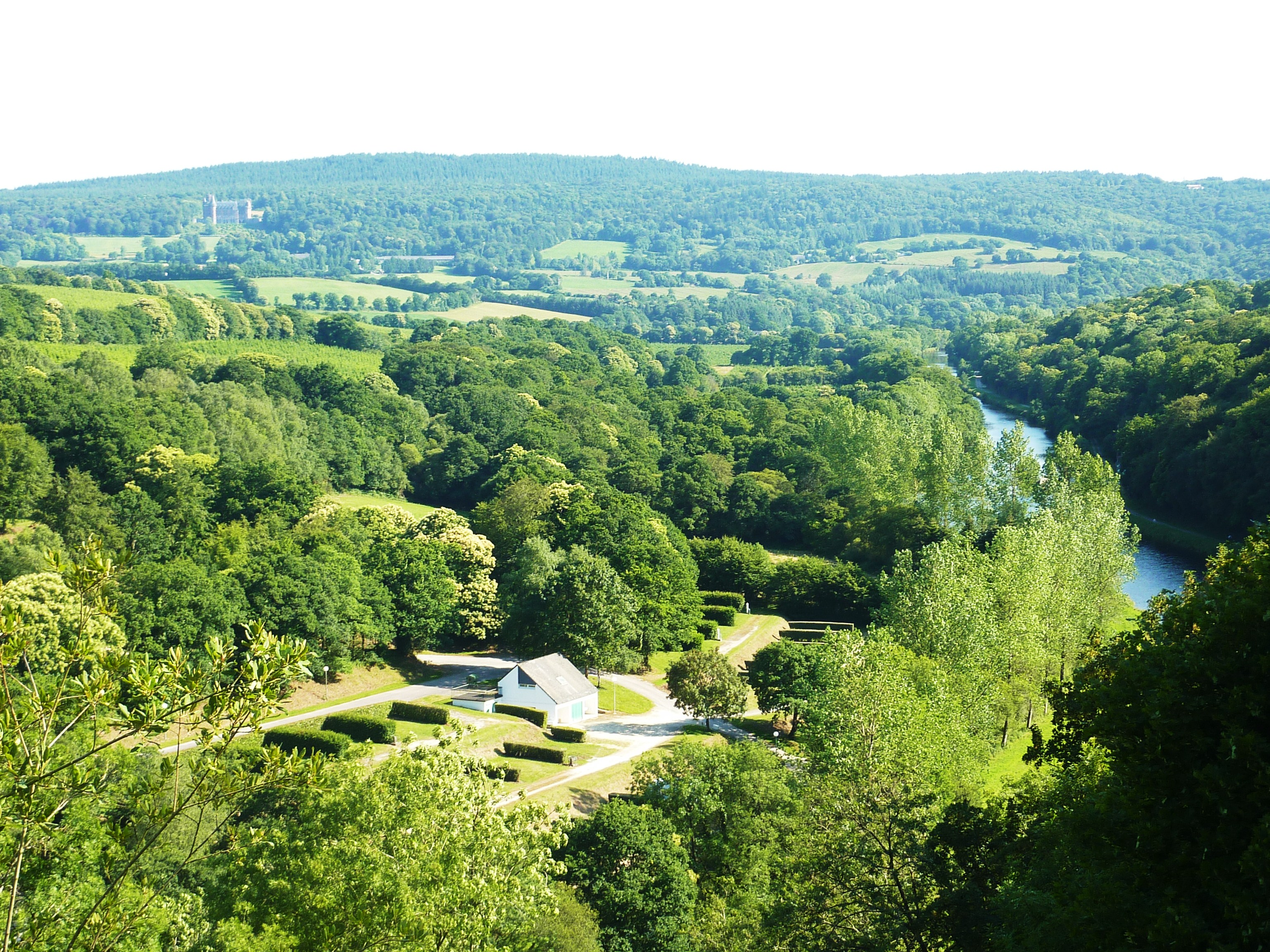
La vallée de l'Aulne (vers l'aval) et le château de Trévarez depuis le point de vue.
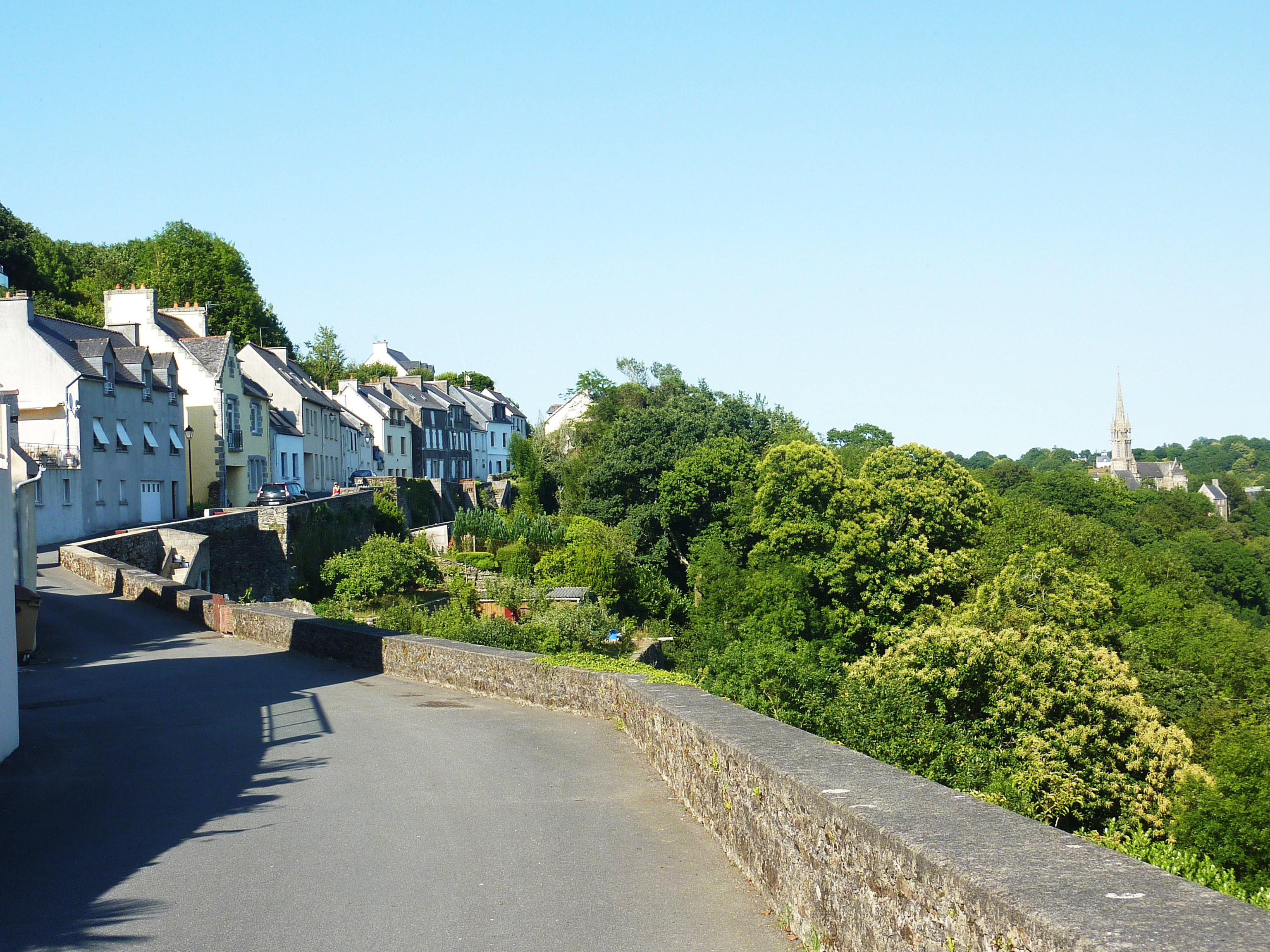
Le quartier du Point-de-vue et la chapelle Notre-Dame-des-Portes.
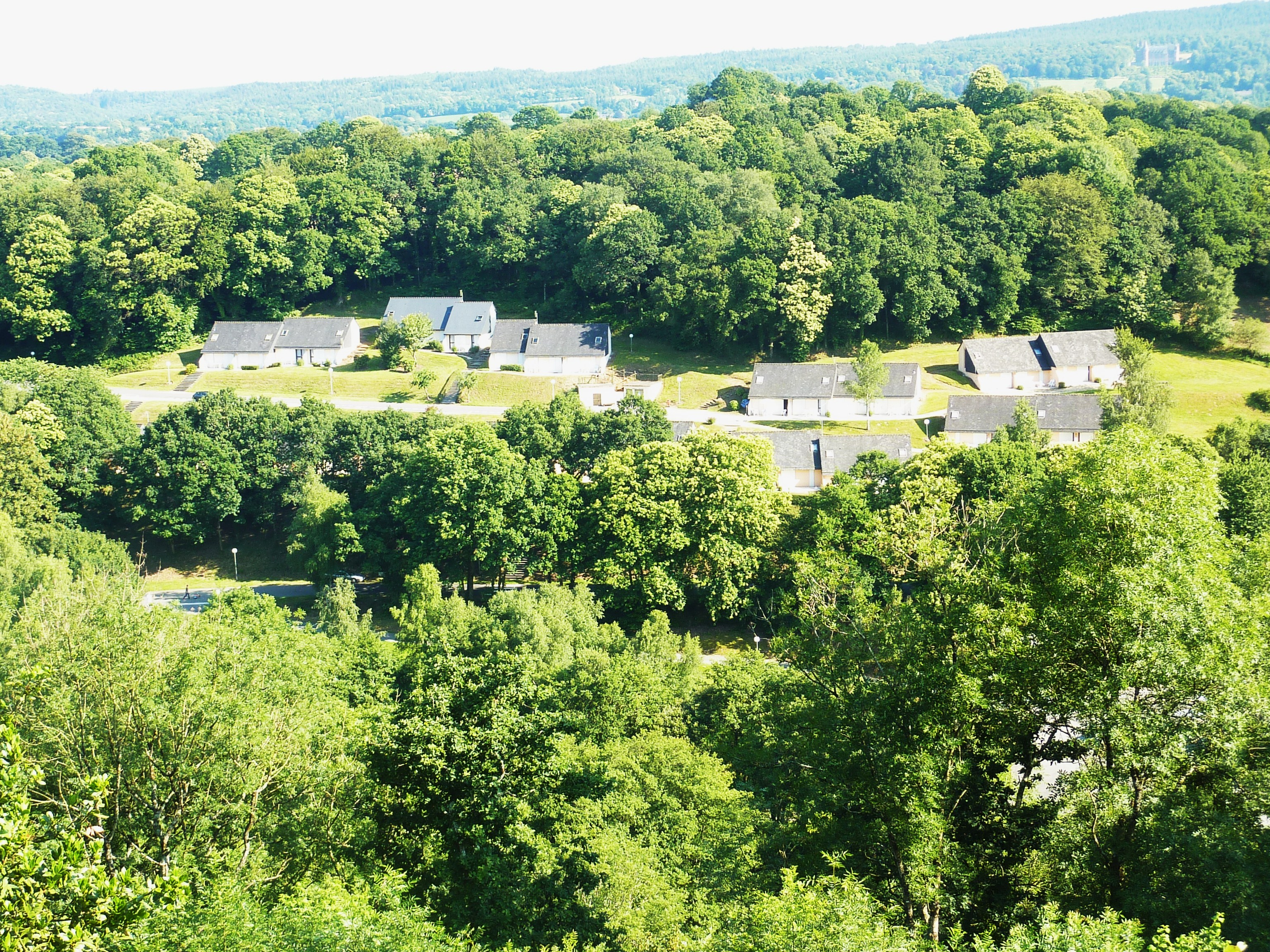
Le village de vacances VVF en bordure de l'Aulne à Pen ar Pont (situé en fait dans la commune de Saint-Goazec).

### Transports
Le canal de Nantes à Brest est encore navigable mais coupé par le barrage de Guerlédan et l'ancienne voie ferrée à voie étroite du Réseau breton allant de Carhaix à Châteaulin, ouverte en 1904 et fermée en septembre 1967, n'existe plus (Châteauneuf-du-Faou possédait une gare, située au nord du bourg) ; la commune est traversée par la route nationale 164, aménagée en voie express (l'aménagement a été achevé en 2021 à hauteur de Châteauneuf-du-Faou), allant de Châteaulin à Montauban-de-Bretagne, en direction de Rennes.
Le « Pont du Roy », construit vers 1638 (son nom est dû au « Moulin du Roy » situé à proximité) remplaça le gué antérieurement utilisé pour franchir l'Aulne (les six avant-becs, en forme d'éperons, protègent les piles du pont du courant venant d'amont) ; la construction du canal entraîna l'élargissement du lit du cours d'eau, ce qui nécessitant un prolongement du pont côté sud ; en 1871, l'ouvrage fut amputé d'une arche côté nord pour faciliter le passage des péniches.
La construction du nouveau pont, parallèle à l'ancien, a commencé en 1928.

### Hydrographie
Pour un article plus général, voir Réseau hydrographique du Finistère.
La commune est située dans le bassin Loire-Bretagne. Elle est drainée par l'Aulne, le canal de Nantes à Brest, le l'Aulne, le Stêr Goanez et divers autres petits cours d'eau,.
L'Aulne, d'une longueur de 144 km, prend sa source dans la commune de Lohuec et se jette  dans la rade de Brest en limite de Landévennec et de Rosnoen, après avoir traversé 27 communes.  Les caractéristiques hydrologiques de l'Aulne sont données par la station hydrologique située sur la commune. Le débit moyen mensuel est de 22,5 m3/s. Le débit moyen journalier maximum est de 417 m3/s, atteint lors de la crue du 28 janvier 1995. Le débit instantané maximal est quant à lui de 436 m3/s, atteint le même jour.
Le canal de Nantes à Brest est un canal, chenal et un estuaire et un cours d'eau naturel navigable sur une grande partie de son cours, d'une longueur de 364 km. Il prend sa source dans la commune de Nort-sur-Erdre et se jette  dans la Loire à Nantes. 
Le Ster Goanez, d'une longueur de 24 km, prend sa source dans la commune de Loqueffret et se jette  dans le canal de Nantes à Brest à Saint-Thois, après avoir traversé six communes. 

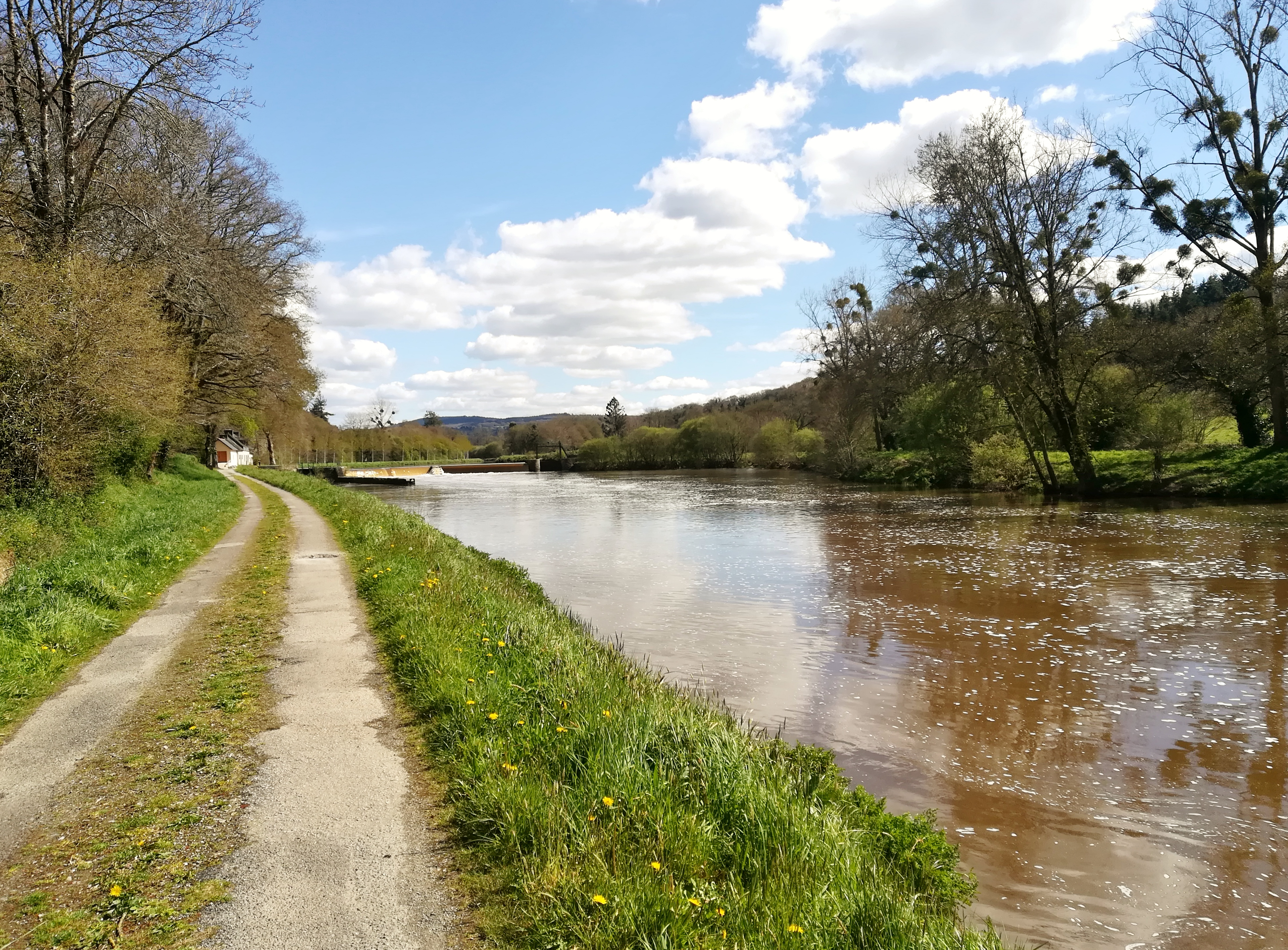
L'Aulne juste en aval de l'écluse de Prad Pourrig (Prat Pouric), visible à l'arrière-plan (écluse no 222 du Canal de Nantes à Brest).
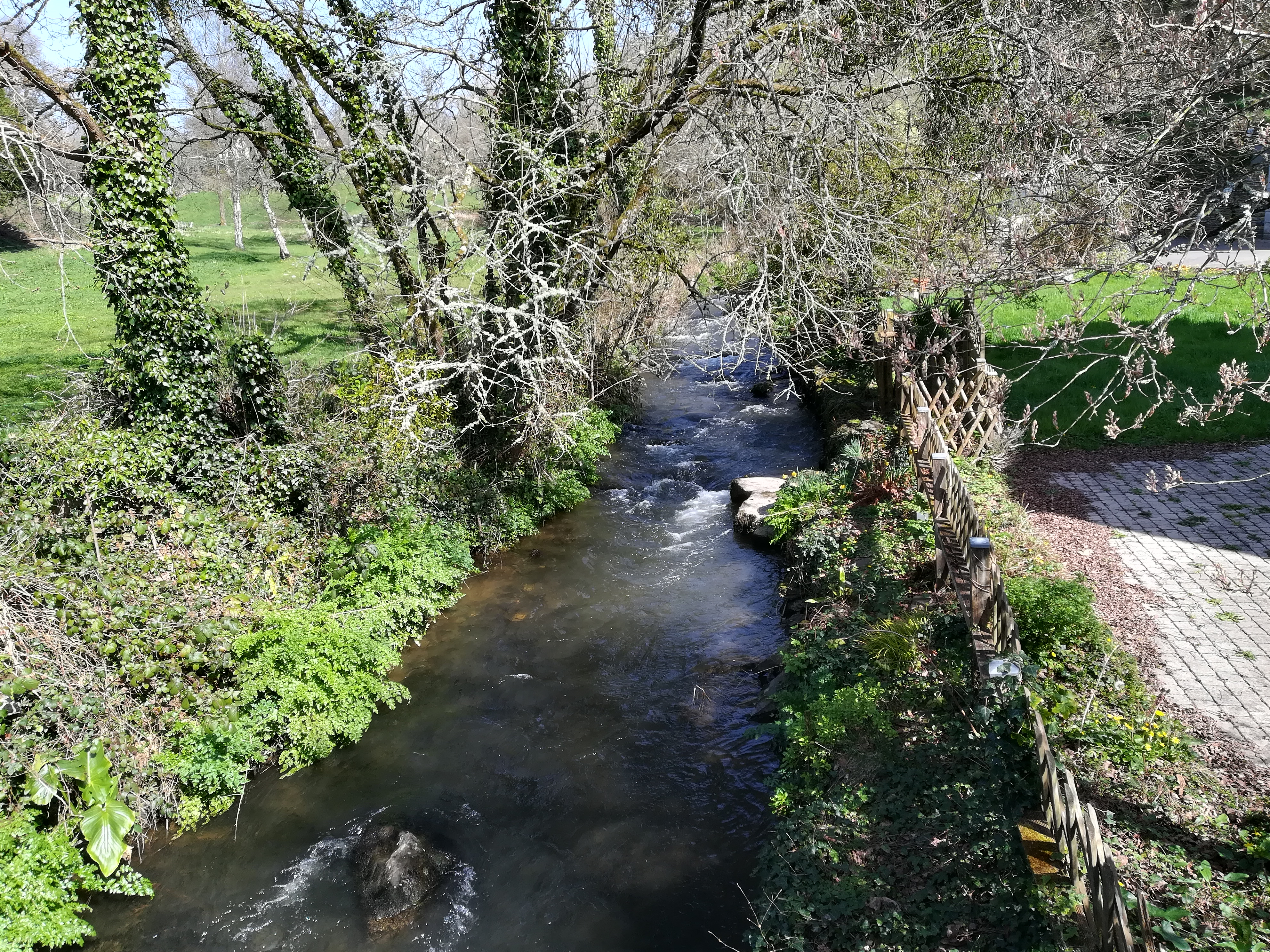
Le Quilliou, affluent de rive droite, juste avant sa confluence avec l'Aulne, à Penn-ar-Pont en Châteauneuf-du-Faou.
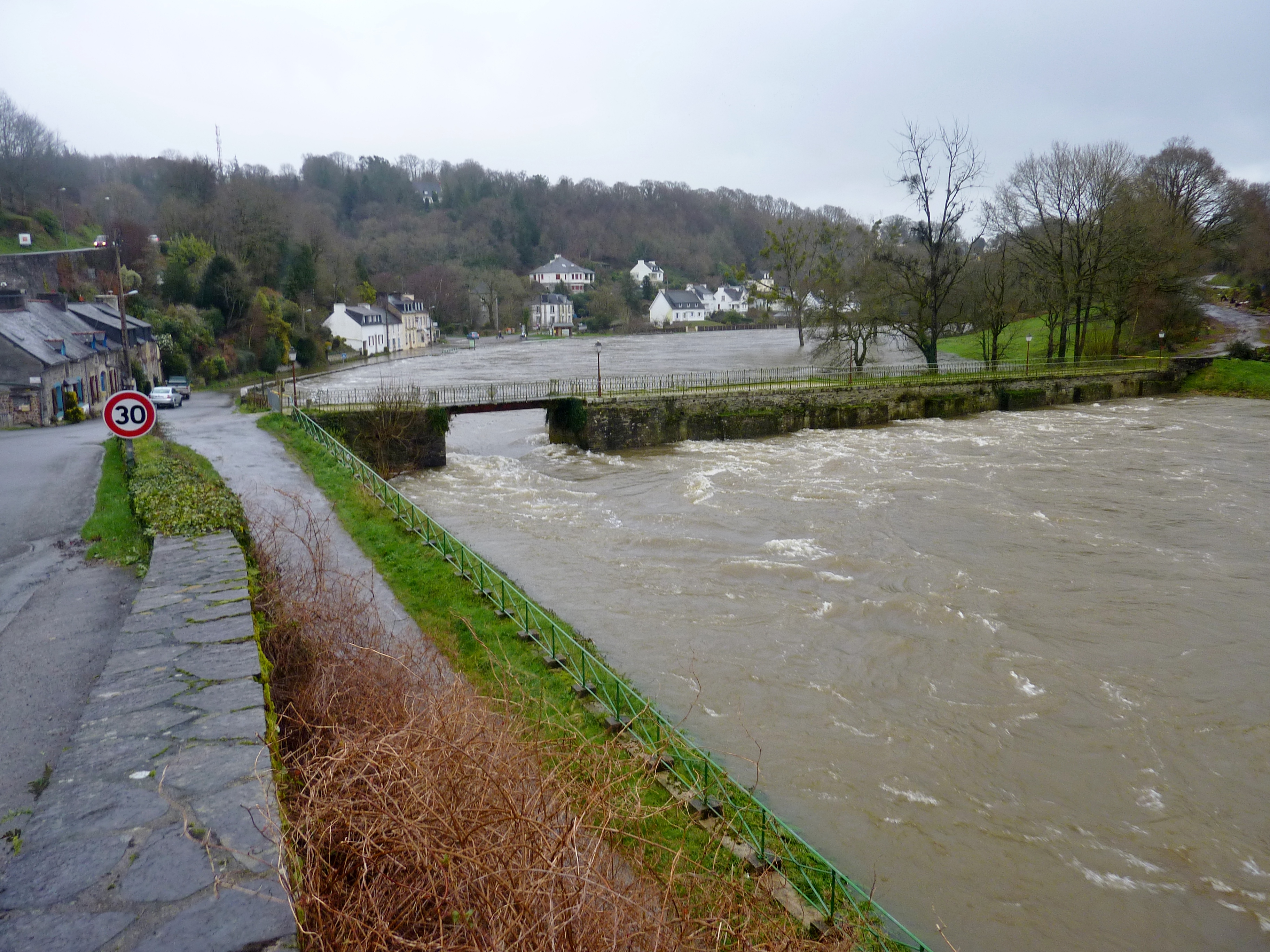
L'Aulne en crue au niveau du « Pont du Roy » (7 février 2014).
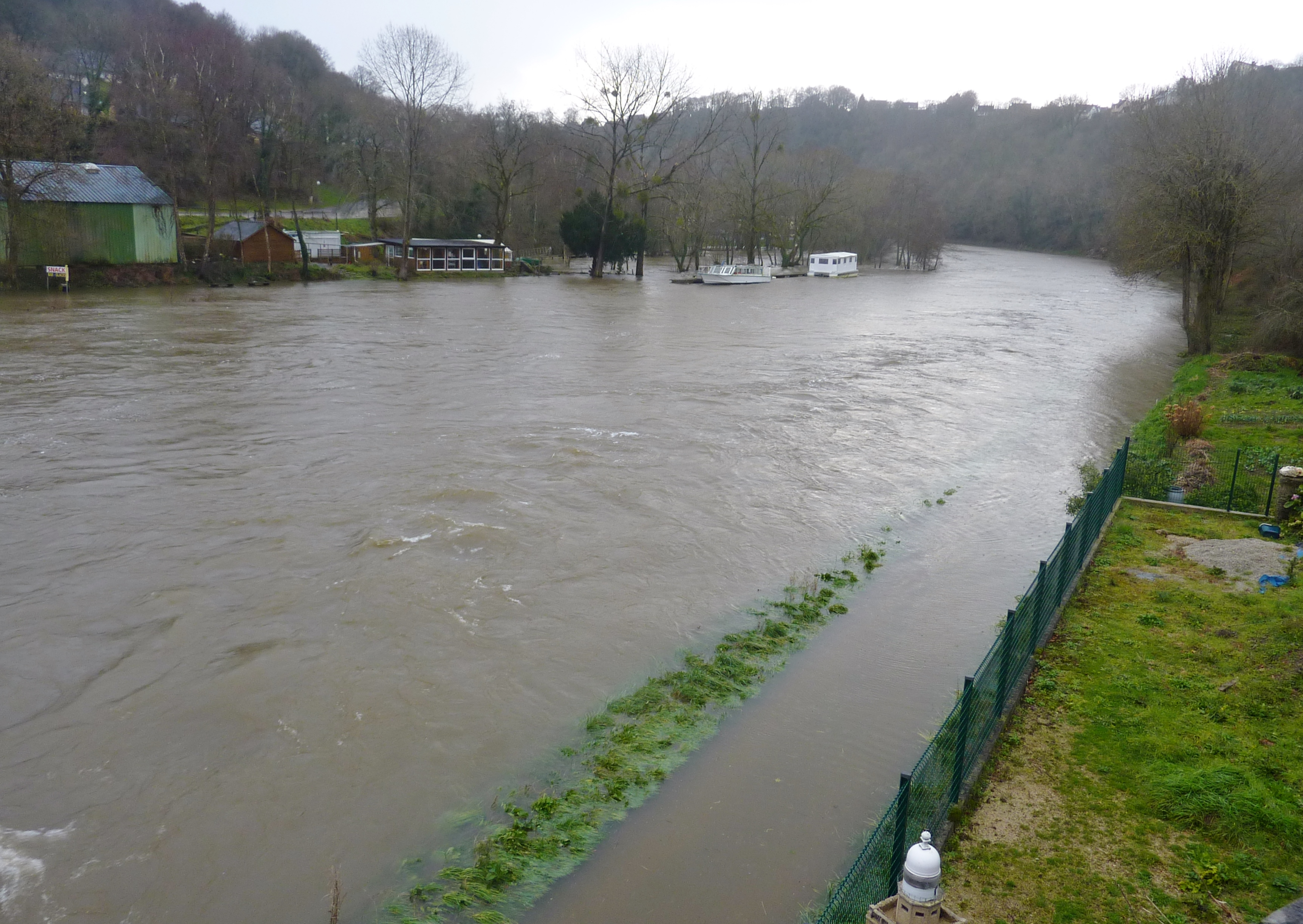
L'Aulne en crue juste en aval du « Pont du Roy » (7 février 2014).

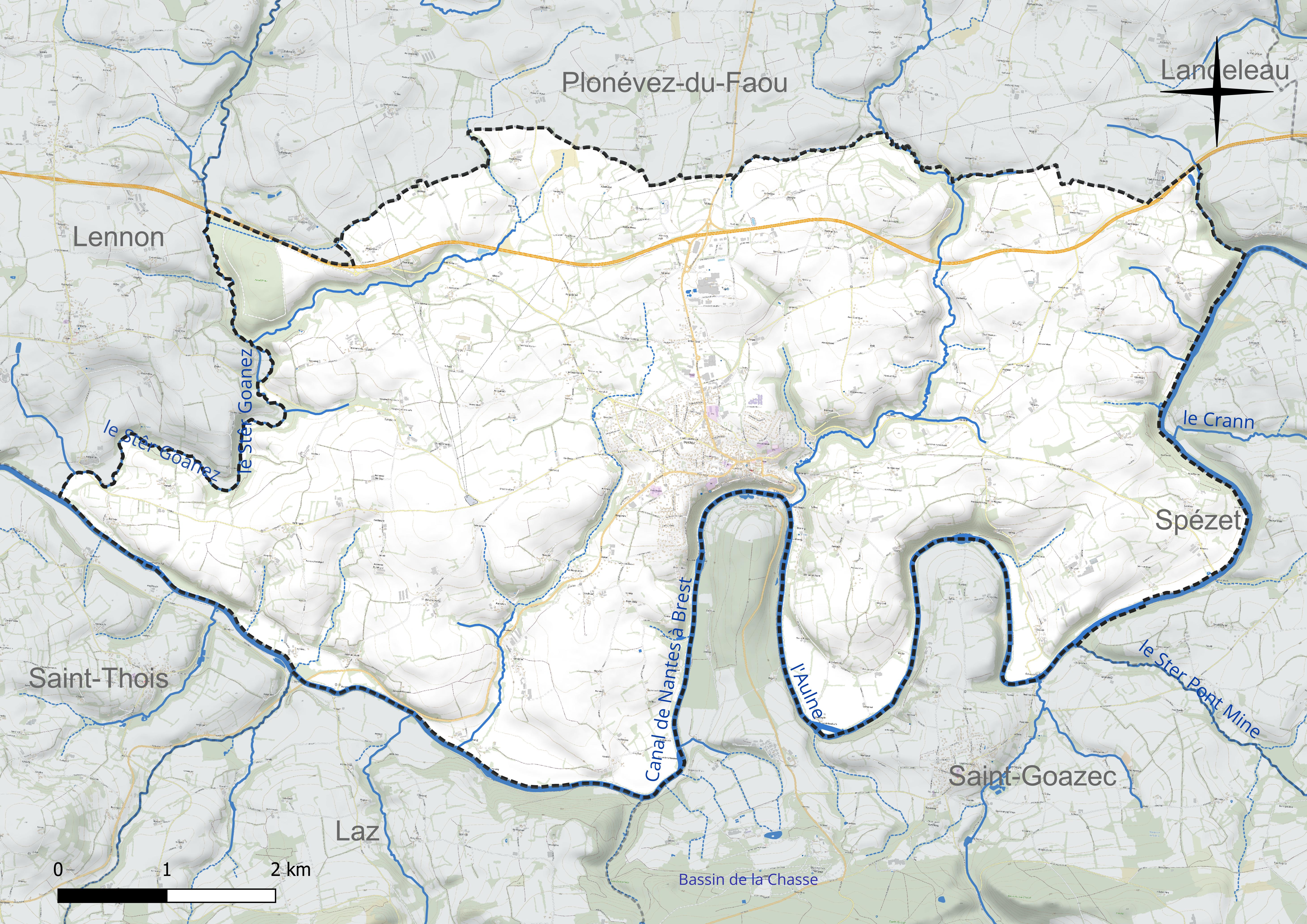
Réseau hydrographique de Châteauneuf-du-Faou.

### Climat
Pour des articles plus généraux, voir Climat de la Bretagne et Climat du Finistère.
En 2010, le climat de la commune est de type climat océanique franc, selon une étude du CNRS s'appuyant sur une série de données couvrant la période 1971-2000. En 2020, Météo-France publie une typologie des climats de la France métropolitaine dans laquelle la commune est exposée à un climat océanique et est dans la région climatique  Finistère nord, caractérisée par une pluviométrie élevée, des températures douces en hiver (6 °C), fraîches en été et des vents forts. Parallèlement l'observatoire de l'environnement en Bretagne publie en 2020 un zonage climatique de la région Bretagne, s'appuyant sur des données de Météo-France de 2009. La commune est, selon ce zonage, dans la zone « Monts d'Arrée », avec des hivers froids, peu de chaleurs et de fortes pluies.
Pour la période 1971-2000, la température annuelle moyenne est de 11,3 °C, avec  une amplitude thermique annuelle de 11,4 °C. Le cumul annuel moyen de précipitations est de 1 121 mm, avec 15,8 jours de précipitations en janvier et 7,7 jours en juillet. Pour la période 1991-2020, la température moyenne annuelle observée sur la station météorologique la plus proche, située sur la commune de Coray à 14 km à vol d'oiseau, est de 11,3 °C et le cumul annuel moyen de précipitations est de 1 423,1 mm,. Pour l'avenir, les paramètres climatiques de la commune estimés pour 2050 selon différents scénarios d'émission de gaz à effet de serre sont consultables sur un site dédié publié par Météo-France en novembre 2022.

## Urbanisme

### Typologie
Au 1er janvier 2024, Châteauneuf-du-Faou est catégorisée bourg rural, selon la nouvelle grille communale de densité à 7 niveaux définie par l'Insee en 2022. Elle appartient à l'unité urbaine de Châteauneuf-du-Faou, une unité urbaine monocommunale constituant une ville isolée,. Par ailleurs la commune fait partie de l'aire d'attraction de Châteauneuf-du-Faou, dont elle est la commune-centre,. Cette aire, qui regroupe 5 communes, est catégorisée dans les aires de moins de 50 000 habitants,.

### Occupation des sols

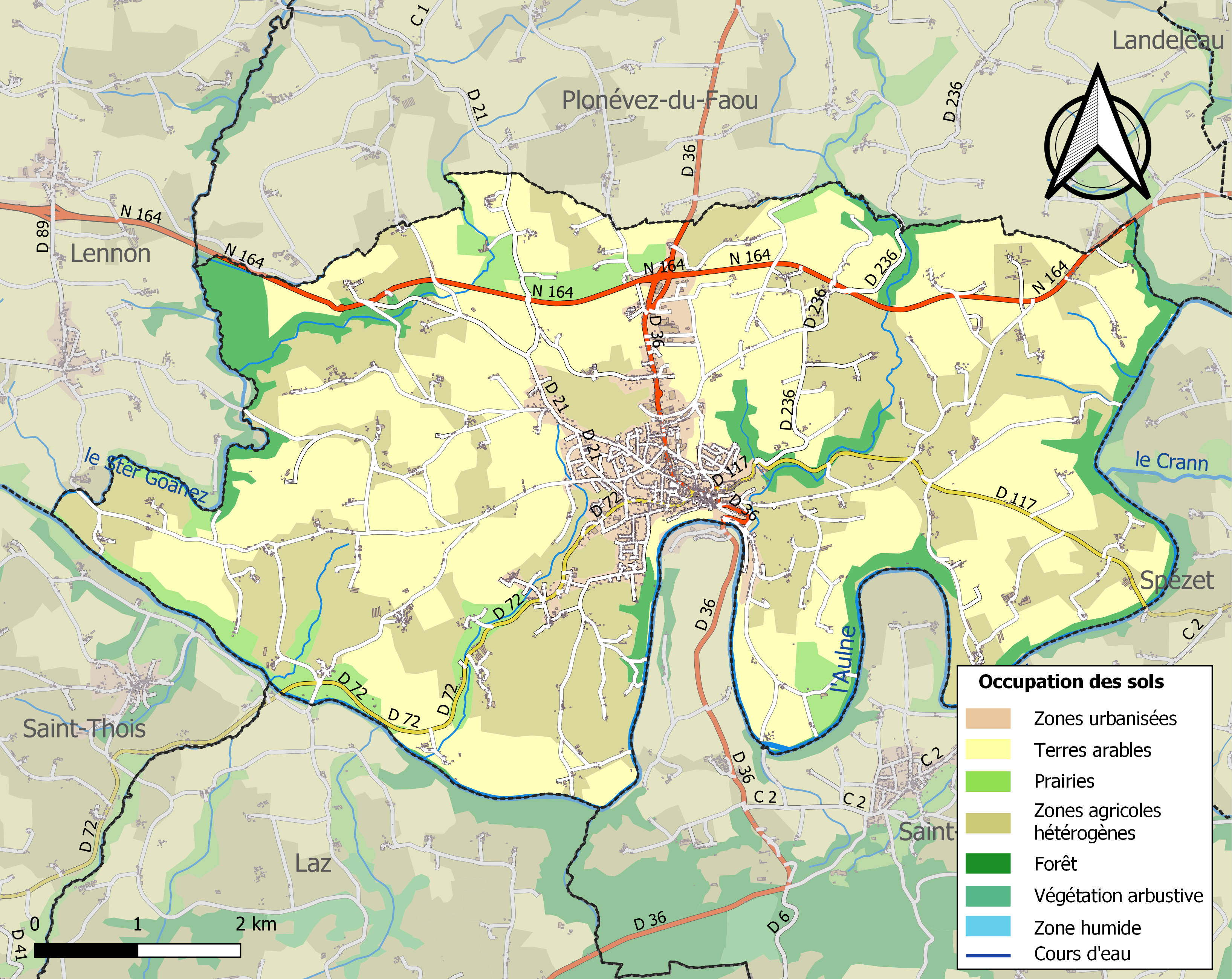
Carte des infrastructures et de l'occupation des sols de la commune en 2018 (CLC).

Le tableau ci-dessous présente l'occupation des sols de la commune en 2018, telle qu'elle ressort de la base de données européenne d'occupation biophysique des sols Corine Land Cover (CLC).
| Type d'occupation                                               | Pourcentage | Superficie (en hectares) |
| --------------------------------------------------------------- | ----------- | ------------------------ |
| Tissu urbain discontinu                                         | 4,8 %       | 202                      |
| Zones industrielles ou commerciales et installations techniques | 2,0 %       | 86                       |
| Terres arables hors périmètres d'irrigation                     | 46,0 %      | 1935                     |
| Prairies et autres surfaces toujours en herbe                   | 5,6 %       | 233                      |
| Systèmes culturaux et parcellaires complexes                    | 33,9 %      | 1427                     |
| Forêts de feuillus                                              | 5,3 %       | 222                      |
| Forêts mélangées                                                | 2,4 %       | 101                      |
| Source : Corine Land Cover                                      |             |                          |

L'occupation des sols est marquée par la prédominance des terres agricoles. Celles-ci occupent 86,5 % du territoire contre 7,7 % pour la forêt, 4,8 % pour les zones urbanisées et 2,0 % pour les zones industrielles ou commerciales.

## Toponymie
Le nom breton de la commune est Kastell-Nevez-ar-Faou, devenu Chateauneuf du Faou en français. Le breton local le prononce Ar C'hastell-Ne'e.
Attesté sous la forme latine Castellum novum in fago au XIIe siècle rappelant l'existence en ces lieux d'un Château neuf du XIIe siècle dont il subsiste quelques traces sur le promontoire surplombant l'Aulne.
Faou se rapporterait au hêtre, en breton Faou.

## Histoire

### Étymologie et origines
Le nom de Châteauneuf-du-Faou provient de castrum novum in fago (peut-être « château neuf en -bois de- hêtre[réf. souhaitée] » en latin). Faou se prononce fou. La cité doit son nom à un château bâti avant 1186, date à laquelle il fut assiégé par Guyomarc'h et Hervé de Léon en révolte contre Henri II Plantagenêt. On ignore qui fut son constructeur.
La localité faisait partie de l'ancienne paroisse de Plouyé et dépendit, du VIe siècle à 1420, au sein de la vicomté de Léon, du pagus du Faou, ce qui explique son suffixe. La première mention connue de Castrum novum in fago, dans le cartulaire de Quimper, date de 1368.
Ce n'est que le 13 août 1958 que la commune de Châteauneuf a officiellement pris le nom de Châteauneuf-du-Faou : « Par décret en date du 7 août 1958 la commune de Châteauneuf (canton de Châteauneuf, arrondissement de Châteaulin, département du Finistère) portera désormais le nom de Châteauneuf-du-Faou ».
Le château, construit par une famille inconnue du Poher, se dressait sur l'éperon rocheux dominant l'Aulne et le Pont-du-Roy, probablement à l'emplacement d'un ancien oppidum gaulois, « commandant le passage de la rivière, il était établi, en outre, au bord de l'ancienne voie romaine de Carhaix à la pointe du Raz. En 1186, le château est pris par Guyomarch Ier et Hervé Ier de Léon et passe aux mains des vicomtes du Léon comme l'attestent deux actes de 1239 et 1275. Il était déjà ruiné en 1440 quand fut bâtie à son emplacement la chapelle Notre-Dame-des-Portes ». De longs pans de mur ainsi que la base d'une tour d'angle sont toujours visibles et en cours de restauration.
Avec Plonévez-du-Faou, Collorec, Saint-Goazec et Laz, Châteauneuf-du-Faou forme le « pays Dardoup », l'un des pays bretons ethnologiques traditionnels, les communes voisines de Pleyben, Le Cloître-Pleyben et Lennon formant appartenant au « pays Bidar ».

### Préhistoire
Des tombes à coffre de l'âge du bronze dans le secteur de Kroaz Lesneven et des souterrains de l'âge du fer dans celui de Kervoel (en Plonévez-du-Faou) ont été découverts, ainsi que de nombreux tumuli (ar blazennou).

### Antiquité
Châteauneuf-du-Faou a conservé la trace de deux enceintes, probablement utilisées bien avant par les Gaulois, voire les populations de l'âge du fer, oppidum ou castellum :
- Le camp de Lesneven, dit Ar C'hastel est un enclos quadrangulaire à fossés dont les levées faisaient au moins 6 mètres de haut. Le nom de Lesneven ("château ou cour d'Even") indique probablement que le site a été aussi habité au haut Moyen Âge[Note 4]. À quelques centaines de mètres de là, a été récemment découverte une nécropole du IVe siècle.

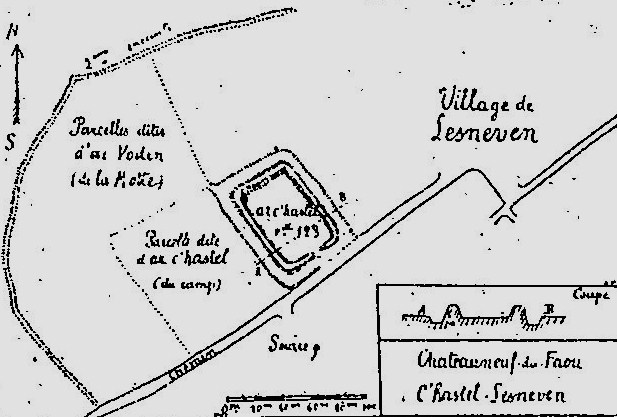
Le camp fortifié de Lesneven (d'après Delaporte).
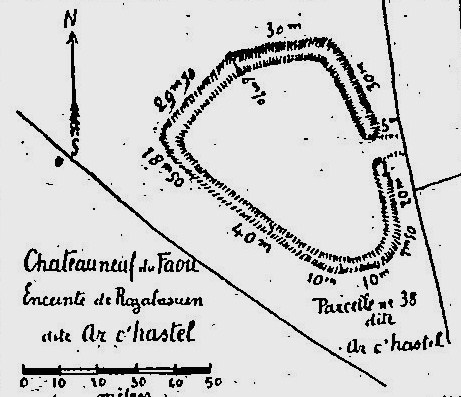
L'enceinte de Rosabaouen.

- Une autre enceinte, située à Rosabaouen, dite aussi Ar C'hastel, de forme ovale, reste visible même si elle disparaît peu à peu sous l'effet des labours successifs.
- Les voies romaines allant de Vorgium (Carhaix) vers Châteaulin et Camaret d'une part, vers Douarnenez et la pointe du Raz d'autre part, passaient par l'actuel territoire communal et le pont de pierre de Voas Kill.

### Moyen Âge

#### Les origines de la paroisse et de la ville
Des légendes évoquent le passage très incertain du légendaire roi Arthur au début du VIe siècle dans les montagnes Noires et à Châteauneuf-du-Faou. Mais nulle preuve historique ne peut en attester.
La région de Daoulas - Le Faou - Châteauneuf-du-Faou formait au haut Moyen Âge le pagus en Fou, un pays historique, c'est-à-dire un pagus ; c'était une subdivision administrative de la Cornouaille.
Châteauneuf fit partie un temps de la paroisse de Plonévez-du-Faou (elle-même issue de l'ancienne paroisse primitive de Plouyé) avant de devenir une paroisse à part entière au début du XIIIe siècle, contrôlant aussi la trève du Moustoir qui, comme son nom l'indique, était un ancien établissement monastique. La cité se développe autour d'une vie religieuse intense, avec un culte marial qui prend des formes multiples.
L'existence de la ville est attestée en 1368 : le cartulaire de Quimper rapporte à cette date une taxation de 45 livres de Castrum Novum in Fago en faveur de la cour de Rome.

#### La guerre de succession de Bretagne
La statue de Notre-Dame-des-Portes est ainsi nommée car, en 1440, elle avait été placée sur les remparts de la ville pour la protéger contre les horreurs de la guerre civile. La forteresse, confisquée en 1420 par le duc de Bretagne Jean V est alors en ruine. C'est probablement une conséquence des conflits alors nombreux dans la période qui a suivi la guerre de Succession de Bretagne (1341-1364).

#### La châtellenie de Châteauneuf
La montre de l'évêché de Cornouaille tenue en 1481 énumère les châtellenies de Huelgoat, Châteauneuf et Landeleau. La châtellenie de Châteauneuf s'étendait sur les paroisses de Châteauneuf, avec sa trève du Moustoir, de Quilliou, de Plonévez-du-Faou et de presque toute sa trève de Collorec. Le siècle suivant le terme de châtellenie est remplacé par celui de juridiction (le château de Châteauneuf était déjà en démolition en 1440).
On ignore quand la seigneurie de Châteauneuf-du-Faou cessa d'appartenir aux vicomtes du Faou[réf. nécessaire].
La seigneurie de Botiguigneau, située en Châteauneuf-du-Faou, aurait appartenu aux Templiers, puis à partir de 1486 à la famille de Laval.

#### La seigneurie, la chapelle et la trève du Moustoir
La famille de Rosily, établie primitivement sur la motte féodale de Rosily, était seigneur du Moustoir : le plus ancien membre connu de cette famille est Roland de Rosily qui signe au 33e rang de la noblesse bretonne une charte en 1250. La famille s'installe à la fin du XIVe siècle au manoir de Méros en Plonévez-du-Faou, habité par exemple par Dronion de Rosily en 1400. La famille de Rosily possédait au Moustoir une cour de justice seigneuriale disposant des droits de basse, moyenne et haute justice, installée à partir de 1736 dans la maison de justice de Kerven ; les fourches patibulaires étaient situées à proximité. À la demande de la famille de Rosily, la chapelle du Moustoir, initialement un simple oratoire correspondant à l'actuel transept nord, progressivement agrandie par Jean Ier de Rosily qui ajoute la nef, Jean II de Rosily qui fait construire le transept sud et Christophe de Rosily qui ajoute le chevet et la sacristie, est érigée en chapelle tréviale en 1575. Jacques de Rosily et son épouse Jeanne Le Baud firent construire le clocher-pignon en 1627. La trève du Moustoir possédait 550 habitants dont 350 communiants en 1778 lors de la visite de Toussaint Conen de Saint-Luc, alors évêque de Quimper.
Pierre Le Galle occupait en 1400 le manoir du Verger.

#### La jacquerie de 1489-1490
Une jacquerie, dirigée par trois frères originaires de la commune de Plouyé, éclate en 1489 dans le Poher, et s'étend rapidement à la majeure partie de la Cornouaille, mettant à sac Quimper et d'autres localités. Écrasés près de Pont-l'Abbé le 6 août 1490, les survivants refluent et se réfugient à Châteauneuf-du-Faou où ils organisent une « commune » (autogestion de la vile par les révoltés) qu'ils mettent à sac. Le 7 septembre 1490 Charles de Quimerc'h parvient à rétablir l'ordre dans la ville, écrasant les derniers émeutiers. Trente-deux meneurs sont arrêtés, mais obtinrent des lettres de grâce.

### Époque moderne
Un aveu d'Anne de Laval concernant la seigneurie de Kergorlay date de 1543.

#### La sénéchaussée de Châteauneuf
À une date inconnue, probablement début XVIe siècle, les trois châtellenies de Huelgoat, Châteauneuf et Landeleau, en raison de la faible importance de leurs domaines, sont regroupées dans une administration commune (les officiers de justice exercent dans les trois juridictions, les juges étant ambulants), même si chaque cour garde son autonomie. Les officiers de justice appartenaient à des familles nobles, l'histoire a conservé le nom de certains d'entre eux : Benerven, Keramanach, Kergoët, Quélennec, Kerpérennès, etc.
La juridiction ou sénéchaussée de Châteauneuf, supprimée comme celle de Landeleau le 29 mars 1564 par lettres patentes données à Blois par le roi Charles IX au profit de celle de Carhaix, réapparaît à la fin du XVIe siècle à la faveur des troubles liés aux guerres de religion : des actes datés de 1580 et années suivantes le prouvent (il en est d'ailleurs de même pour celle de Landeleau avec des actes datés de 1585 et 1586). Une pétition en 1591 des habitants de Carhaix au duc de Mercœur demandant l'exercice dans leur ville des juridictions qui y avaient été réunies le prouve également
Au XVIIe siècle, la prééminence de Châteauneuf s'affirme progressivement. En 1748, un avocat demeurant au Huelgoat écrit, dans une requête au Parlement de Bretagne : « La juridiction de Châteauneuf-du-Faou ayant trois sièges différents qui se tiennent par les juges du siège principal qui est la ville de Châteauneuf-du-Faou, ceux de Huelgoat et Landeleau, attendus leur distance, s'exercent néanmoins très souvent ». Châteauneuf est devenue alors le siège principal de la sénéchaussée et c'est là que procureurs, huissiers et la plupart des notaires résident désormais. Début XVIIIe siècle, l'auditoire (c'est-à-dire le siège du tribunal) ainsi que la prison sont dans un état de délabrement qui impose leur abandon et la location de nouveaux locaux en 1729. Mais les plaids généraux continuaient à se tenir le mardi à Landeleau, le mercredi à Châteauneuf et le jeudi au Huelgoat et parfois même à Saint-Herbot.
La cour de Châteauneuf était à la fois un tribunal de première instance pour les habitants dépendant du siège de Châteauneuf et un tribunal d'appel pour les juridictions seigneuriales du ressort comme celles du Grannec en Landeleau, de Botmeur, etc. Les limites des juridictions étaient floues et les conflits de compétence fréquents.
L'Assemblée constituante supprima ces anciennes juridictions et choisit Carhaix, au détriment de Châteauneuf-du-Faou, comme chef-lieu de district et siège du tribunal d'instance.

#### Châteauneuf-du-Faou victime des troubles de la fin duXVIesiècle
Le pardon de Notre-Dame-des-Portes existait déjà au XVIe siècle : les comptes de la chapelle pour l'année 1572-1573 mentionnent : « En un porpoinct et aiguillettes pour les lincteurs, le jour du pardon, 11 sols 7 deniers » et « aux lucteurs pour le vin (…) 8 sols 4 deniers ». De nombreuses réjouissances populaires se déroulaient parallèlement à la cérémonie religieuse : luttes, courses, danses, lancement de la soule, etc.
Le XVIe siècle voit s'amorcer une certaine prospérité économique dans la région grâce à l'essor de la culture et du travail du lin et du chanvre et au développement de l'activité papetière. Mais Châteauneuf-du-Fou est victime vers la fin de ce siècle des exactions de soldats-bandits dans le contexte troublé des guerres de religion.
Pendant les guerres de la Ligue, les Châteauneuviens semblent avoir soutenu selon les rapports de force du moment tour à tour les deux camps : dans les comptes de la chapelle de Notre-Dame-des-Portes, l'on trouve trace de financements probablement extorqués en faveur des Ligueurs, par exemple pour financer les soldes des soldats de La Fontenelle qu'en faveur des troupes de Monsieur de Coatredrez, qui était du parti du Roi. Cela n'empêche pas la ville d'être pillée à plusieurs reprises et les alentours ravagés comme le montre ce document du « Fonds des États de Bretagne » en date du 29 décembre 1592 retranscrit par l'auteur Jean-François Boëdec :

« La licence des gens de guerre en votre pays a été et est telle et si déréglée sur votre pauvre peuple, qu'ils n'ont omis, ni épargné aucune espèce de violences pour épuiser la subsistance, et ont exercé toutes les cruautés que la corde, le fer et le feu leur ont pu administrer pour rançonner le paysan laboureur et le marchand du plat pays innocent, et après les avoir misérablement tourmentés et gênés en leurs personnes pour extorquer leurs deniers; pillé, brûlé leurs maisons et meubles qu'ils ne pouvaient emporter, ont finalement pris le bétail, jusqu'aux porcs, et non contents de tant d'outrages ont violé femmes et filles, sans aucune distinction d'âge; encore ont contraint pour leurs pères à racheter leurs enfants pupilles, et les maris leurs femmes,et réduit votre peuple a une telle extrémité qu'il a été contraint d'abandonner maisons et familles, et cherche l'espoir et la sûreté aux forêts, entre les plus cruelles bêtes, néanmoins la rigueur de l'hiver, aimant mieux habiter avec les animaux sauvages et cherche leur vie que de languir et mourir prisonnier, entre les mains de gens de guerre, de tourments, de faim et d'ennui faute de moyen de se racheter ; et se sont tellement dépouillés qu'ils ont dénié les corps morts en leur prison à la parentelle pour les inhumer, jusqu'à les racheter, faisant languir les vivants avec les corps des morts en leurs dites prisons, ce qui a tellement ruiné votre peuple, que les paroisses entières se voient désertes, les grosses bourgades abandonnées de tous leurs, habitants et ne se peut espérer aucun paiement de vos deniers, le soulagement de vos affaires et la nécessité au dit pays. »

« Exaspérés par les pilleries et les cruautés de Guy Éder de la Fontenelle », surnommé le « bandit de Cornouaille », installé dans la forêt de Laz, qui multiplie vols, prélèvements arbitraires de deniers, de bestiaux, de meubles, rapines diverses, viols, incendies, les habitants de Châteauneuf-du-Faou chargent François Hervé, notaire à Châteauneuf et Jean Breut, députés aux États de Bretagne, soutenu par les députés de plusieurs autres villes de Cornouaille, réunis dans la ville de Vannes au Logis de la Tête noire le 20 mars 1592  de se plaindre près du duc de Mercœur, alors gouverneur de Bretagne ; ils accusent La Fontenelle « d'avoir osé, à main armée, ravagé leur territoire et d'avoir tué nombre des leurs, bien qu'ils fussent comme lui du parti de la Ligue ». Les députés de Châteauneuf-du-Faou déclarèrent « qu'il les avait pillés, ravagés et tués avec de grandes hostilités, avec beaucoup d'autres cruautés insolentes commises par lui et les siens, que les plus grands ennemis n'eussent voulu commettre ». La Fontenelle entra alors par surprise, s'avança vers Jean Breut et lui dit : « J'ai entendu que vous estes venu faire plainctes de moy en ces estatz, mais, par la mort de Dieu ! Regardez bien ce que vous direz, car selon ce que vous direz, je vous coupperé le col! ». Prévenu, le duc de Mercœur fit un temps emprisonner un temps le "bandit-chef de guerre" à Vannes mais il fut finalement rapidement libéré.
Selon le chanoine Moreau, le 23 mars 1593, « le sieur du Liscouët accompagné d'environ trois ou quatre cents hommes, sur l'aube du jour, arriva à Châteauneuf-du-Faou, où il entra par surprise et y fit beaucoup d'insolences et de cruautés, plusieurs des habitants et réfugiés y furent tués, les autres qui pouvaient payer rançon, retenus prisonniers, et fit mettre le feu aux plus belles maisons de la ville, qui causa une grande ruine ». Pendant plusieurs heures se succèdent des scènes de pillages et de meurtres, des dizaines de maisons sont incendiées. Le même auteur rapporte que les prêtres furent maltraités par les « calvinistes » (les « royaux » partisans d'Henri IV) et que le tabernacle de l'église paroissiale (ou de la chapelle Notre-Dame-des-Portes, une incertitude existe) ayant été profané, un prêtre, Thépault Derrien, fut tué car il avait avalé une hostie tombée à terre et qui allait être profanée. Cette scène est représentée sur l'un des vitraux de la chapelle Notre-Dame-des-Portes.
En juin 1593, Guy Éder de La Fontenelle s'empare par ruse du château du Granec situé entre Collorec et Landeleau, non loin de Châteauneuf-du-Faou dont il fait son repaire temporaire et d'où il continue ses exactions, tuant 800 paysans des paroisses avoisinantes venus l'assiéger, en juillet 1593 semble-t-il. Pendant plusieurs années, la région ne connaît que désolation et rapines et les malheurs qui s'ensuivent : famine, peste, loups, etc.
En 1595, des paysans de la région de Châteauneuf-du-Faou font partie des 2 000 hommes des « communes » qui se rassemblent pour combattre La Fontenelle sous l'autorité du comte du Granec, qui habitait alors le château de Laz et était le fils du comte de Pratmaria dont le château du Granec, repris à La Fontenelle, venait d'être brûlé en 1594 par les troupes espagnoles alliées au duc de Mercœur. Cette « paysantaille » est attaquée par surprise dans le bourg de Plogastel-Saint-Germain par 400 cavaliers du brigand-chef de guerre sortis par surprise de l'île Tristan près de Douarnenez devenue le repaire de La Fontenelle. 1500 d'entre eux sont massacrés et le comte du Granec fait prisonnier.

#### La Révolte des Bonnets rouges (1675)
Pendant la Révolte des Bonnets Rouges, dite aussi Révolte du papier timbré, en 1675, le château de Keranmoal fut pillé puis incendié, de même que le manoir du Verger.
Le roi Louis XIV accorde une amnistie aux révoltés en 1676, mais les meneurs en sont exclus ; parmi eux, un certain Cornély de Châteauneuf-du-Faou.

#### Un sénéchal de Châteauneuf-du-Faou: Guillaume Pic de la Jehannière [alias Guillaume Pic de la Mirandole] (1694-1778)
Né au manoir de Keriéquel en Gouézec, baptisé le 8 octobre 1694, Guillaume Pic de la Jehannière acquit âgé de 28 ans l'office de sénéchal de la Barre Royale de Châteauneuf-du-Faou et de ses annexes, où il fut installé en 4 avril 1722 et il conserva cette charge pendant quarante ans. Il épousa le 4 avril 1723 Jeanne Josèphe Peyrau qui lui donna sept enfants dont deux seulement lui survécurent. Il décéda à Châteauneuf-du-Faou le 24 octobre 1778.
Selon ses écrits, lorsqu'il arriva à Châteauneuf, « l'impunité qui régnait dans le ressort [de Châteauneuf] y multipliait les meurtres et les assassinats.» Il se montra en effet énergique dans plusieurs affaires criminelles, faisant par exemple condamner en 1727 « à être rompu vif » Louis Le Gincq, de Toulanay en Loqueffret, poursuivi pour plusieurs assassinats et tentatives d'assassinats. Son corps fut coupé en deux, la tête exposée près de sa maison et le tronc en bordure de l'étang du Huelgoat ; il condamna aussi les six « adhérés » assassins d'un sieur Morvan de Plonévez-du-Faou et s'illustra dans maintes autres affaires.
En septembre 1727, Marie-Gabrielle Lymon, qui avait empoisonné son mari, dut d'abord faire amende honorable devant l'église paroissiale, puis son poing fut tranché sur un poteau devant la maison où elle avait commis le crime, ensuite elle fut pendue "Place aux bestiaux", enfin son corps fut jeté au bûcher préparé non loin du gibet.
En 1729, le sénéchal de Châteauneuf-du-Faou applique une ordalie, procédure archaïque et surprenante (si la plaie du cadavre saigne lorsque l'accusé la touche, l'accusé est le meurtrier) recommandée par le Parlement de Rennes dans un arrêt du 8 août 1600 lors du procès d'une femme, Marie Paugam, accusée de meurtre : il l'oblige à toucher les plaies du cadavre de sa prétendue victime que l'on avait exhumée pour l'occasion. Elle s'exécuta « d'un air fort comptant et sans estre esmue et en priant Dieu que le cadavre donnât quelque marque » susceptible de la condamner.
Sa qualité de noble étant contestée à partir de 1734 par Pierre Marie Le Rouxeau de Rosancat, lieutenant au siège de Châteauneuf auquel l'opposait plusieurs différends, il transforma alors son nom en Pic de la Mirandole. Ses adversaires se moquèrent de lui, le traitant d'« usurpateur d'un nom célèbre » mais il réussit en 1762 à faire reconnaître ses origines par le Parlement de Bordeaux en tant que descendant direct du capitaine Scipion Pic de la Mirandole, quatrième enfant de François, comte de la Mirandole, ce qui lui permit en 1764 de siéger aux États de Bretagne dans les rangs de la noblesse, malgré les railleries de ses adversaires.
Il voyait avec répugnance la noblesse pauvre « s'avilir en acceptant des charges de commis de perception » ou en recourant à « des commerces ou des emplois dérogeant de la noblesse » par nécessité, leur manque de ressources leur interdisant l'acquisition d'offices judiciaires non dérogeants. Il présenta en 1756 un mémoire au duc de Penthièvre, gouverneur de Bretagne, puis aux États de Bretagne. Comme tous les cadets de famille noble ne peuvent être « d'Église », il propose la création d'un nouveau bataillon d'infanterie : Noble volontaire breton. Le projet ne reçut jamais le moindre commencement d'exécution, mais sa lecture fournit de nombreux renseignements intéressants sur la condition de la noblesse bretonne au XVIIIe siècle.

#### L'arrestation et les jugements des membres de la bande de Marion du Faouët (1763-1765)
Au XVIIIe siècle, une vie économique assez intense se développe avec par exemple l'essor des métiers liés au bois (charbonniers, bûcherons, tonneliers...) mais, malgré le retour de la paix, la région reste peu sûre à cause des nombreux bandits de grand chemin qui rendent les déplacements risqués. L'insécurité était grande, c'était « l'âge d'or des voleurs ». Dans le pays de Châteauneuf « on se plaignait tellement des vols qu'on se barricadait toutes les nuits ». Les crimes étaient fréquents et la cour de Châteauneuf eut à en juger de nombreux ; parmi les affaires connues, l'assassinat par huit ou dix « adhérés » (conjurés) en 1728 à Loqueffret, dans un chemin creux entre Kergodel et Pratinou, de Joseph Morvan qui avait affermé les dîmes de Plonévez-du-Faou. L'affaire la plus célèbre fut celle de la bande de Corentin Tromel, dite bande des Finfond, dont un des membres les plus célèbres était une femme, Marie Louise Tromel, connue sous le nom de Marion du Faouët (1717-1755) qui exerça ses rapines dans la région de Gourin, Guiscriff, Le Saint et tout le Poher. De nombreux complices de Marion du Faouët survécurent à son arrestation, son jugement et à son exécution qui survient à Quimper en 1755, continuant leurs exactions.
L'un des membres de cette bande de voleurs, Guillaume Hémery, pilloteux, arrêté à la suite de ses nombreux vols, fut emprisonné à Châteauneuf-du-Faou et jugé par la sénéchaussée locale. Il fut condamné le 24 juillet 1763 à la question ordinaire et extraordinaire « pour avoir révélation de ses complices », « à faire amende honorable devant la porte de l'église de Châteauneuf-du-Faou, une torche de cire ardente à la main et un écriteau sur sa poitrine, à être ensuite rompu vif, enfin à expirer sur la croix de Saint-André, la face tournée vers le ciel ».
Il fut effectivement torturé comme l'atteste le procès-verbal de torture du 7 décembre 1763 : « six fois, ses pieds, ses jambes sont exposés au feu torturant, six fois il gémit sous les cuisantes morsures des flammes » dans le cadre de la question ordinaire, et trois autres fois dans le cadre de la question extraordinaire, finissant par donner le nom de ses complices et reconnaissance faire partie de « la Compagnie de Marion du Faouët, qui a été pendue à Quimper ». Puis, les épreuves du feu enfin terminées, « on le mène, pieds nus, en chemise, sur la Place-aux-Bestiaux » et il est attaché sur une croix de Saint-André « les bras, les jambes écartées, la poitrine contre la croix » et « le bourreau levant sa barre de fer, commence à frapper les bras, les cuisses, les reins (...)». Puis, la face tournée vers le ciel, il reste agoniser une partie de la nuit, devant expirer lentement comme prescrit par le jugement.
Grâce à ses révélations sous la torture, plusieurs de ses complices sont par la suite arrêtés ; Pierre Bellec le 26 décembre 1764, puis Corentin Bellec, Corentin et Joseph Finefont, Jeanne Tromel, et même Guillaume Tromel, un enfant de 14 ans, et plusieurs autres, la plupart arrêtés au Faouët, sont écroués à Châteauneuf-du-Faou. Or cette prison était dans un terrible état de vétusté et on s'en échappait aisément, ce que firent en novembre 1765 plusieurs des bandits arrêtés. L'un d'entre eux, Joeph Tromel, fut repris à Port-Louis et reconduit à Châteauneuf-du-Faou. Finalement jugés à Rennes, Corentin et Joseph Tromel, ainsi que Pierre Bellec, furent condamnés aux mêmes sentences que Guillaume Hémery exécutées sur la place des Lices à Rennes ; le jeune Guillaume Tromel fut condamné à assister au supplice et à être fouetté de verges un jour de marché sur la place de Châteauneuf-du-Faou (une foule badaude y assista). Jeanne Tromel, enceinte, fut épargnée et plusieurs complices condamnés aux galères à perpétuité ou pour de longues périodes.

#### La famille Colas du Rosland au château de Kerannou
Le château de Kerannou était habité par la famille Collas du Rosland aux XVIIe siècle et XVIIIe siècle, par exemple par François Collas, comte du Rosland, né le 7 juillet 1696 dans ce château et marié avec Marie-Anne de Kerret. Un de leurs fils, Joseph-Marie Collas, comte du Rosland, né le 13 mai 1734 au même endroit, devint enseigne de vaisseau le 27 novembre 1765 et s'embarqua le 25 octobre 1769 sur la corvette L'Heure du Berger commandée par Du Couëdic qu'il remplace le 14 décembre 1770. Il se rend aux îles Seychelles dont il découvre et nomme plusieurs îles dont l'île d'Arros ; il explore aussi la côte nord de Madagascar et séjourne également à l'Île-de-France (Île Maurice). Lieutenant de vaisseau armé sur la frégate L'Amphitrite, il est le 20 juin 1778 autorisé à rentrer en France. Promu aide-major, il embarque à Brest en 1779 sur le vaisseau La Couronne qui fait partie de l'escadre de La Touche-Tréville, puis de celle du comte de Guichen, participant à la bataille de la Dominique. Rentré à Brest, il reçoit le 15 décembre 1781 le commandement de la frégate L'Andromaque ; escortant un important convoi à destination de Rochefort, il est attaqué par les Anglais au large de l'île d'Aix en 1782 mais parvient à bon port ; il est nommé capitaine de vaisseau le 18 septembre 1782, croise au large de Belle-Île et reçoit le commandement du vaisseau le Sagittaire alors en armement à Brest, mais il meurt le 8 septembre 1782 à Rochefort sans avoir pu rejoindre son nouveau poste.

#### Châteauneuf à la veille de la Révolution française

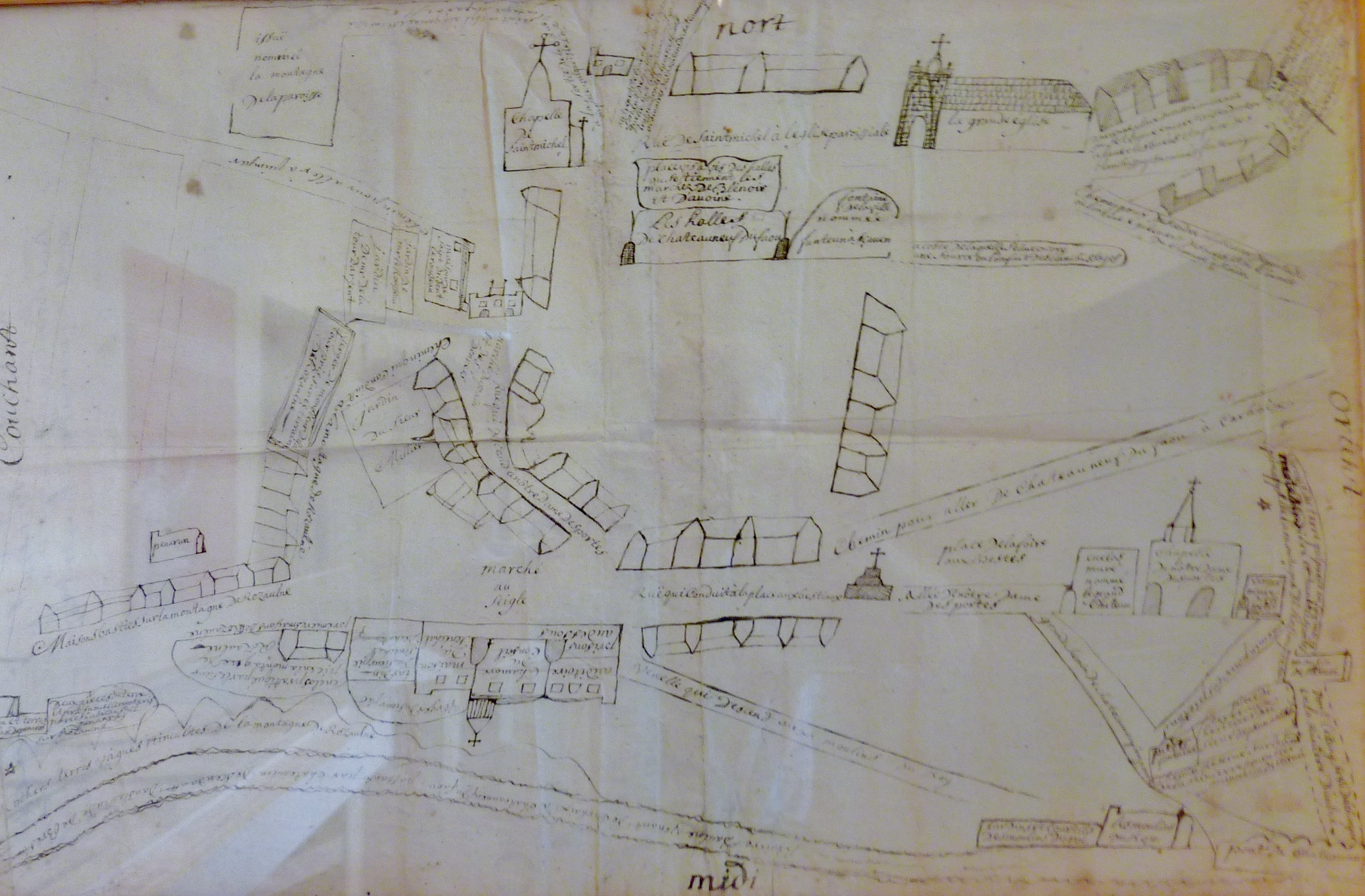
Plan de Châteauneuf-du-Faou datant du XVIIIe siècle ; sur ce plan on voit l'auditoire de justice et la prison située juste au-dessus.

Selon Jean-Baptiste Ogée, en 1780 Châteauneuf a perdu depuis longtemps sa juridiction royale qui fut incluse dans celle de Carhaix mais reste le siège d'une sénéchaussée avec droit de haute, moyenne et basse justices. La paroisse, en incluant sa trève du Moustoir, compte alors 2 900 habitants. Ogée écrit que « le terroir est fertile en grains, mais peu cultivé » mais que vallons, landes et bois, la forêt de Laz donnent des « pâturages excellents, qui procurent aux habitants les moyens d'élever beaucoup de bestiaux ». Il s'y tient alors un marché tous les mercredis. Ogée ajoute : « Les environs de la forêt de Laz étaient autrefois très dangereux pour les voyageurs ; il s'y est commis une infinité de meurtres ».
Selon Louis Charpentier, dans une monographie intitulée De Funnay à Ty Mur. Mémorable aventure d'Escailleurs ardennais qui s'en furent au pays d'Armor, exploiter les pierres d'ardoises, vers 1777 des Ardennais, venant principalement de la région de Fumay, vinrent trouver du travail dans les ardoisières de la vallée de l'Aulne, apportant avec eux l'art de mieux tailler l'ardoise. Dans l'impossibilité de trouver leur lieu réel d'origine, P.-A. Limon les surnomme « Parisiens » dans son livre Usages et Règlements locaux en vigueur dans le Finistère publié en 1857, et les ardoises bretonnes furent surnommées parisiennes. Cette immigration concerna principalement les communes de Port-Launay, Châteaulin, Lopérec, Saint-Coulitz, Pleyben, Lothey, Gouézec, Lennon, Spézet, Motreff, Châteauneuf-du-Faou et Saint-Goazec. Les noms de famille se sont transformés au fil du temps : les Waslet sont devenus Voachelet, Les Lefèvre sont devenus Lefeuvre, les Bouchy Bouché, etc.

### Révolution française
Pendant la Révolution française, la population châteauneuvoise se montra plutôt hostile aux idées nouvelles, soutenant par exemple son curé réfractaire, L'Haridon plutôt que le clergé constitutionnel représenté par le prêtre Menthéour.
Jacques Cambry raconte qu'en 1794, « on traîna, sous mes yeux, à la municipalité, un père de famille, qu'on s'obstinoit à croire un prêtre déguisé, parce qu'il parloit français avec facilité. Il signale aussi l'état détestable des ponts permettant de franchir l'Aulne, en particulier de celui de Pont Pol « qu'on traverse sur une échelle depuis huit ou dix ans », ou encore du Pont-ar-Glaon qui permettait de franchir le Ster Goanez en direction de Lennon ».
Au cours de la Révolution française, la commune porta provisoirement le nom de Mont-sur-Aulne.
Les années suivantes, des rassemblements de chouans furent signalés un peu partout dans les alentours de Châteauneuf-du-Faou, particulièrement à Laz. En 1815 encore, Châteauneuf-du-Faou subit une tardive mais redoutable attaque de chouans ; ces derniers furent repoussés par le concours fortuit d'une compagnie de marins qui séjournait alors dans la ville.

### LeXIXesiècle

#### La bataille de Châteauneuf-du-Faou
La Bataille de Châteauneuf-du-Faou est une attaque menée contre cette ville par Julien Guillemot pendant la Chouannerie de 1815 ; cette attaque échoua, la ville étant gardée par des troupes de la marine impériale.

#### La construction du canal de Nantes à Brest et ses conséquences

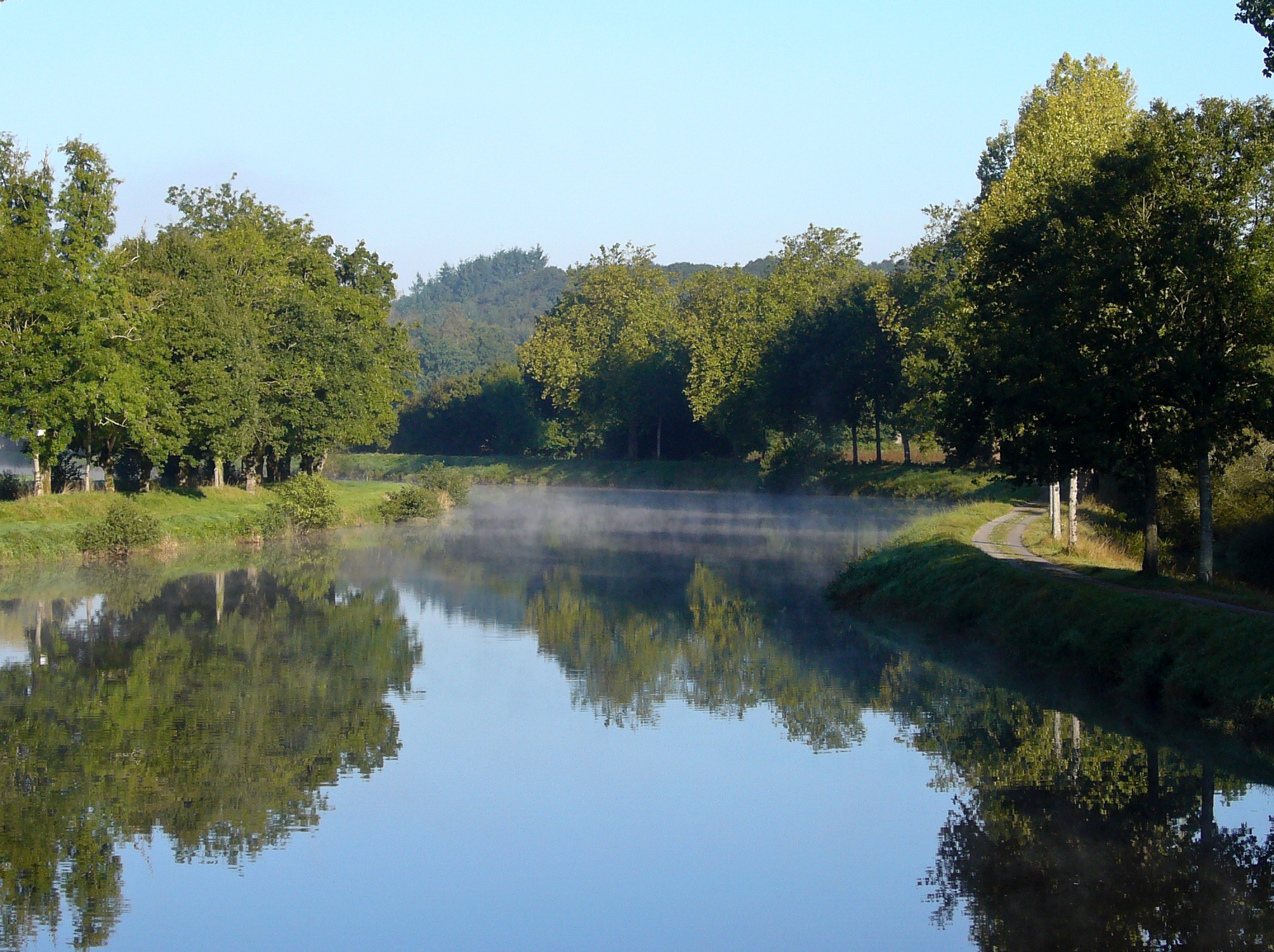
L'Aulne canalisée (ancien canal de Nantes à Brest de nos jours désaffecté pour le trafic commercial.

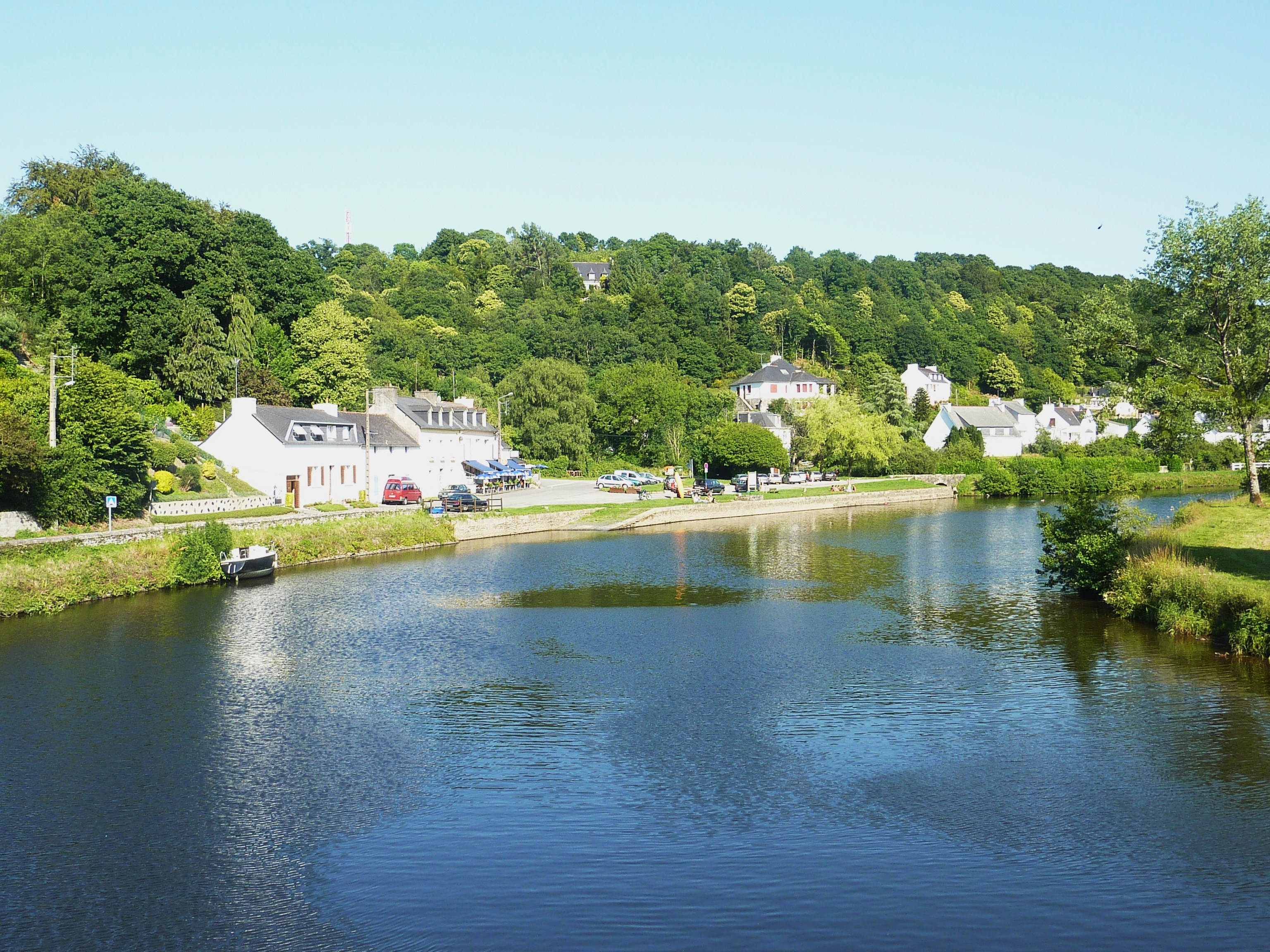
Le port sur l'Aulne canalisée (canal de Nantes à Brest).

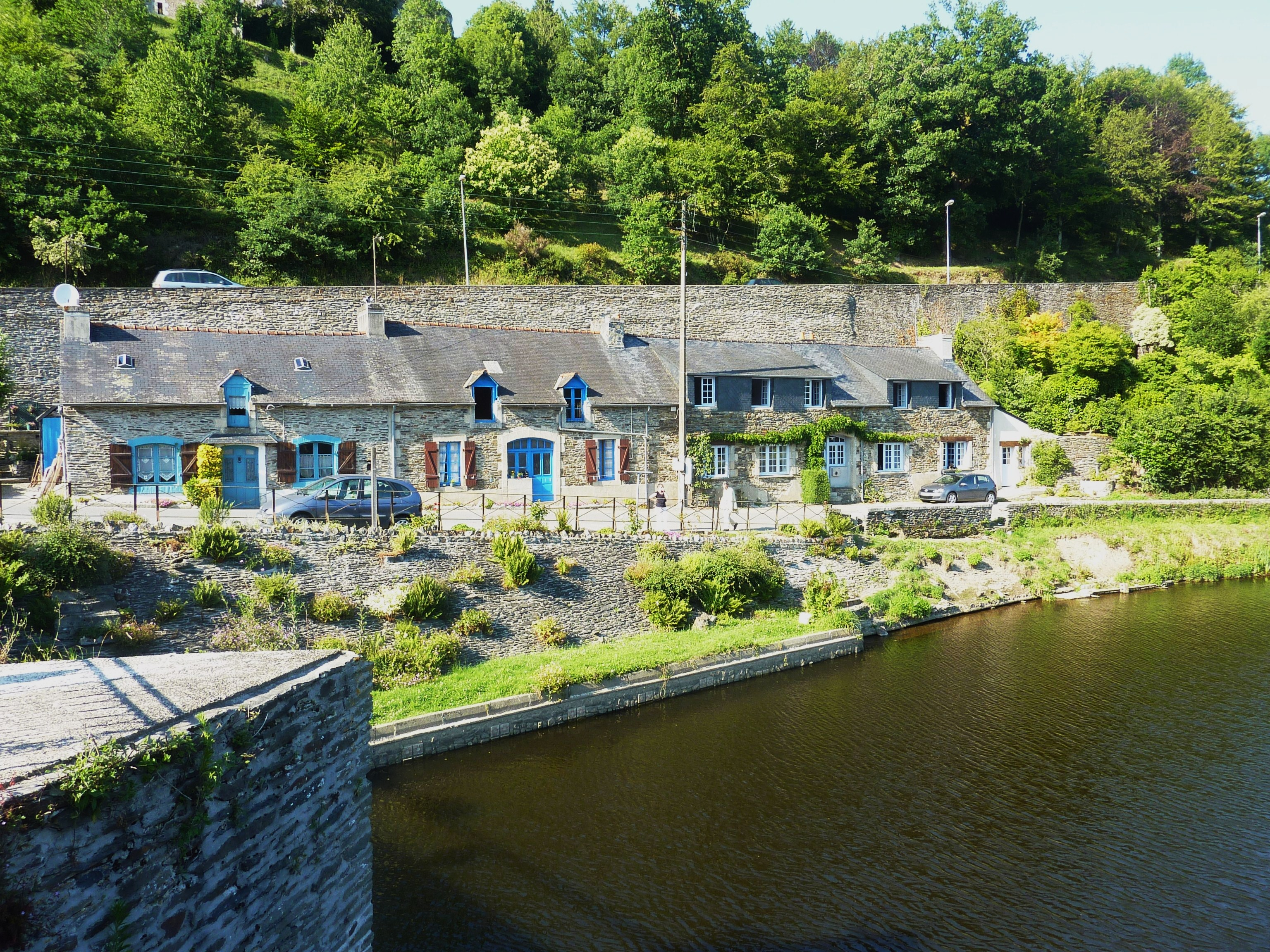
Maisons de mariniers près du port.

Au début du XIXe siècle, la construction du canal de Nantes à Brest, commencée en 1806 et achevée en 1836, qui emprunte localement le cours de l'Aulne canalisée, donne du travail à la population et transforme Châteauneuf-du-Faou en port fluvial actif, facilitant le désenclavement économique. Par contre la construction des écluses, non munies d'échelles à poissons avant la fin du XIXe siècle, bloque la migration des salmonidés, alors que la pêche fluviale était jusque-là importante dans l'Aulne.
« Autour du [port] toutes les maisons avaient des portes cochères car elles servaient d'entrepôt ». On importait du vin, du maërl, de l'engrais et on exportant du bois, des pommes de terre et les ardoises de Saint-Goazec et Châteauneuf. Au bout du pont, côté sud, se dresse toujours la maison de Lisle, famille de négociants.

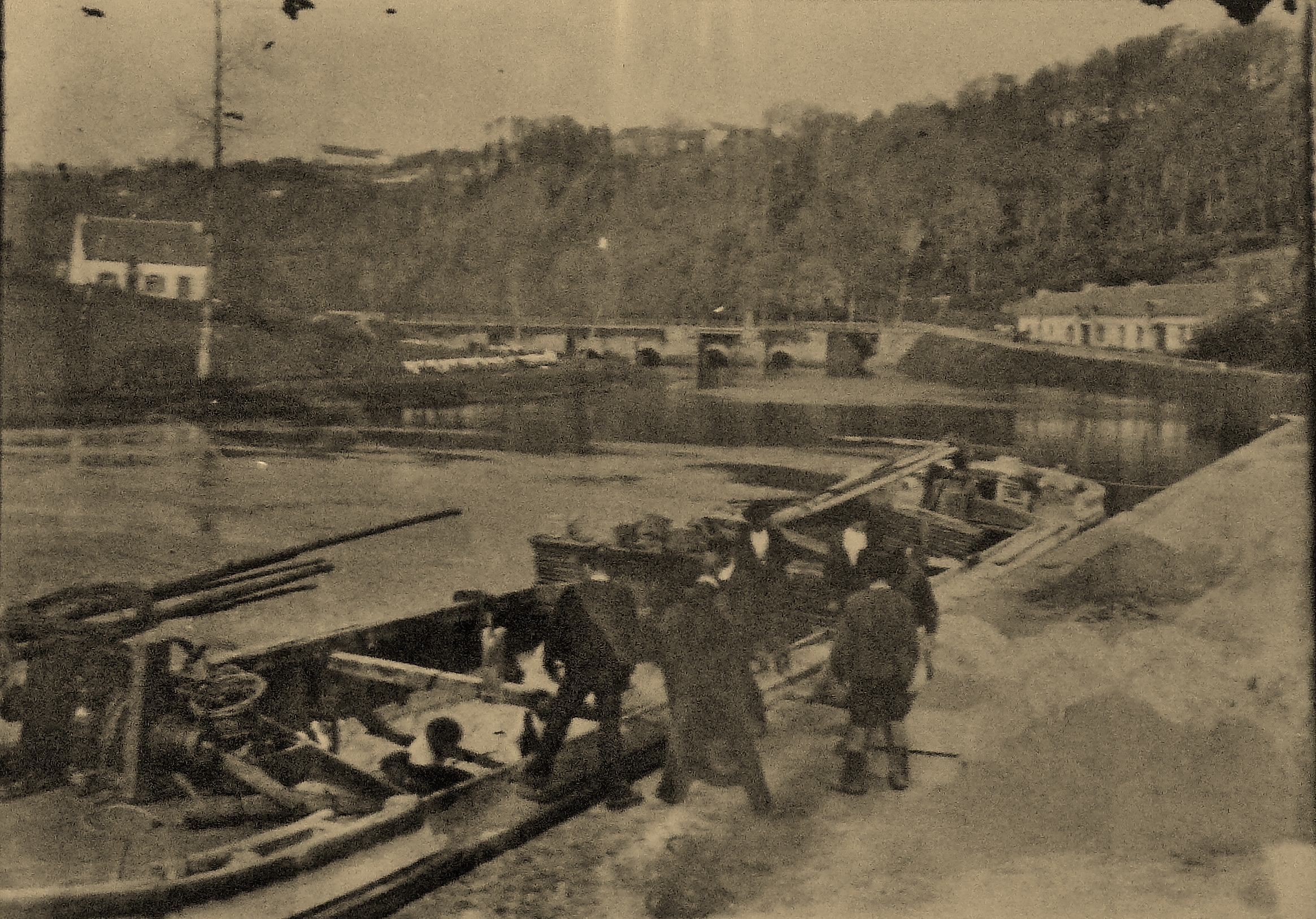
Un chaland à Châteauneuf-du-Faou vers la fin du XIXe siècle.
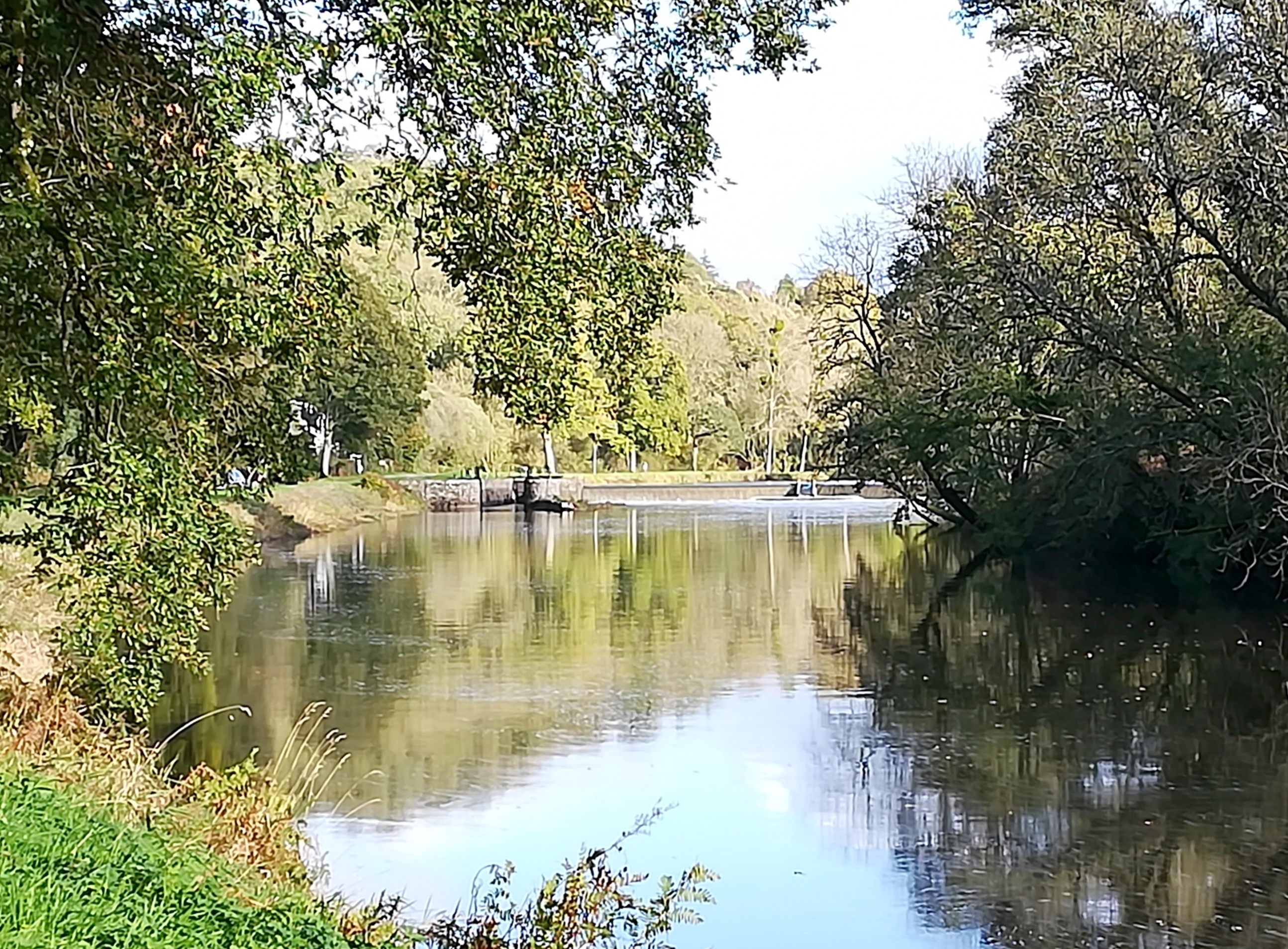
Le canal de Nantes à Brest au niveau de l'écluse du Moustoir (écluse n°216).

Le trafic commercial tourna autour des minerais, houille, fonte et produits des hauts fourneaux du centre Bretagne et des bois, ardoises et produits agricoles du bassin de l'Aulne que croisaient les engrais et amendements permettant l'amélioration des terres. De 10 000 tonnes en 1859, le trafic passa à 174 000 tonnes en 1911. Mais la construction du barrage de Guerlédan coupa la liaison navigable et le trafic déclina de manière spectaculaire pendant l'entre-deux-guerres, victime aussi de la concurrence du rail, puis de la route ; la dernière péniche franchit l'écluse de Châteauneuf-du-Faou en 1942. Désormais le tronçon avoisinant Châteauneuf n'est ouvert qu'à une navigation touristique.
Dix écluses se trouvent sur le cours de l'Aulne à la limite sud du territoire communal. D'amont vers l'aval :
- l'écluse de Rosily
- l'écluse de Lanmeur
- l'écluse du Voaquer [Waker]
- l'écluse du Moustoir
- l'écluse de Boudrac'h
- l'écluse du Bizernic à Penn-ar-Pont[59]
- l'écluse de Châteauneuf
- l'écluse de Kerbaoret
- l'écluse de Kersalic
- l'écluse de Prat Pouric

#### Châteauneuf vers le milieu duXIXesiècle

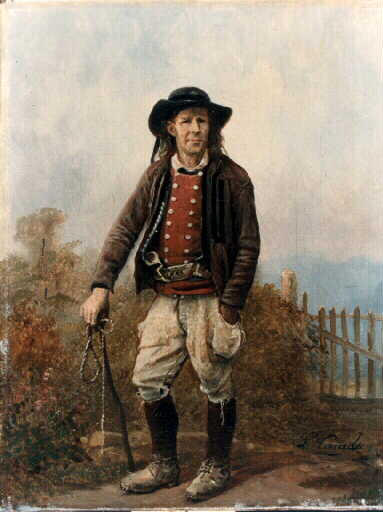
Louis Caradec : Homme de Châteauneuf-du-Faou [vers 1850](Collection du Musée départemental breton, Quimper, cliché du Musée départemental breton / Serge Goarin).

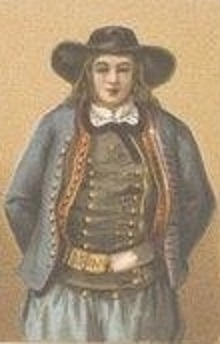
Homme de Châteauneuf-du-Faou (dessin d'Albert Racinet publié en 1888).

Selon Marteville et Varin, en 1843 les 4 193 hectares de la commune sont ainsi répartis : 1 915 hectares de terres labourables (45,7 % de la superficie totale), 1 623 ha de landes et incultes (38,7 % de la superficie totale), 215 ha de prés et pâturages, 146 ha de bois (la forêt de Laz, pourtant proche, appartient à la commune éponyme), 72 ha de vergers et jardins. Ces auteurs ajoutent : « Le froment est peu cultivé, mais le chanvre l'est beaucoup ; ce dernier est tout employé dans la commune » et « on élève aussi des chevaux, mais les courses autrefois florissantes ont beaucoup diminué » et signalent que l'on « fait des élèves de bestiaux » et « que l'industrie des miels et cires commence à se propager ». Ils signalent l'existence de cinq moulins (du Duc, Neuf, du Milieu, Petit, à eau).
Marteville et Varin ajoutent : « la mendicité est fréquente, elle s'explique par l'absence de toute industrie, et surtout par l'aisance dont jouit le mendiant » et que les « maladies psoriques » sont fréquentes dans ce pays ».
Un tableau de Louis Caradec Homme de Châteauneuf-du-Faou, peint en 1850, illustre le costume traditionnel porté par les hommes de Châteauneuf-du-Faou à cette époque. Il se trouve exposé au musée départemental breton de Quimper. En voici la description :

« Ce fermier porte plusieurs gilets galonnés ornés de boutons ; ils sont en drap marron ; celui qui recouvre la chemise blanche est croisé à double rangée de boutons et bordé de velours noir à l'encolure. ici, comme dans le sud de la Cornouaille, les hommes portent tantôt le turban de flanelle, tantôt la ceinture de cuir (gouriz). La couleur foncé du drap des vestes fit donné aux hommes qui les portaient le sobriquet rouzig (petit roux). »

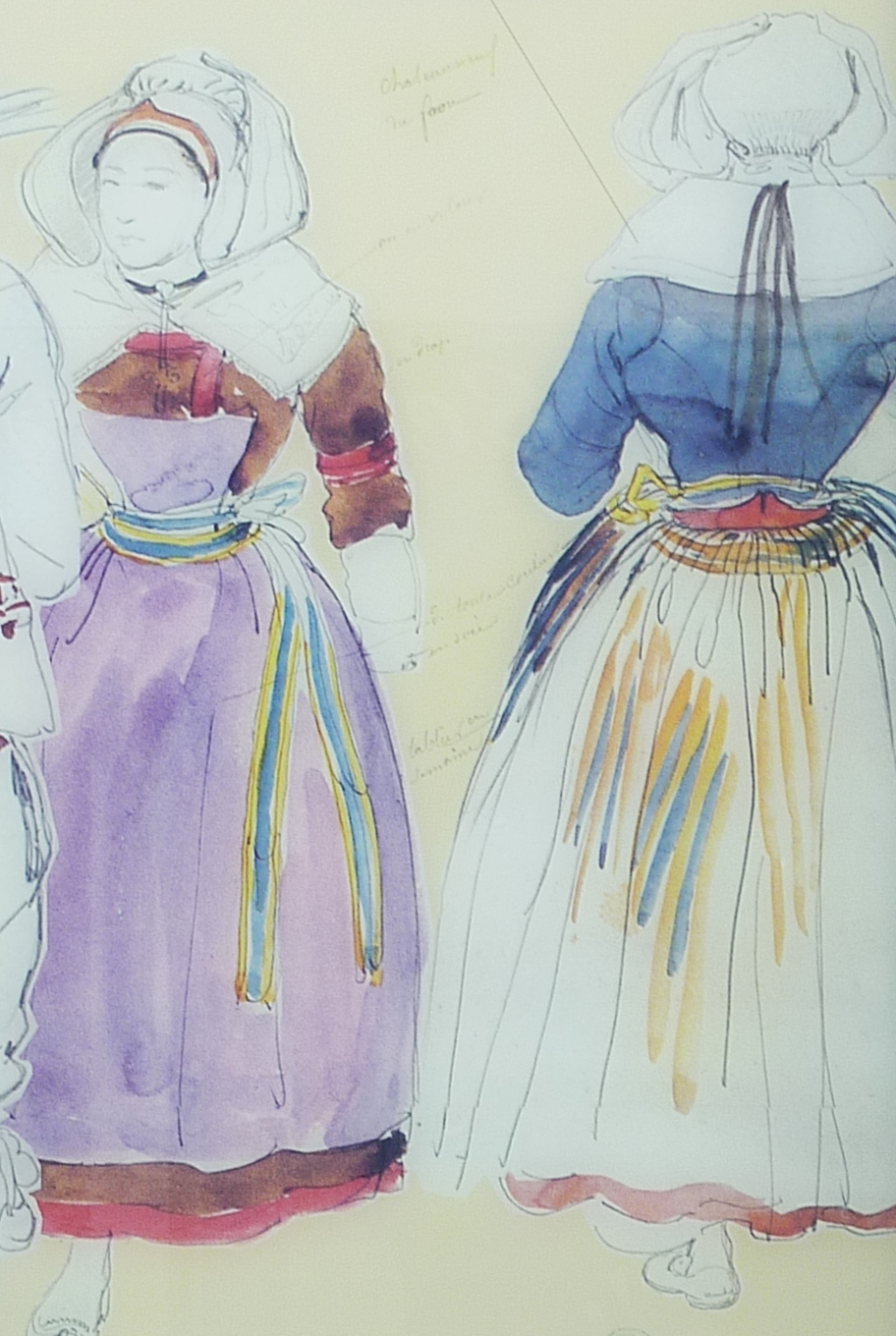
François Hippolyte Lalaisse : Femme de Châteauneuf-du-Faou (Galerie armoricaine, 1848)
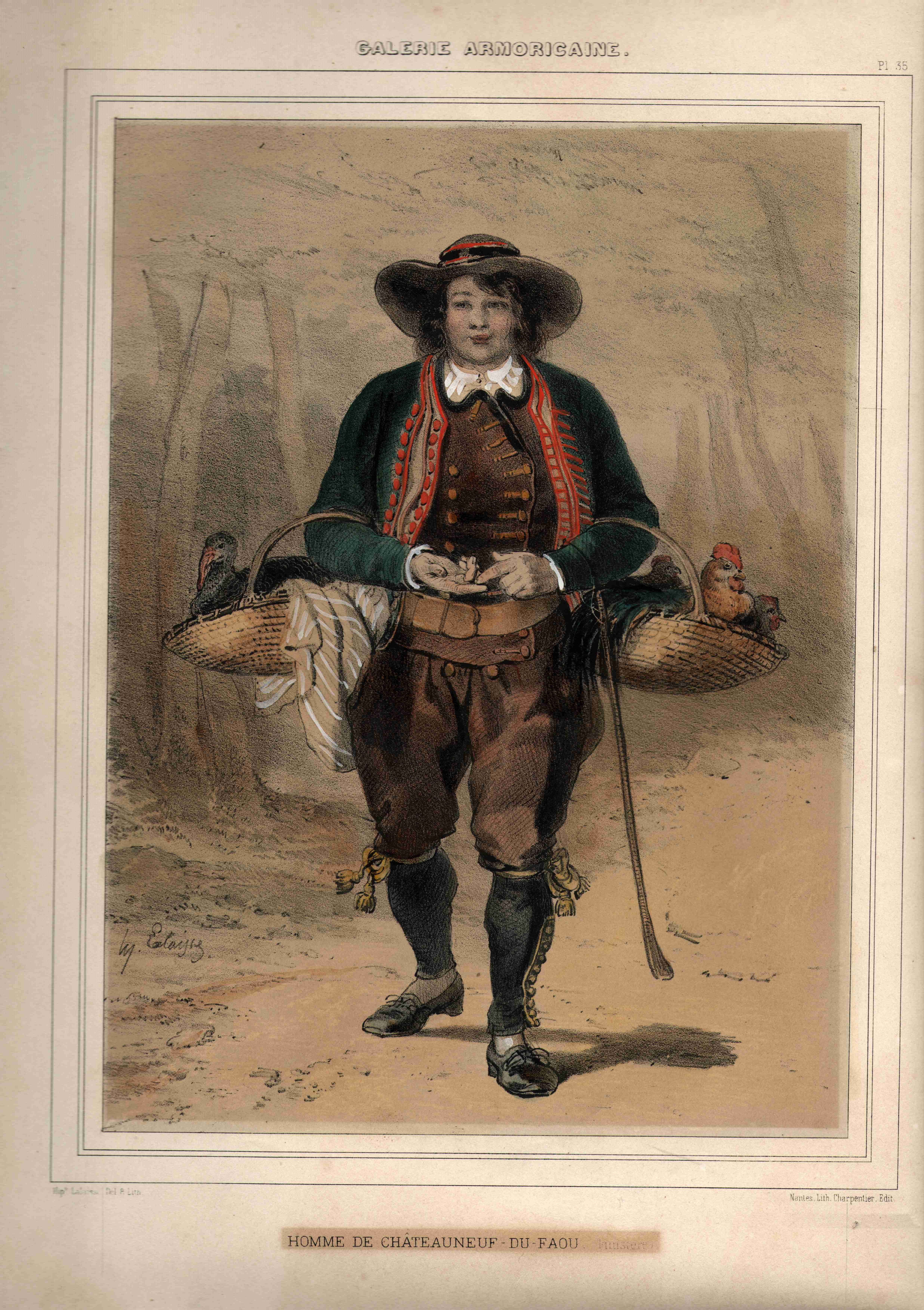
Homme de Châteauneuf-du-Faou, lithographie d'Hippolyte Lalaisse
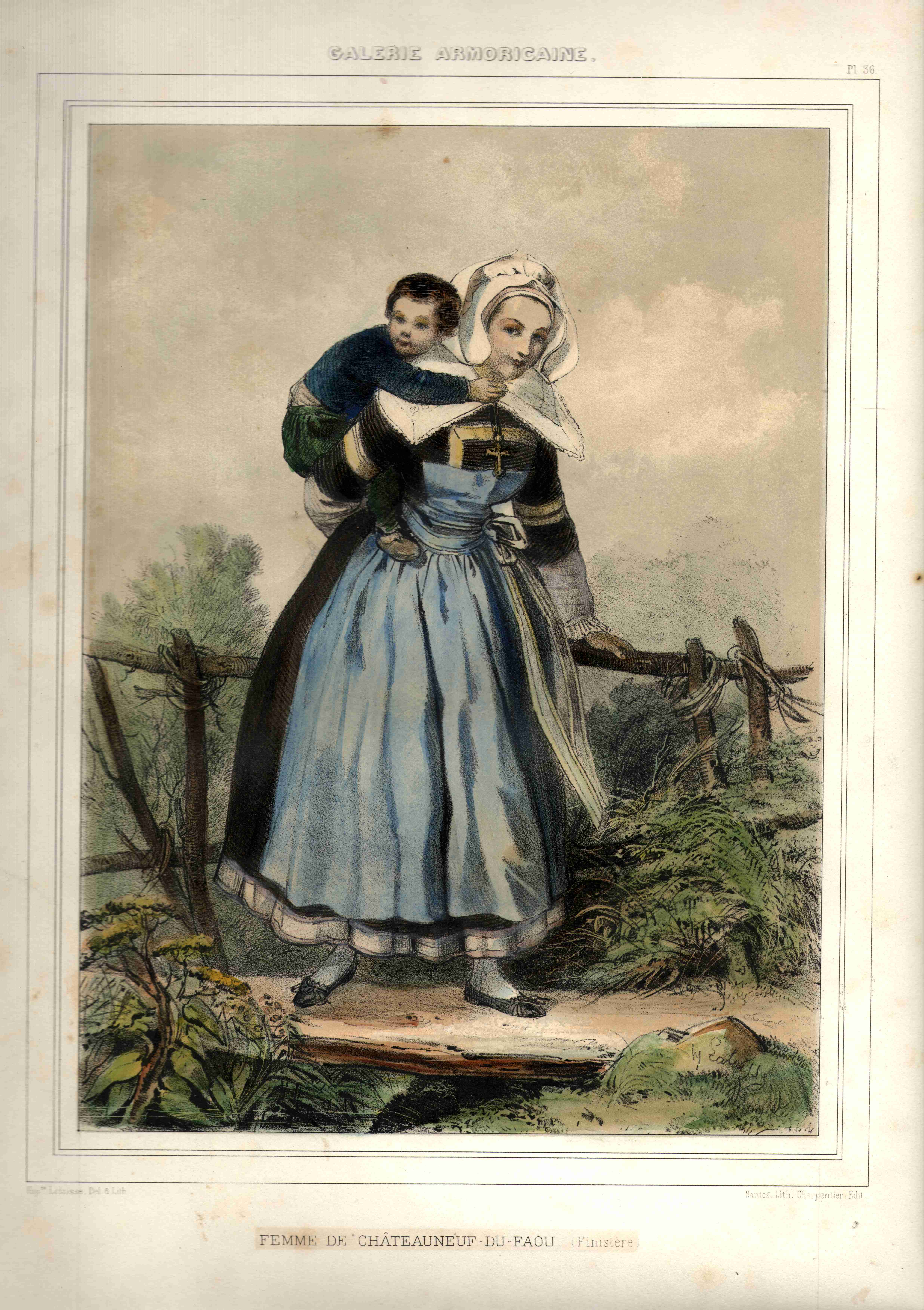
Femme de Châteauneuf-du-Faou, lithographie d'Hippolyte Lalaisse
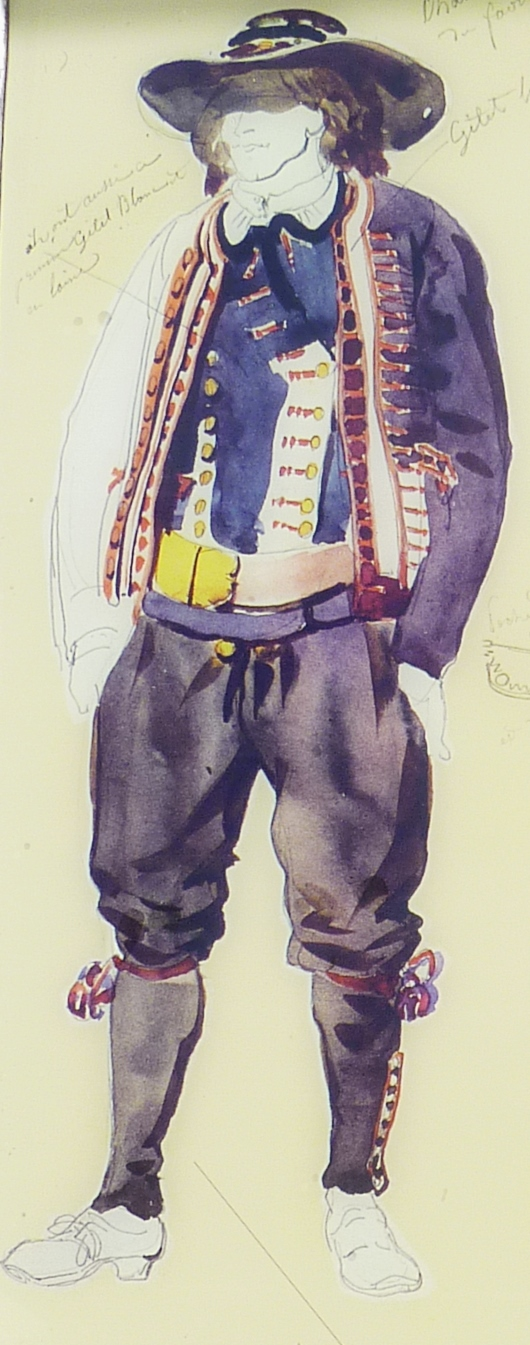
François Hippolyte Lalaisse : Homme de Châteauneuf-du-Faou (Galerie armoricaine, 1848)
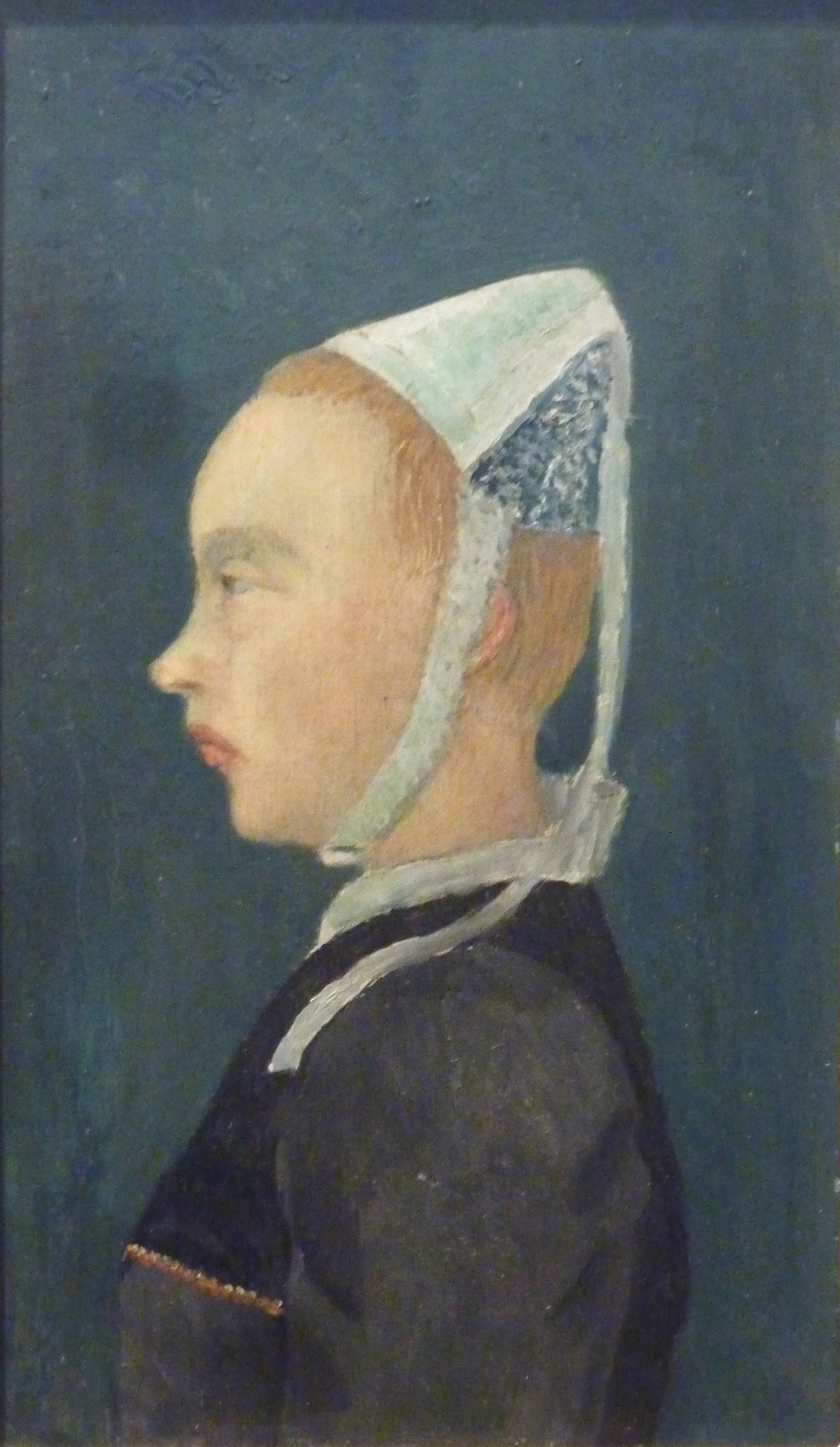
Paul Sérusier : Portrait de jeune bretonne [région de Châteauneuf-du-Faou] (vers 1890-1895, musée des beaux-arts de Quimper)

Dans un rapport daté de 1854, le docteur Le Breton, médecin dans l'arrondissement de Châteaulin, évoque l'état d'esprit des habitants du canton de Châteauneuf-du-Faou : « Ils font six lieues et plus pour aller consulter et chercher des remèdes pour un cheval ou un bœuf malade, et n'appellent, pour leurs femmes, le médecin qu'à la dernière extrémité ; rarement pour leurs enfants, à moins qu'ils ne soient en état de rendre des services dans la maison, jamais pour les autres. En revanche, ils ont une foi aveugle dans les sorciers, dont la déplorable industrie s'exerce au grand jour, sans aucune répression ».

#### Les autres évènements duXIXesiècleà Châteauneuf
Le chemin de grande communication reliant Châteauneuf à Quimperlé via Leuhan, Scaër et Saint-Thurien est classé en 1837.
Une épidémie de dysenterie, qui a débuté dans l'arrondissement de Quimperlé, sévit à partir d'août 1856 dans tout le canton de Châteauneuf-du-Faou ainsi que dans les cantons voisins, gagnant également le Morbihan. Dans un rapport, le médecin Charles Benoist écrit : « Le canton de Châteauneuf se trouve sur les confins du marais de Saint-Michel, immense solitude de nature marécageuse que l'été suivant, qu'il est sec ou pluvieux, dessèche plus ou moins complètement (…) Dans ces parages, la dyssenterie est endémique, mais elle prend facilement un caractère épidémique, sous l'influence de quelques exagérations atmosphériques ».Une épidémie de croup (diphtérie) sévit à Châteauneuf-du-Faou en 1868.
Le corps des sapeurs-pompiers est créé le 6 mars 1865. La « maison d'école » est construite en 1870, mais en raison du nombre d'élèves (200 en 1878) il faut rapidement l'agrandir.
Le bureau télégraphique de Châteauneuf-du-Faou ouvre en 1873. Le terre-plein du débarcadère du Pont-du-Roy, port de la commune sur le canal de Nantes à Brest, fait l'objet de travaux d'agrandissement décidés en 1880.
D'après un témoignage datant de 1882, des « libations de lait » (verser du lait sur les tombes pour donner à boire aux défunts) se pratiquaient encore sur les tombes des défunts au cimetière de Châteauneuf-du-Faou à cette date. Dans un autre ouvrage, le même auteur évoque un rite voisin du précédent : « Sur la route qui mène de Carhaix à cette petite ville [Châteauneuf-du-Faou], (…)  un groupe de femmes, vêtues de ces manteaux de deuil, (…) portaient sur la tête des vases de forme tout à fait particulière et cheminaient en silence. (…) Elles franchirent la porte d'un cimetière et nous les vîmes, après avoir vers l'eau sainte sur la tombe de leur « peuple » comme elles disent, déposer (…) les vases qu'elles avaient si pieusement apportés là du foyer sacré de leurs chaumières ». L'auteur y voit la survivance de rites préchrétiens.

#### La visite du président de la République Félix Faure
Le 8 août 1896, le président de la république Félix Faure, venant de Brest via Morlaix et Carhaix et se dirigeant vers Pleyben, Châteaulin, puis Quimper, s'arrêta à Châteauneuf-du-Faou dans le cadre d'un voyage en Bretagne. C'est semble-t-il le seul chef d'état français à s'être arrêté un jour à Châteauneuf ! Le journal Le Temps raconte ainsi cet épisode :

« Le trajet en voiture de Carhaix à Châteaulin (...) a été péniblement gâté par un orage d'une extrême violence. Entre Carhaix et Châteauneuf, on n'a songé qu'à se protéger contre une submersion menaçante. (...) Les paysans ne s'étaient pas laissés troublés par le jeu des grandes eaux célestes et, à tous les carrefours, sur les rocs au milieu des ajoncs, dans les fleurs violacées des bruyères, on apercevait des groupes pittoresques de Bretons et de Bretonnes venus parfois de fort loin pour voir ce qu'ils n'avaient jamais vus encore : le chef de l'État. Dans leur attitude se révélait toute l'âme bretonne ; fiers, silencieux, recueillis, ils semblaient presque en prières, les hommes découverts, tenant dans leurs bras croisés leurs chapeaux de feutre aux larges rubans de velours, les femmes pour la plupart agenouillées, les plus vieilles appuyant leur menton sur le bout de leur solide bâton. Les riches fermiers de la région avaient eu l'heureuse idée de se former en pelotons qui se relayaient tous les dix kilomètres et, sur des chevaux qui ignorent la selle, de galoper autour du cortège, mêlés aux hussards de escorte. Le premier arrêt a eu lieu à Châteauneuf-du-Faou, à 24 kilomètres de Carhaix. Toute la population du canton est là. (...) Presque tous sont revêtus du costume national. Devant la mairie où un vin d'honneur est préparé, le président quitte son landau dont on va changer les quatre chevaux. Le maire et le conseiller général rappelle que la région est depuis longtemps dévouée à la République. M. Félix Faure les en félicite (...). Nous sommes ici au milieu d'une population républicaine ; tous ces braves gens crient « Vive la République ! » et chantent La Marseillaise et le Chant du départ avec une chaleureuse conviction. (...) Ils poussent des vivats en l'honneur de M. Méline jusqu'à ce que celui-ci vienne les remercier. »

Le journal Le Bas Breton, de Châteaulin, raconte :

« Samedi dernier, à l'occasion du passage dans la localité du Président de la République, la petite ville de Châteauneuf était en fête, comme elle ne le fut jamais et ne le sera peut-être plus. (...) À l'entrée de la ville, à côté de l'Hôtel du Midi, un magnifique arc de triomphe avait été construit d'après les dessins de Monsieur Sérusier, peintre bien connu, depuis quelques mois parmi nous. Décoré de drapeaux et de rubans multicolores, de feuillages de toutes sortes au milieu desquels étincelant au soleil se trouvaient des faucilles, et de longues faux et instruments agricoles, cet arc de triomphe était une merveille de grâce et de bon goût. (...) Au-dessous, en grosses lettres d'or, on avait écrit : « Vive la République ! Vive Félix Faure ! ». En arrivant à Châteauneuf vers deux heures de l'après-midi, le Président fait arrêter sa voiture, examine l'arc de triomphe avec une satisfaction visible, salue la foule qui partout se presse nombreuse aux fenêtres (...) et qui crie vigoureusement : « Vive la République ! Vive Félix Faure ! ». »

### LeXXesiècle

#### Description d'un marché à Châteauneuf-du-Faou au début duXXesiècle

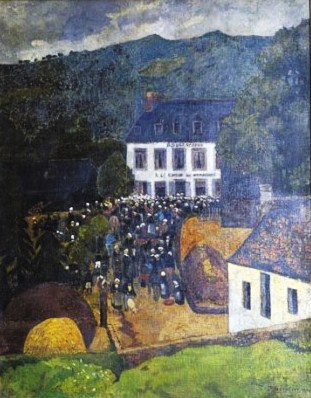
Paul Sérusier : La foire à Châteauneuf-du-Faou (1903).

Édouard Charton en 1903 décrit ainsi le marché de Châteauneuf-du-Faou : « Sur ce champ de foire (…) le spectacle est d'un pittoresque particulier. (…) Les gens ne fot que les gestes nécessaires, restent sans bouger au pied de leur bétail. L'acheteur palpe la bête, lui ouvre la bouche, interroge brièvement. (…) L'animation augmente, la gaieté s'épanouit enfin, excitée par le déjeuner, le café, les bols de cidre et les verres d'eau-de-vie qui arrosent les marchés conclus. Les auberges et les hôtelleries exhalent leurs odeurs de rôtis et leurs parfums de boissons. Le champ de foire fume de tous le poil et de tous les excréments de ses bêtes, chante un hymne de nature par les beuglements, les cris rauques, les murmures de ce troupeau de bêtes passives. (…) Dans les rues environnantes, c'est le marché aux chevaux, des blancs, des noirs, des alezans, des bais, des gris pommelés, bêtes courtes, bien ramassées, solides et nerveuses pour la plupart, guignées par l'œil rusé des maquignons. (…) Ailleurs, c'est la vaisselle étalée sur le sol, (…) l'étalage des étoffes, des vêtements, des cotonnades. (…) Un groupe s'est formé ici à l'entrée d'une ruelle : il entoure une marchande de chansons, épaisse de corps, basse sur jambes, (…) et qui déclame sur un ton de mélopée la dernière production d'un poète local. La récente catastrophe est le sujet de la complainte : "Distruisant-der ar martinik". (…) C'est le journal d'avant le journal ; la gazette ambulante du carrefour et de la place de l'Église. (…) Il y a foule autour de la commère et la complainte est dans toutes les mains. C'est le fait du jour. (…) Il faut bien songer qu'il est venu aujourd'hui, à Châteauneuf-du-Faou, des gens qui ne lisent jamais un journal, qui vivent dans des chaumières, au plus désert de la contrée (…) ».
Cette description a été reprise par Gustave Geffroy dans son livre "La Bretagne" en 1905.

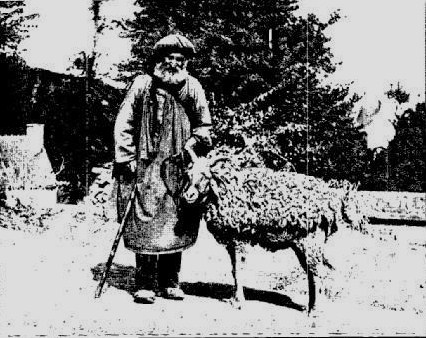
Un montreur ambulant au début du XXe siècle.
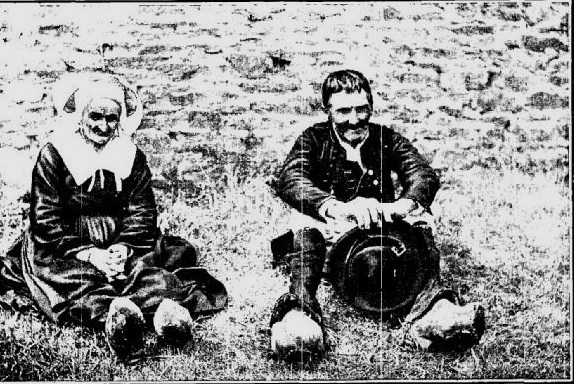
Deux vieux à Châteauneuf-du-Faou au début du XXe siècle.
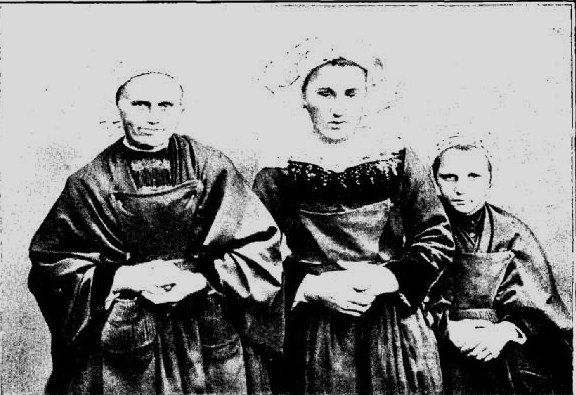
Femmes de Châteauneuf-du-Faou en 1903.
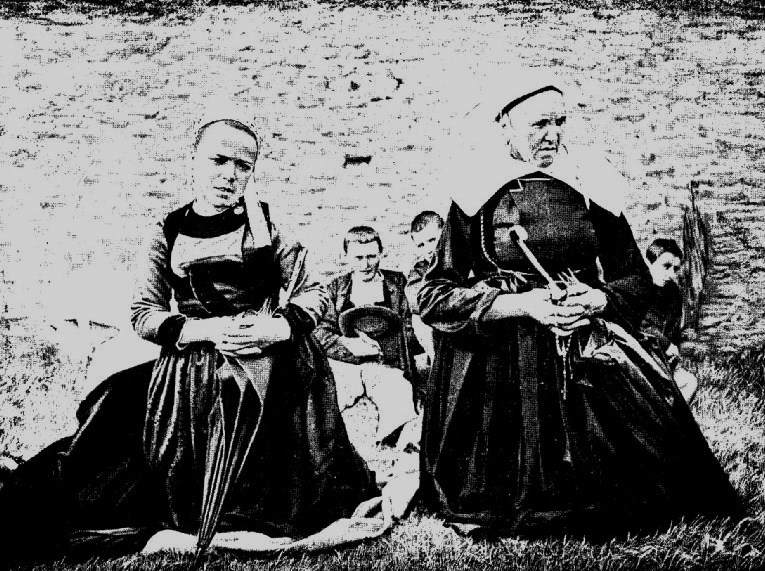
Femmes agenouillées pendant la messe en 1903.
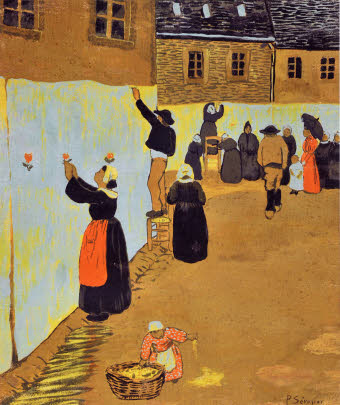
La Fête-Dieu à Châteauneuf-du-Faou (Paul Sérusier, 1894).

#### Les voies ferrées et les gares

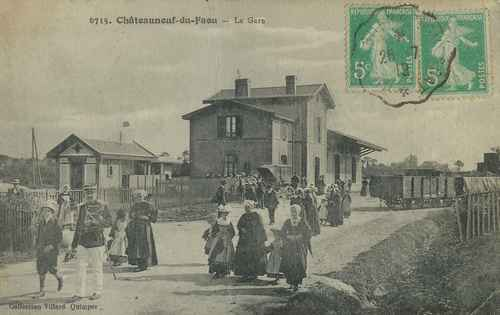
La gare du réseau breton à Châteauneuf-du-Faou

C'est le 30 août 1904 qu'est inauguré le tronçon de la ligne ferroviaire Carhaix-Pleyben qui passe par Châteauneuf-du-Faou, prolongé le 4 août 1906 jusqu'à Châteaulin. Mais cette ligne du réseau breton, à voie étroite (écartement métrique) ferme le 4 avril 1967 pour le trafic voyageur et le 30 septembre 1967 pour le trafic marchandises. Dans la première moitié du XXe siècle, le rail a permis l'apport d'engrais et de chaux vive, ce qui a accru la qualité des cultures et la quantité de fourrage destiné au bétail.
La ligne ferroviaire à voie étroite de Plouescat à Rosporden via Landivisiau, Sizun, La Feuillée, Brasparts et Châteauneuf-du-Faou  est déclarée d'utilité publique le 12 juillet 1908. Châteauneuf-du-Faou devient donc pour un temps un modeste carrefour ferroviaire. La ligne, exploitée par les Chemins de fer départementaux du Finistère, ouvre le 25 novembre 1912 pour le tronçon au nord de Châteauneuf-du-Faou et le 21 décembre 1912 pour le tronçon sud jusqu'à Rosporden ; déclarée d'utilité publique le 12 juillet 1908, la ligne ferroviaire à voie métrique des Chemins de fer départementaux du Finistère allant de Châteauneuf-du-Faou à Rosporden, longue de 39 km, fut mise en service le 21 décembre 1912. Elle desservait les gares de Saint-Thois-Pont-Pol, Laz, Trégourez, Guernilis, Coray, Tourc'h, Bois-Jaffray-Saint-Guénal et Elliant. Elle ferma dès 1933.
À Châteauneuf-du-Faou, la ligne des Chemins de fer armoricains venant de Landivisiau et se dirigeant vers Rosporden passait au-dessus de celle du Réseau breton, qui venait de Carhaix et se dirigeait vers Châteaulin. Aucune jonction n'existait entre les deux réseaux, pourtant tous les deux construits à voie métrique ; les deux gares se faisaient face. D'après Jacques Chapuis, les principaux ateliers des Chemins de fer armoricains se trouvaient à Châteauneuf-du-Faou.
Depuis Châteauneuf, par une longue déclivité, la voie ferrée en direction de Rosporden descendait dans la vallée de l'Aulne en suivant l'accotement du chemin de grande communication no 72 et franchissait l'Aulne à Pont Pol - Ty Glas où se trouvait la gare de Saint-Thois-Pont-Pol et remontait par un vallon pour franchir la ligne de crête des Montagnes Noires et parvenir à la halte de Laz.

#### La Première Guerre mondiale

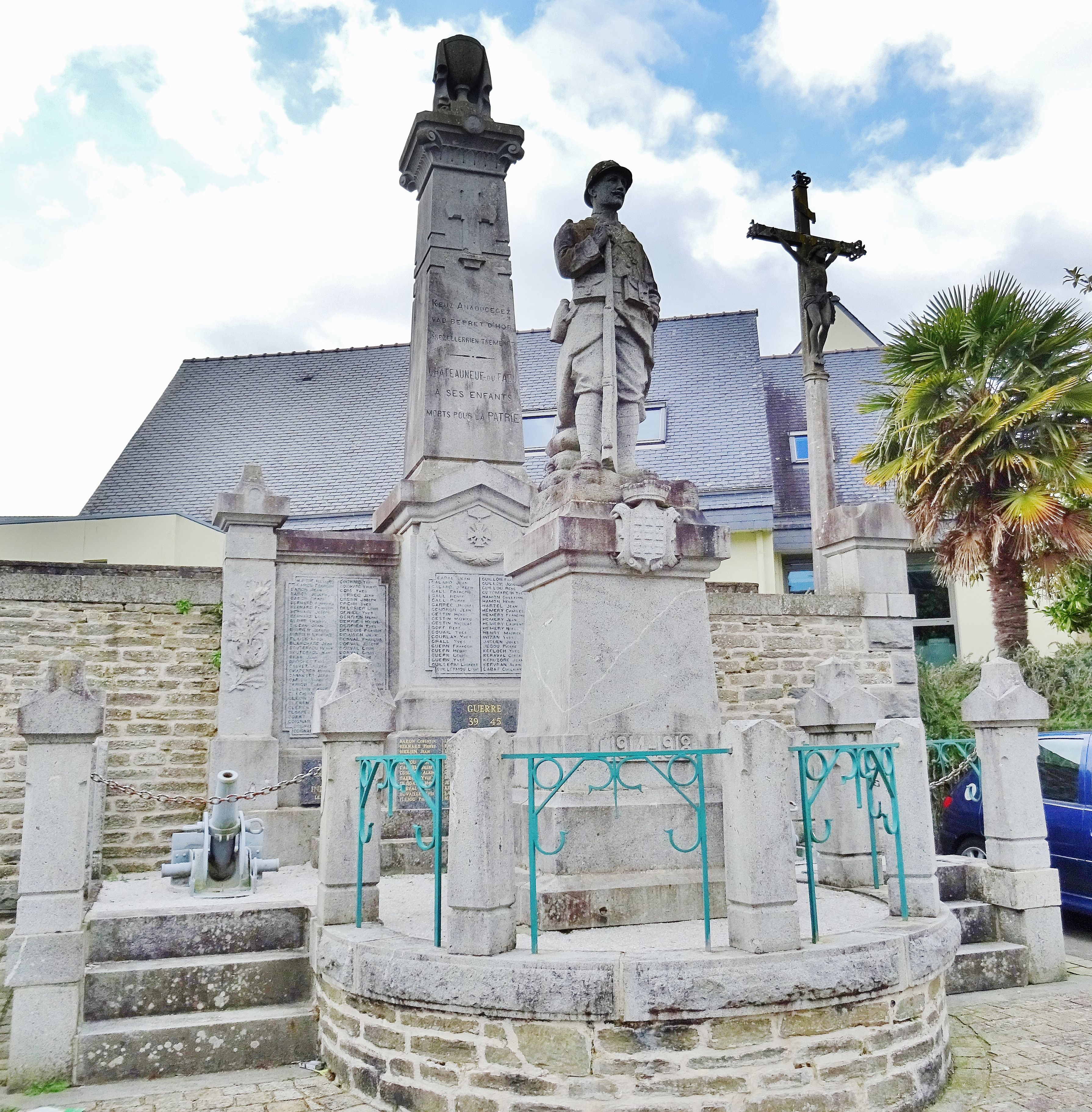
Châteauneuf-du-Faou : le monument aux morts de la Première Guerre mondiale.

Le monument aux morts de Châteauneuf-du-Faou porte les noms de 228 morts pour la France dont 177 pendant la Première Guerre mondiale dont 12 sur le front belge (parmi eux 10 sont décédés en 1914 pendant la Course à la mer et les deux autres en 1917), six alors qu'ils étaient membres de l'Armée française d'Orient dont quatre décédés en Serbie (Alain Blaise, Jean Hemery, Hervé Louboutin, Ernest Perrotte) et deux en Grèce (Maurice Henry, Ferdinand Leyour) ; trois marins sont disparus en mer (François Fitamant, Piere Le Du, Jean Le Razer et Pierre Rolland) ; un soldat (Guillaume Rannou est mort au Maroc alors qu'il se trouvait dans un bataillon disciplinaire ; un autre (François Martin) alors qu'il était en captivité en Allemagne ; la plupart des autres sont décédés sur le sol français : parmi eux, Jean Kéruzoré, François Le Gall et Henri Le Gall ont été décorés de la Croix de guerre et de la Médaille militaire, Jean Gendron et Guillaume Labat de la Croix de guerre, Pierre Le Gall de la Médaille militaire.
Un soldat originaire de Châteauneuf-du-Faou, Yves Gaonach, du 3e bataillon de marche d'infanterie légère d'Afrique, a été fusillé pour l'exemple le 10 février 1915 à Proven (Belgique), accusé d'« abandon de poste par mutilation volontaire ».

#### L'importance de l'émigration vers l'Amériqueentre les deux guerres mondiales
Si l'émigration vers les grandes villes et particulièrement Paris, ou encore celle d'ouvriers agricoles vers la Beauce, la Picardie ou le sud-ouest de la France est plus ancienne mais se poursuit alors (un ancien vicaire de Châteauneuf-du-Faou, l'abbé Lanchés, fut même aumônier des Bretons de la Dordogne dans la décennie 1920), l'Entre-deux-guerres voit se développer une émigration vers les États-Unis, qui a commencé à Roudouallec et s'est développée dans toute la région des Montagnes Noires, autour de Gourin et Châteauneuf-du-Faou et même vers l'Argentine.
Des articles du journal L'Ouest-Éclair publiés en 1928 illustrent l'importance de l'émigration dans la région de Châteauneuf-du-Faou à cette époque. En janvier 1928, le sous-préfet de Châteaulin, en visite à Châteauneuf-du-Faou, déclare : « Je viens d'avoir plus de deux cents demandes de passeport ». À la même date, le maire de Châteauneuf-du-Faou déclare : « Nos villageois s'en vont tous en Amérique. Les uns partent, attirés par des camarades qui leur vantent l'existence d'Outre-Atlantique ; d'autres qui se sont expatriés jeunes reviennent en France faire leur service militaire. Pour ceux-là, le voyage est gratuit. Ils se marient ensuite au pays et retournent en compagnie de leur femme. (…) Ceux qui ont amassé un magot achètent, dès leur arrivée, un lopin de terre et font construire. (…) Il y a quelques jours, une quinzaine de jeunes hommes ont quitté Lennon et, la semaine prochaine, vingt autres partiront de Châteauneuf-du-Faou pour Miltown. Dans cette cité américaine existent actuellement de véritables colonies où l'on ne parle que le breton. Ils sont 3 000 ; dans deux ans, ils seront 6 000 »
Dans un article intitulé Les émigrants bretons au pays des dollars, un lecteur new-yorkais du journal L'Ouest-Éclair écrit : « J'ai vu arriver des émigrants bretons par centaines. Peu de bateaux de la Compagnie générale transatlantique qui n'entrent dans le port de New York sans en amener un fort contingent. (…) J'ai été frappé du fait que la commune de Châteauneuf-du-Faou fournissait le pourcentage le plus fort. Combien de ces groupes de Châteauneuviens n'ai-je pas eu l'occasion d'observer dans les couloirs de la quarantaine à Ellis Island. (…) J'en ai vu qui allaient chez Michelin, à Miltown, dans le New Jersey ; d'autres, à peine moins nombreux, entendaient aller tenter leurs chances dans les agglomérations alsaciennes-bretonnes autour des usines de soie de Lody et Garfield, dans le New-Jersey également ».
Le même auteur analyse ainsi les causes de cette émigration : « Un certain surpeuplement relatif, et surtout les maigres salaires des ouvriers agricoles, ont mis le mouvement en branle. Mais il y a longtemps que les ouvriers agricoles n'émigrent plus seuls, de Châteauneuf ; les mécaniciens, les cuisiniers, les tailleurs, les cordonniers, les boulangers et les menuisiers, et pratiquement tous les autres métiers, sont aussi nombreux que les cultivateurs ou les manœuvres. La contagion a donc gagné ceux qui ne souffrent pas des deux causes citées plus haut. Leur cas est un phénomène de psychologie collective qui n'est pas rare : quelques succès réels au début ont été si souvent commentés dans les débits et au long des veillées que les ouvriers (…) ont cru voir dans l'Amérique une "terre promise". Les Châteauneuviens en sont venus au point d'envier presque ceux qu'ils voient partir ».
Pour ces raisons, Châteauneuf-du-Faou était surnommée à l'époque « la ville des Américains ».
Des jeunes paysans finistériens, notamment de la région de Châteauneuf-du-Faou, émigrent pendant la décennie 1920 en direction du Périgord et du sud-ouest de la France, par exemple dans la région de Nérac. Ils furent encadrés par l'abbé Lanchès, originaire de Châteauneuf-du-Faou, qui devint aumônier des Bretons du Périgord.

#### La Seconde Guerre mondiale

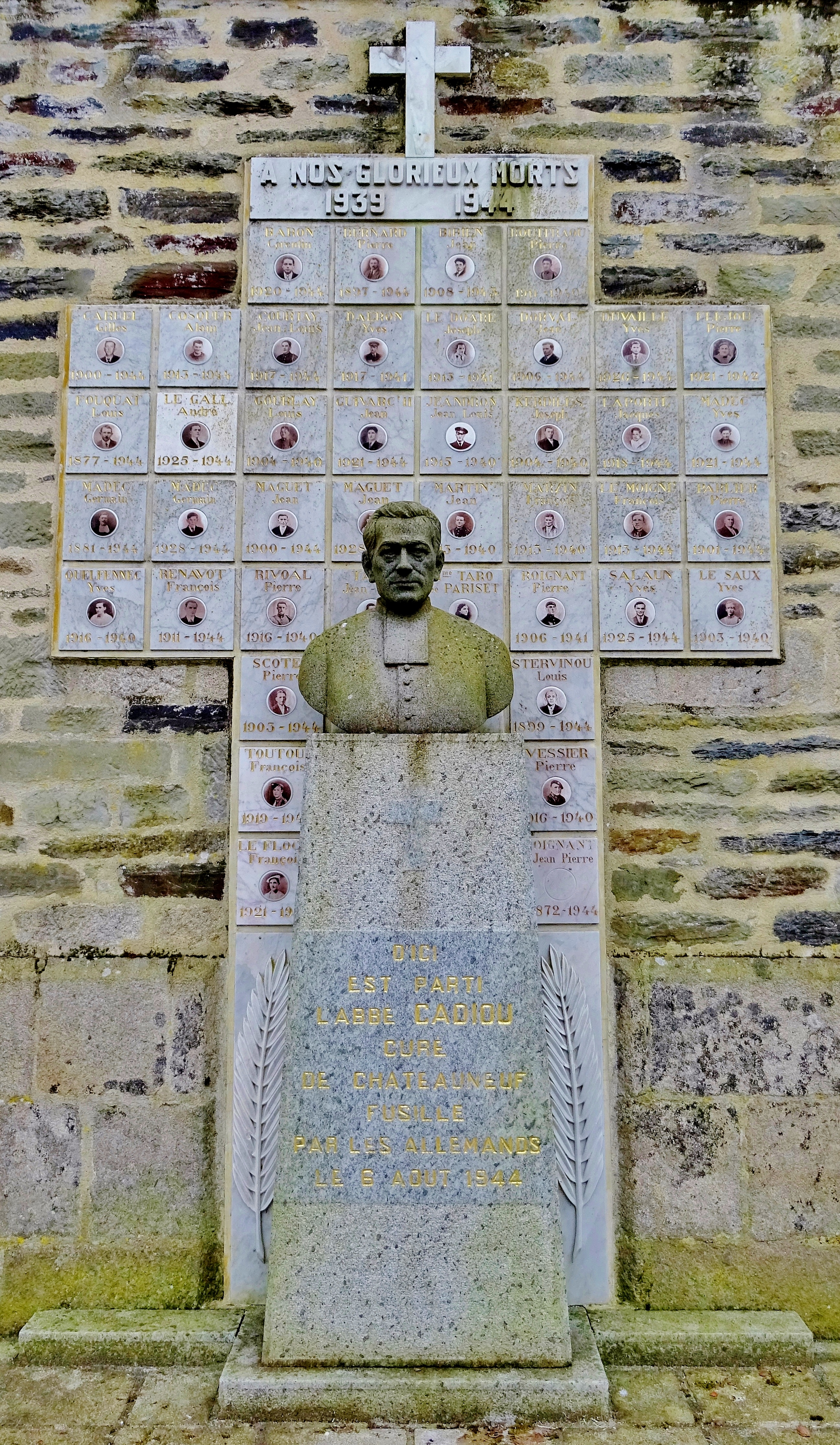
Châteauneuf-du-Faou : monument aux morts de la Seconde Guerre mondiale apposé le long d'un mur de l'église paroissiale.

Le monument aux morts de Châteauneuf-du-Faou porte les noms de 46 pendant la Seconde Guerre mondiale ; parmi eux Jean Martin fut décoré de la Médaille militaire et de la Croix de guerre 1939-1945.
Parmi ceux qui ont entendu l'appel du 18 Juin lancé par le général de Gaulle depuis Londres, deux Châteauneuviens de 19 ans, Georges Marseillier et André Morvan, décident de rejoindre l'Angleterre dès le 19 juin 1940 avec quelques-uns de leurs amis (Louis Le Floch, François L'Haridon et d'autres). Ils y parviendront, embarqués sur le navire charbonnier "Mousse-le-Moyec", via Douarnenez, Camaret et Ouessant.

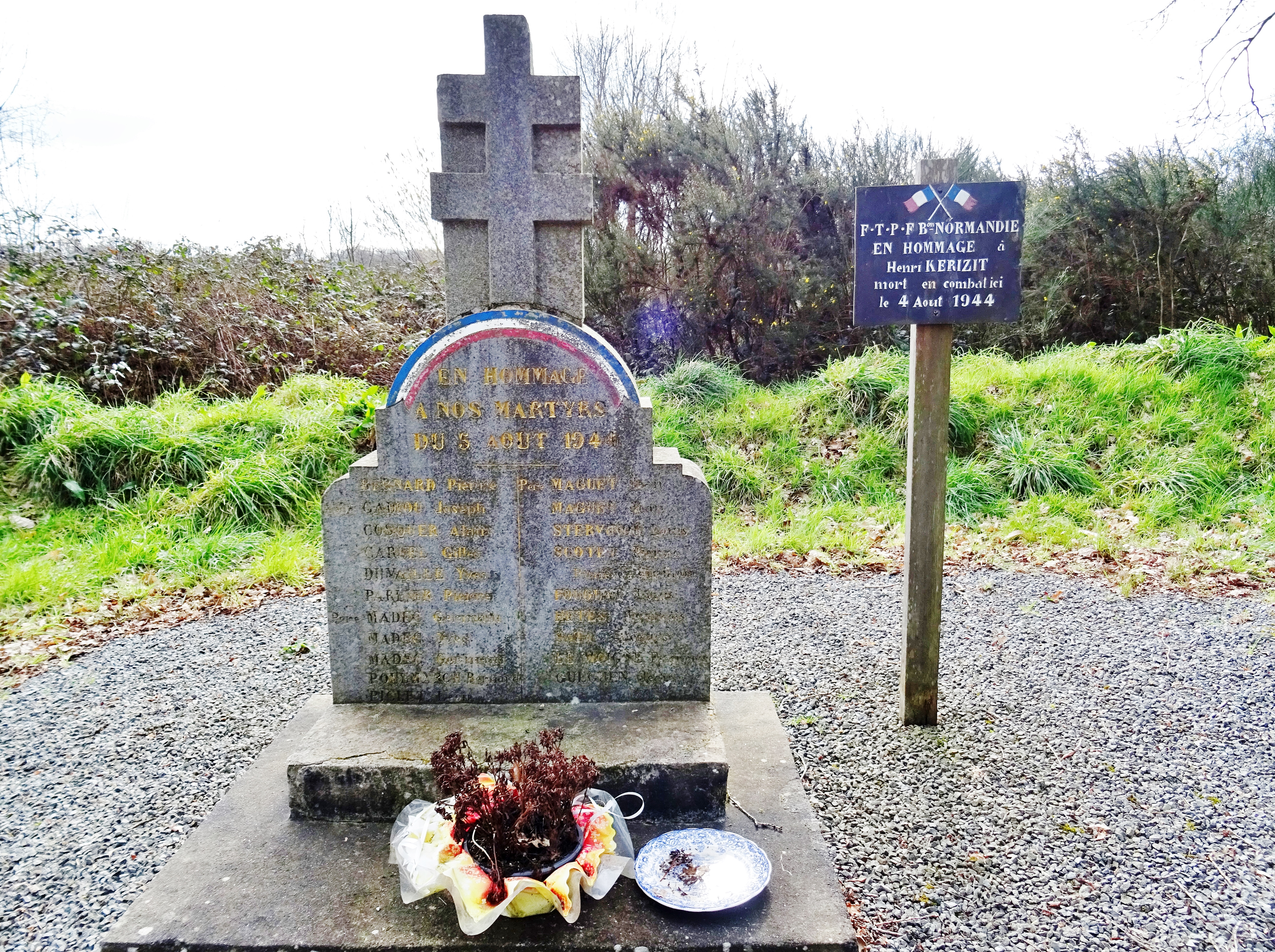
Châteauneuf-du-Faou : monument à la mémoire des résistants tués par les Allemands les 4 et 5 août 1944.

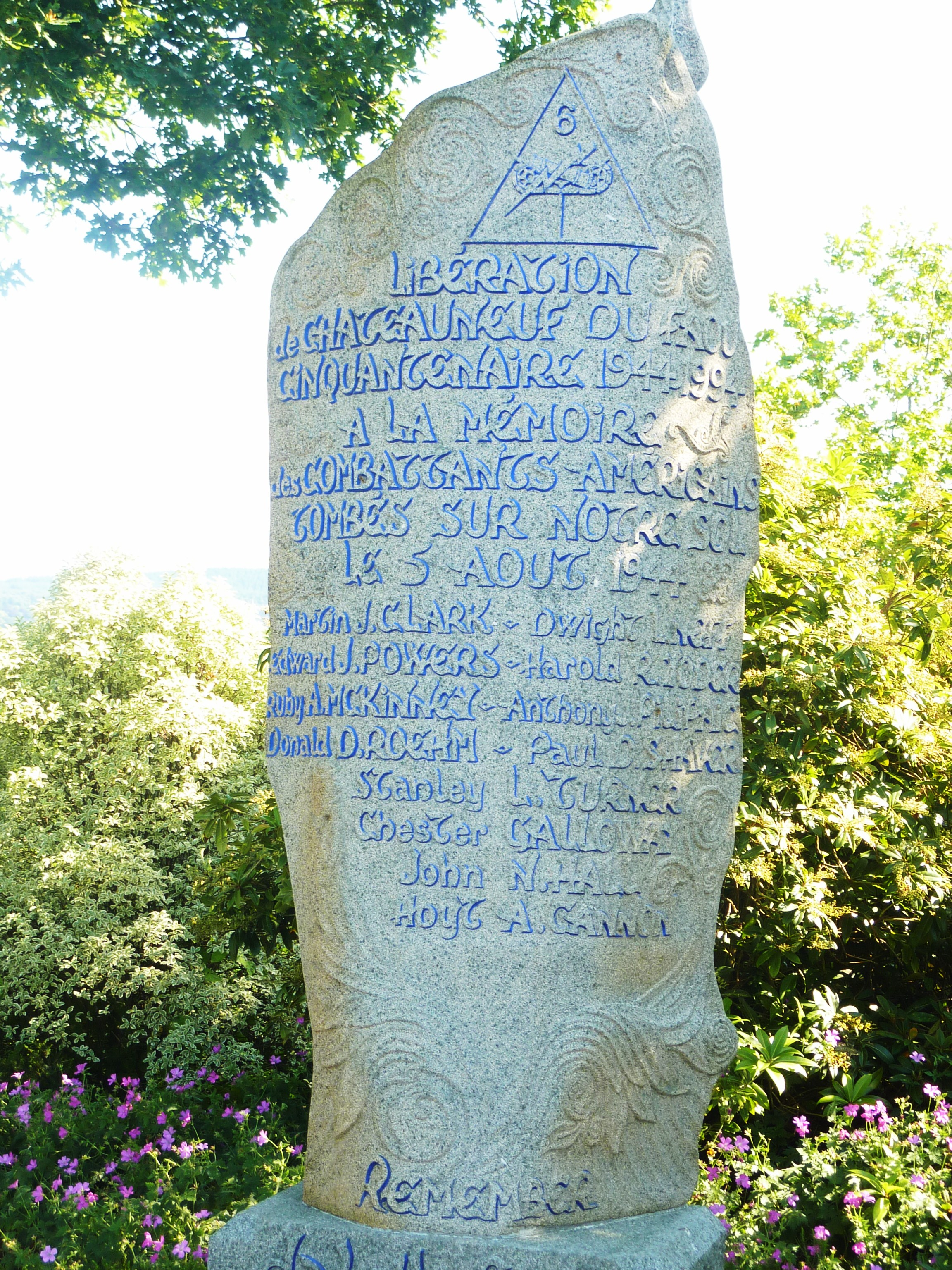
Stèle commémorant le décès des soldats américains tombés lors de la libération de la ville le 5 août 1944

Entre 1943 et 1945, le lycée Vauban de Brest, dont les bâtiments ont été détruits par les bombardements, se replie sur Châteauneuf-du-Faou et Plonévez-du-Faou.
Deux résistants, Corentin Baron, 24 ans et Henri Cozic, 27 ans, résistants, furent fusillés par les nazis le 26 juillet 1944. Le 5 août 1944 vers 15 heures, alors que des combats violents sont en cours à proximité de la RN 787 (actuelle RN 164) entre les troupes américaines et allemandes, plusieurs fermes furent incendiées dans les villages de Kervarziou, de Penn Broëz et de Magorven en Châteauneuf-du-Faou, ainsi que dans ceux du Divit et de Langalet en Plonévez-du-Faou. André Chabas, dit "Dédé le Parisien", résistant membre du bataillon Stalingrad, est tué le 4 août 1944 à Poulodron en Châteauneuf-du-Faou lors d'une embuscade tendue par des parachutistes allemands de la 2e division commandée par le général Ramcke. Douze soldats du 86th Cavalry Reconnaissance Squadron, de la 6e division blindée américaine, ont été tués les 5 août 1944 et 6 août 1944 lors des combats pour la libération de la ville, ainsi que 21 résistants dont les noms sont portés sur deux stèles commémoratives, l'une près de la chapelle Notre-Dame-des-Portes pour les soldats américains, l'autre à l'intersection de la RN 164 et de la petite route qui mène de Ty-Blaise à Châteauneuf-du-Faou pour les résistants tués ces jours-là. L'abbé Joseph Cadiou, curé de la paroisse, fut assassiné par les Allemands dans la nuit du 5 au 6 août 1944.
Fait exceptionnel, le 11 novembre 1948, le secrétariat d'État aux Forces Armées "Guerre" Max Lejeune cite à l'ordre de la Brigade Châteauneuf-du-Faou "centre important de groupement des Forces françaises de l'intérieur du Finistère, a fourni elle-même un important effectif de soldats de la clandestinité qui participèrent à la Libération du Département. Région de parachutage d'armes, a payé un lourd tribut pour son action de Résistance". Cette citation comporte l'attribution de la Croix de Guerre avec Étoile de bronze (distinction visible en mairie).
Un autre résistant originaire de Châteauneuf-du-Faou est Jean Dorval, qui fut arrêté à Lyon le 5 août 1943 par les hommes de Klaus Barbie, emprisonné à la prison Montluc, longuement torturé par la Gestapo et fusillé le 11 janvier 1944 dans cette ville.
Henri Birrien, né le 15 avril 1919 à Châteauneuf-du-Faou, membre de la compagnie FFI "Normandie", participa par la suite à de nombreuses autres actions de résistance, par exemple à l'attaque du château de Kerriou (en Gouézec) et à l'attaque du Ménez-Hom le 1er septembre 1944 ; décoré de la Croix de Guerre, il est décédé en octobre 2012.

#### L'après-Seconde-Guerre-mondiale

##### Les victimes des guerres d'indépendance des colonies françaises
Cinq soldats originaires de Châteauneuf-du-Faou sont morts pour la France pendant les guerres d'indépendance des colonies françaises : un (Pierre Le Com) pendant la guerre d'Indochine, un (Hervé Roudaut) au Maroc et trois (Roger Le Dréan, Paul Michel et Yves Rospars) pendant la guerre d'Algérie.
En mars 1960 des bagarres se produisirent à Châteauneuf-du-Faou ; une quarantaine de cultivateurs alignés sur trois rangs barrèrent l'accès aux 200 spectateurs qui voulaient assister au cinéma Kastell-Nevez à la projection du film  Les liaisons dangereuses et des bagarres éclatèrent ; le maire interdit la projection du film, mais le propriétaire de la salle de cinéma passa outre.

##### La lutte pour le désenclavement
La fermeture vers le milieu du XXe siècle de la voie ferrée et du canal de Nantes à Brest ont provoqué un réenclavement de la région de Châteauneuf-du-Faou, malgré l'existence de la RN 787, créée en 1933 qui reliait Paimpol à Morgat via Guingamp, Carhaix, Châteauneuf-du-Faou et Châteaulin mais déclassée en 1973 en route départementale (D 887 pour la section concernant Châteauneuf-du-Faou). Dans le cadre du plan routier breton, Châteauneuf-du-Faou est désormais sur le tracé de la RN 164 reliant Châteaulin à Montauban-de-Bretagne (Rennes) via Carhaix, Rostrenen et Loudéac progressivement transformée en voie express : la déviation de Châteauneuf-du-Faou a été l'un des premiers tronçons mis en service.
Jean Hourmant, qui fut longtemps maire de la commune voisine de Plonévez-du-Faou a été depuis 1988 président du « Comité pour l'aménagement à 2x2 voies de l'axe central », qu'il continue toujours à présider.

### LeXXIesiècle

#### Le projet de création d'un musée consacré à Paul Sérusier

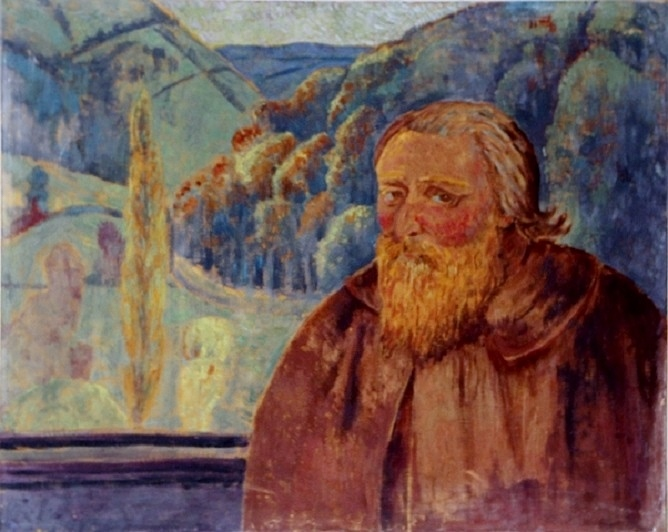
Paul Sérusier : Autoportrait à la barbe rutilante (vers 1907-1908)

Grâce à un legs reçu en 2015 d'une habitante de la commune décédée, Suzanne Yvinec (qui a fait don de tous ses biens : maison, mobilier et argent, à condition que tout cela contribue à la création d'un musée), la ville de Châteauneuf-du-Faou a le projet de créer un musée consacré à Paul Sérusier. Dans ce but, le tableau Autoportrait à la barbe rutilante, peint à Châteauneuf-du-Faou, a été acquis par la ville en 2017.

## Politique et administration

### Liste des maires
| Période                                  | Période      | Identité            | Étiquette        | Qualité |
| ---------------------------------------- | ------------ | ------------------- | ---------------- | --- |
| mai 1945                                 | octobre 1947 | Yves Blanchard      | PCF              | Aviculteur Conseiller général de Châteauneuf-du-Faou (1945 → 1951)                                             |
| octobre 1947                             | février 1952 | Jean-Louis Birrien  |                  | Commerçant. Décédé en fonction                                                                                 |
| février 1952                             | mars 1965    | Germain Chaussy     | MRP              | Directeur de coopérative Conseiller général de Châteauneuf-du-Faou (1957 → 1964)                               |
| mars 1965                                | 20 mars 1989 | Georges Le Meur     | DVD              | Ingénieur ETP (Ecole des Travaux Publics)/Architecte, maire honoraire Père du musicien Yann Le Meur            |
| 20 mars 1989                             | 29 mars 2014 | Christian Ménard    | UDF-CDS puis UMP | Médecin généraliste Député du Finistère (6e circ.) (2002 → 2012) Conseiller régional de Bretagne (1997 → 2002) |
| 29 mars 2014                             | 27 mai 2020  | Jean-Pierre Rolland | DVD              | Artisan-commerçant retraité                                                                                    |
| 27 mai 2020                              | En cours     | Tugdual Braban      | DVG              | Médico-social.                                                                                                 |
| Les données manquantes sont à compléter. |              |                     |                  | |

### Héraldique
| Blason de Châteauneuf-du-Faou | Blason de Châteauneuf-du-Faou : D'azur au château d'argent ouvert du champ, ajouré et maçonné de sable, accompagné en pointe d'une fasce ondée aussi d'argent. déposé en préfecture le 17 juillet 1978 |

## Démographie
En 1778, la paroisse de Châteauneuf comptait 2 150 habitants dont 1 650 communiants sans compter sa trêve du Moustoir peuplée alors de 550 habitants dont 350 communiants. Au XIXe siècle, un notable de Châteauneuf-du-Faou, Moreau, eut 23 enfants.
L'évolution du nombre d'habitants est connue à travers les recensements de la population effectués dans la commune depuis 1793. Pour les communes de moins de 10 000 habitants, une enquête de recensement portant sur toute la population est réalisée tous les cinq ans, les populations de référence des années intermédiaires étant quant à elles estimées par interpolation ou extrapolation. Pour la commune, le premier recensement exhaustif entrant dans le cadre du nouveau dispositif a été réalisé en 2006.

En 2022, la commune comptait 3 646 habitants, en évolution de −0,84 % par rapport à 2016 (Finistère : +2,16 %, France hors Mayotte : +2,11 %).
| 1793  | 1800  | 1806  | 1821  | 1831  | 1836  | 1841  | 1846  | 1851  |
| ----- | ----- | ----- | ----- | ----- | ----- | ----- | ----- | ----- |
| 2 140 | 2 197 | 2 183 | 2 128 | 2 506 | 2 594 | 2 536 | 2 700 | 2 815 |

| 1856  | 1861  | 1866  | 1872  | 1876  | 1881  | 1886  | 1891  | 1896  |
| ----- | ----- | ----- | ----- | ----- | ----- | ----- | ----- | ----- |
| 2 781 | 2 830 | 3 008 | 2 998 | 3 201 | 3 328 | 3 537 | 3 566 | 3 661 |

| 1901  | 1906  | 1911  | 1921  | 1926  | 1931  | 1936  | 1946  | 1954  |
| ----- | ----- | ----- | ----- | ----- | ----- | ----- | ----- | ----- |
| 3 915 | 4 016 | 4 285 | 3 929 | 3 988 | 3 956 | 3 854 | 3 695 | 3 337 |

| 1962  | 1968  | 1975  | 1982  | 1990  | 1999  | 2006  | 2011  | 2016  |
| ----- | ----- | ----- | ----- | ----- | ----- | ----- | ----- | ----- |
| 3 436 | 3 723 | 3 754 | 3 972 | 3 777 | 3 595 | 3 599 | 3 650 | 3 677 |

| 2021  | 2022  | - | - | - | - | - | - | - |
| ----- | ----- | - | - | - | - | - | - | - |
| 3 648 | 3 646 | - | - | - | - | - | - | - |

La population communale, stable dans les deux premières décennies du XIXe siècle, a augmenté assez régulièrement, à quelques « dents de scie près », pendant tout le reste du XIXe siècle et jusqu'à la veille de la Première Guerre mondiale, gagnant 2157 habitants entre 1821 et 1911 (+ 101 %, donc un doublement, en 90 ans, en dépit de l'exode rural qui frappe déjà la région dans la seconde moitié du XIXe siècle, en raison de son rôle de petite capitale locale chef-lieu de canton, bourg animé avec de nombreux commerces, ville de marchés et de foires) et d'un certain dynamisme lié au canal de Nantes à Brest (port fluvial sur le canal). L'année 1911 est celle du pic démographique, la population châteauneuvienne évoluant en dents de scie dans le courant du XXe siècle, alternant des périodes de déclin (de 1911 à 1921, de 1926 à 1954 surtout : la commune perd alors 651 habitants en 28 ans, ce qui correspond à la période de l'émigration la plus forte, en particulier vers l'Amérique, et encore de 1982 à 1999) et de reprise démographique (entre 1921 et 1926, surtout entre 1954 et 1982 où la commune regagne 635 habitants en 28 ans). La première décennie du XXIe siècle montre un lent accroissement lié à une légère immigration nette (+  0,6 % l'an entre 1999 et 2006) alors que le solde naturel, négatif ces dernières décennies, l'est encore entre 1999 et 2006 (-0,7% l'an). Entre 1999 et 2006, le taux de natalité était de 9,2 pour mille alors que le taux de mortalité était de 15,7 pour mille en raison du net vieillissement de la population ; en 2007 par exemple les 65 ans et plus représentaient 27,2 % de la population communale totale alors que les 0 à 19 ans n'en formaient que 20,4 % ; en 2007 la commune a enregistré 71 décès pour 38 naissances.

## Économie
- Antenne de la Chambre de commerce et d'industrie de Morlaix.
- La communauté de communes de Haute Cornouaille est chargée des « affaires économiques » et gère plusieurs ZAC sur son territoire.
- Châteauneuf du Faou est une ville basée sur l'agriculture, l'industrie alimentaire ainsi que sur le tertiaire
- Châteauneuf-du-Faou conserve plus de 80 commerces.
- Des variétés de pommes de terre sont nées à Châteauneuf-du-Faou : la "Charlotte", la "Juliette"[109]
- Un marché au cadran[110] pour la viande bovine a fonctionné à Châteauneuf-du-Faou de la décennie 1970 au début de la décennie 2000.
- Le principal employeur de la commune est un abattoir de porcs "Socopa-Bigard", mais il existe aussi un producteur de saumon et de truite (très souvent primé dans les concours nationaux) « Guyader Gastronomie », ainsi qu'un tissu artisanal et commercial important.

## Santé
La commune possède une pharmacie, 1 EHPAD (Établissement d'Hébergement de Personnes Âgées Dépendantes), 1  MAS (Maison d'Accueil Spécialisée) dénommée centre de Ker Arthur, plusieurs médecins généralistes et médecins spécialisés ainsi que des auxiliaires médicaux : cabinet médical, kinés, ostéopathes, orthophonistes, podologues ; centre vétérinaire....

## Tourisme
Châteauneuf-du-Faou est situé dans le centre Finistère à moins d'une heure des côtes bretonnes. Sur place on y trouve :
- Office de Tourisme ouvert toute l'année ;
- Circuits de randonnées pédestres, VTT et équestres ;
- Canal de Nantes à Brest (navigation, randonnée, pêche...) ;
- Patrimoine bâti et architectural composé d'églises, de chapelles, de lavoirs, de fontaines... Vues panoramiques sur les Montagnes Noires, le Canal de Nantes à Brest et le parc et château de Trévarez situé à 5 km ;
- Complexe touristique de Penn-ar-Pont[111] en bordure de l'Aulne ;
- Chambres d'hôtes labellisées, gîtes ruraux, gîtes de groupes, gîtes d'étapes, hébergement insolite...
- Des croisières sont possibles sur le canal de Nantes à Brest au départ de Châteauneuf-du-Faou[112] entre Port-de-Carhaix et Port-Launay, assurées par la société « Aulne Loisirs plaisance »[113] ;
- Ville de Paul Sérusier, célèbre nabi à la barbe rutilante, citoyen châteauneuvien pendant près de 30 ans, il a laissé en témoignage des peintures murales dans l'église paroissiale. Un circuit à travers la ville lui est désormais dédié, un espace d'exposition "Paul Sérusier" recevant des artistes contemporains a été créé à l'Office de Tourisme, la Mairie possède une petite collection de ses œuvres qui va devenir la base du futur musée Sérusier. Sa maison dont les murs sont recouverts de fresques est privée et ne se visite pas.

## Jumelages
- South Brent (Royaume-Uni)
- Chinchón (Espagne)

## Langue bretonne
En breton, la ville se nomme à l'écrit Kastell-Nevez-ar-Faou, à l'oral Ar C'hastell-Ne'e.
L'adhésion à la charte Ya d'ar brezhoneg a été votée par le Conseil municipal le 6 novembre 2006.
À la rentrée 2017, 58 élèves étaient scolarisés dans la filière bilingue publique (soit 15,5 % des enfants de la commune inscrits dans le primaire).

## Enseignement
Châteauneuf du Faou compte deux écoles primaires : l'école publique Paul-Sérusier et l'école privée Saint-Michel
La ville a mis en place une garderie périscolaire dans ces deux écoles le matin de 7 h 30 à 8 h 50 et le soir après la classe jusqu'à 19 h 00.
Châteauneuf-du-Faou dispose de deux collèges : un collège public : le collège de l'Aulne et un collège privé : le collège Notre-Dame-des-Portes.
La commune dispose d'un CAC (Centre d'Activités Culturelles), dénommé Jeff-Le-Penven au sein duquel se trouve la bibliothèque et le fond breton.

## Infrastructures
Châteauneuf du Faou dispose d'un tissu associatif, regroupant nombre d'adhérents et de bénévoles. La ville met à la disposition de tous les citoyens :
- terrains de tennis
- terrains de football
- gymnase
- complexe Ar Sterenn
- park de Lisle (jeux pour les enfants)
- héliport

## Traditions
- À la chapelle Notre-Dame-des-Portes, pour avoir un enfant, l'on mettait en ex-voto un enfant de cire. « Je l'ai vu faire devant moi, on avait mis dans les bras de l'enfant une vieille croix d'argent »[117]. Cette tradition perdurait encore en 1906.

## Monuments et sites

### Monuments religieux

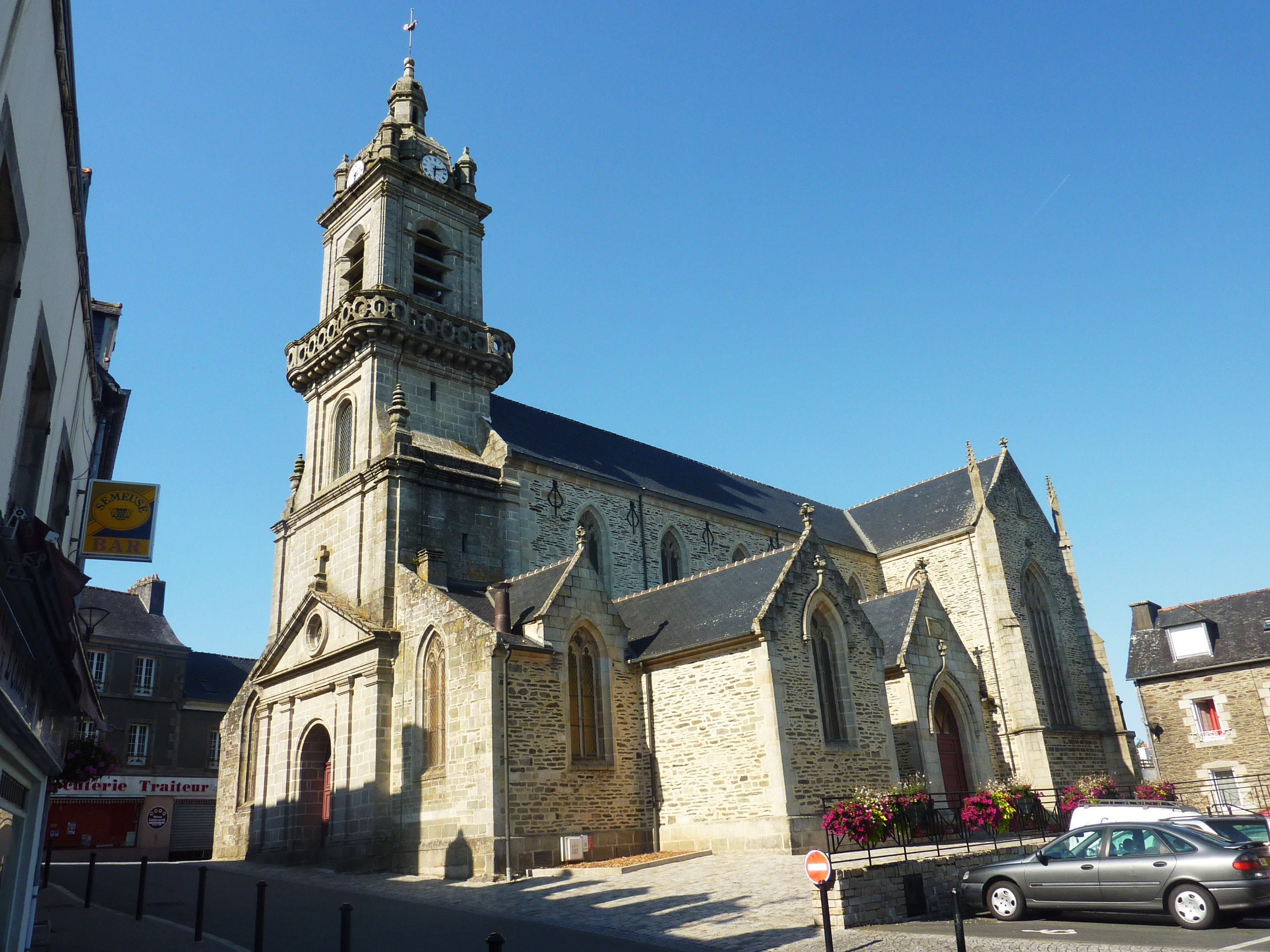
L'église paroissiale Saint-Julien-et-Notre-Dame

- L'église Saint-Julien-et-Notre-Dame actuelle date des XVIIIe siècle et XIXe siècle[118], en 1878 par l'architecte Jules Boyer, mais a été reconstruite à l'emplacement d'églises plus anciennes (aux XVIe siècle et XVIIe siècle, l'église était consacrée à la Vierge et était alors dénommée "Notre-Dame de Tremaven" du breton tre (quartier) et de Mawen, probablement le nom d'un homme)[25]; l'édifice actuel comprend une nef à six travées et un chœur à chevet polygonal. Le clocher-porche avec son dôme et son lanternon date d'une église précédente construite en 1737, de même que de nombreuses statues qui l'ornent comme celles de sainte Marguerite, de saint Michel, de saint Maudez, de saint François d'Assise, de saint Martin, de sainte Barbe, de saint Pierre ainsi qu'une Pietà en pierre. Un groupe statuaire représentant sainte Anne et la Vierge à l'Enfant date même de 1632. L'église est ornée de peintures murales[119] de Paul Sérusier datées de 1914 à 1919[23] qui représentent l'Annonciation, l'Assomption, le Baptême du Christ, la Cène, la Crucifixion et la Résurrection.

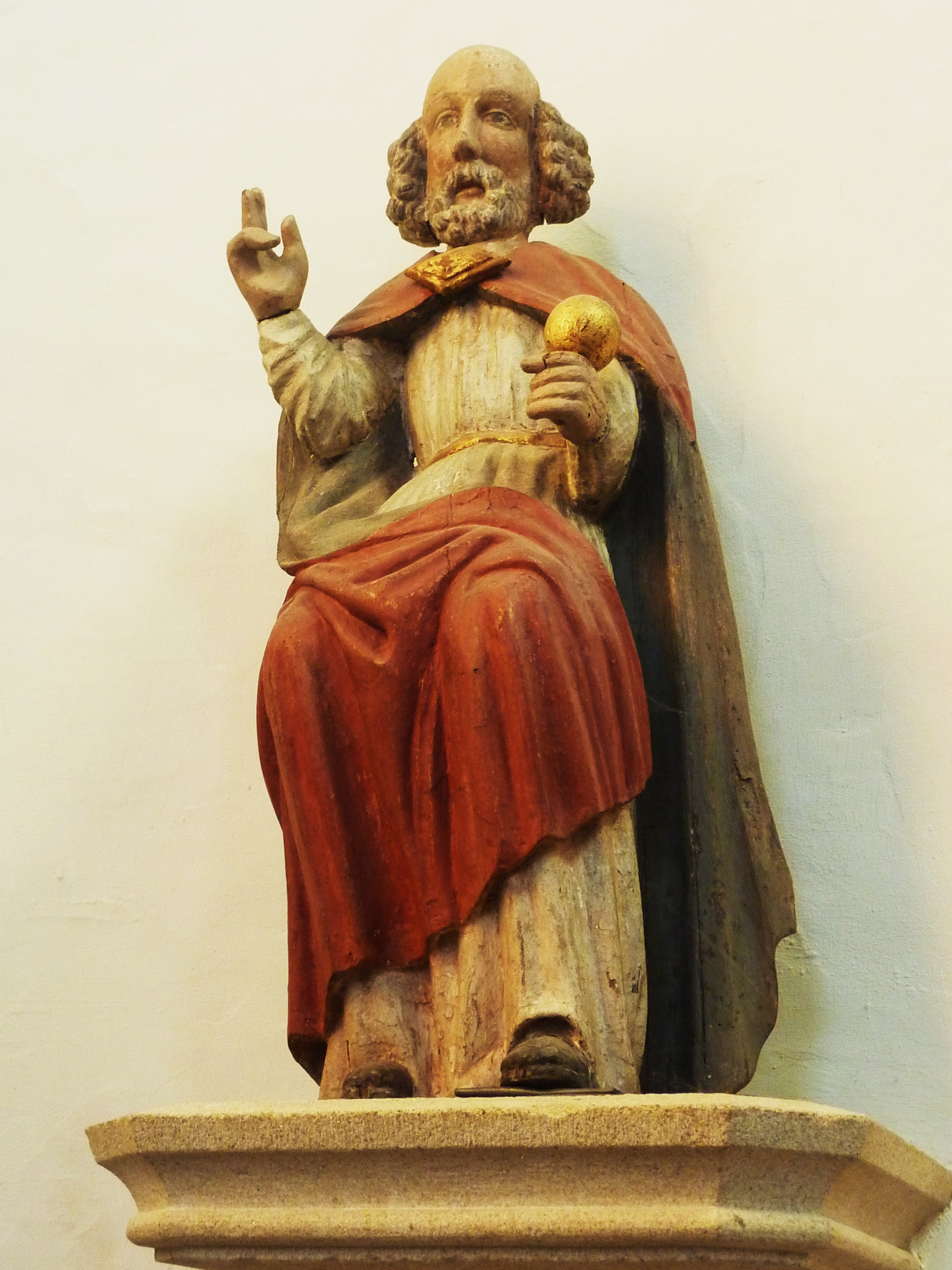
Statue de saint Pierre
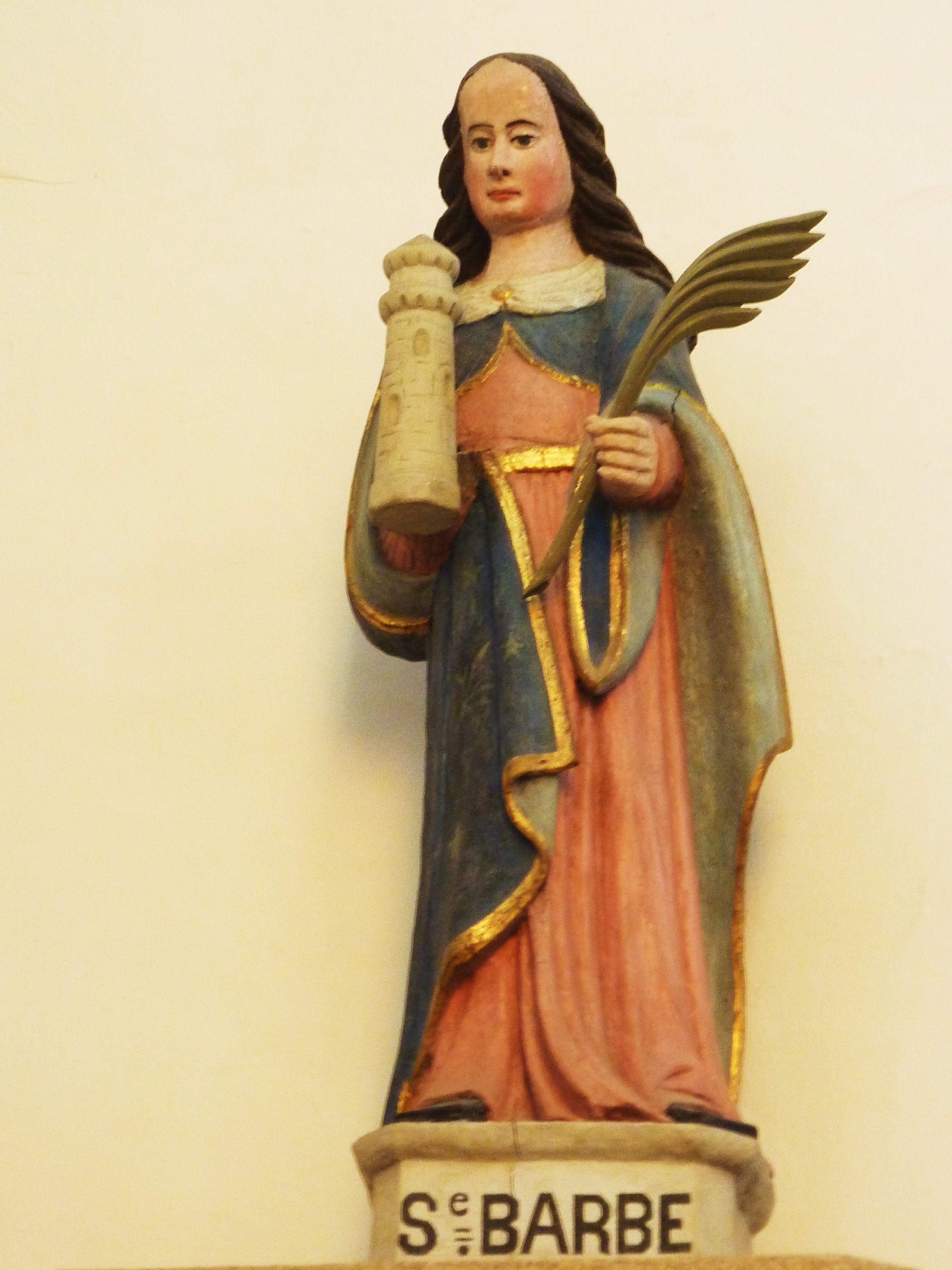
Statue de sainte Barbe
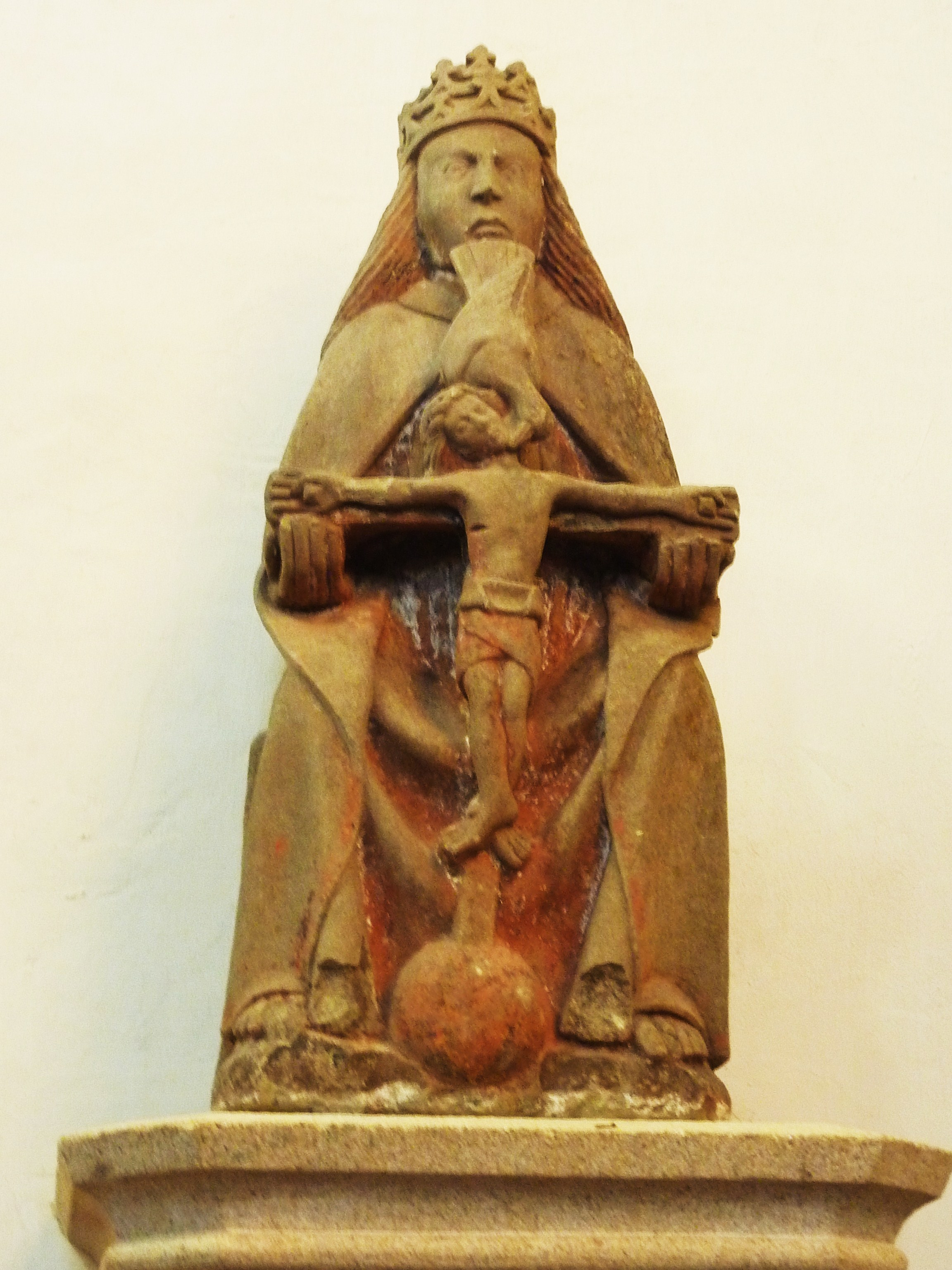
Châteauneuf-du-Faou, église paroissiale, statue
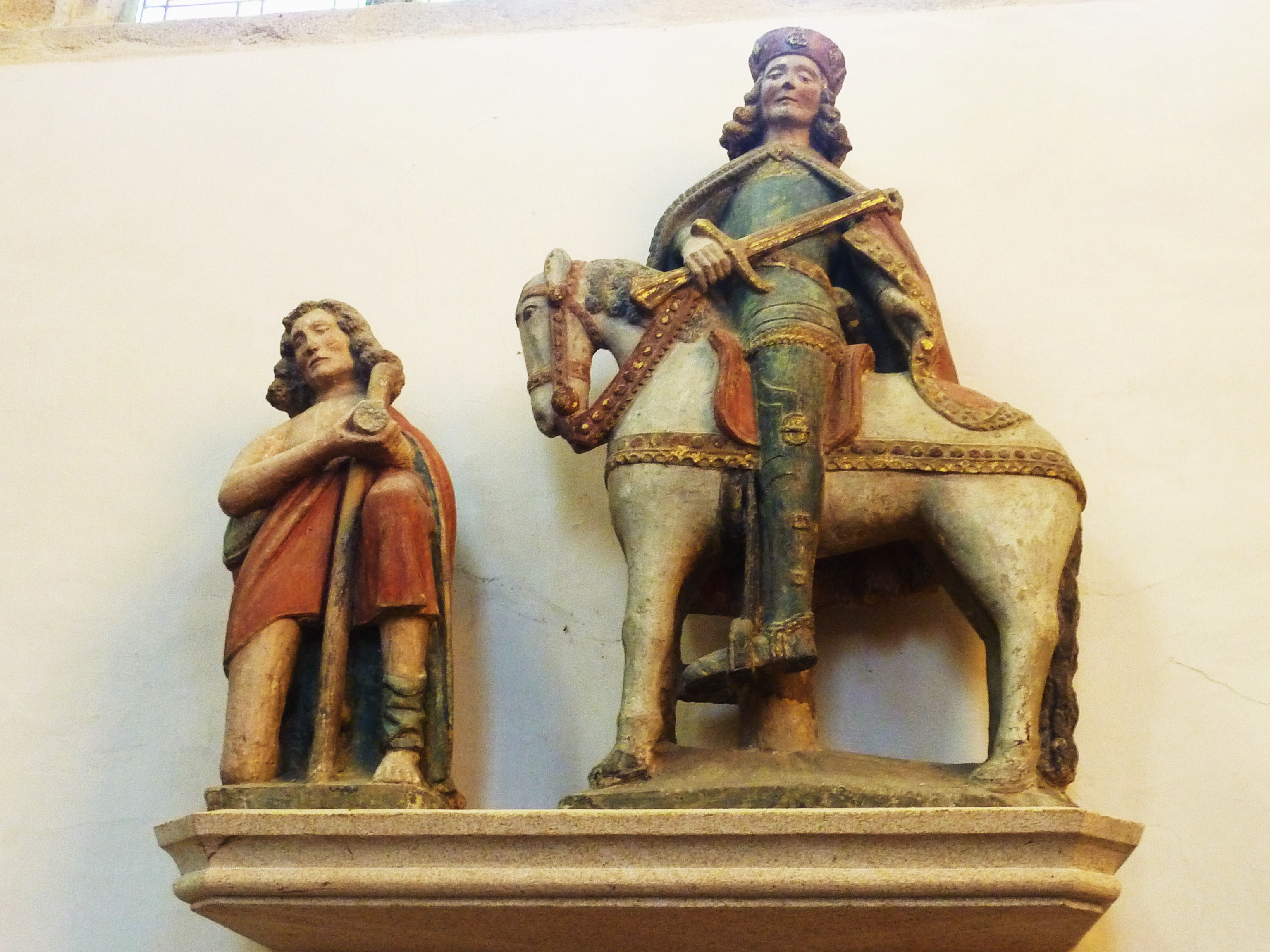
Groupe statuaire 1
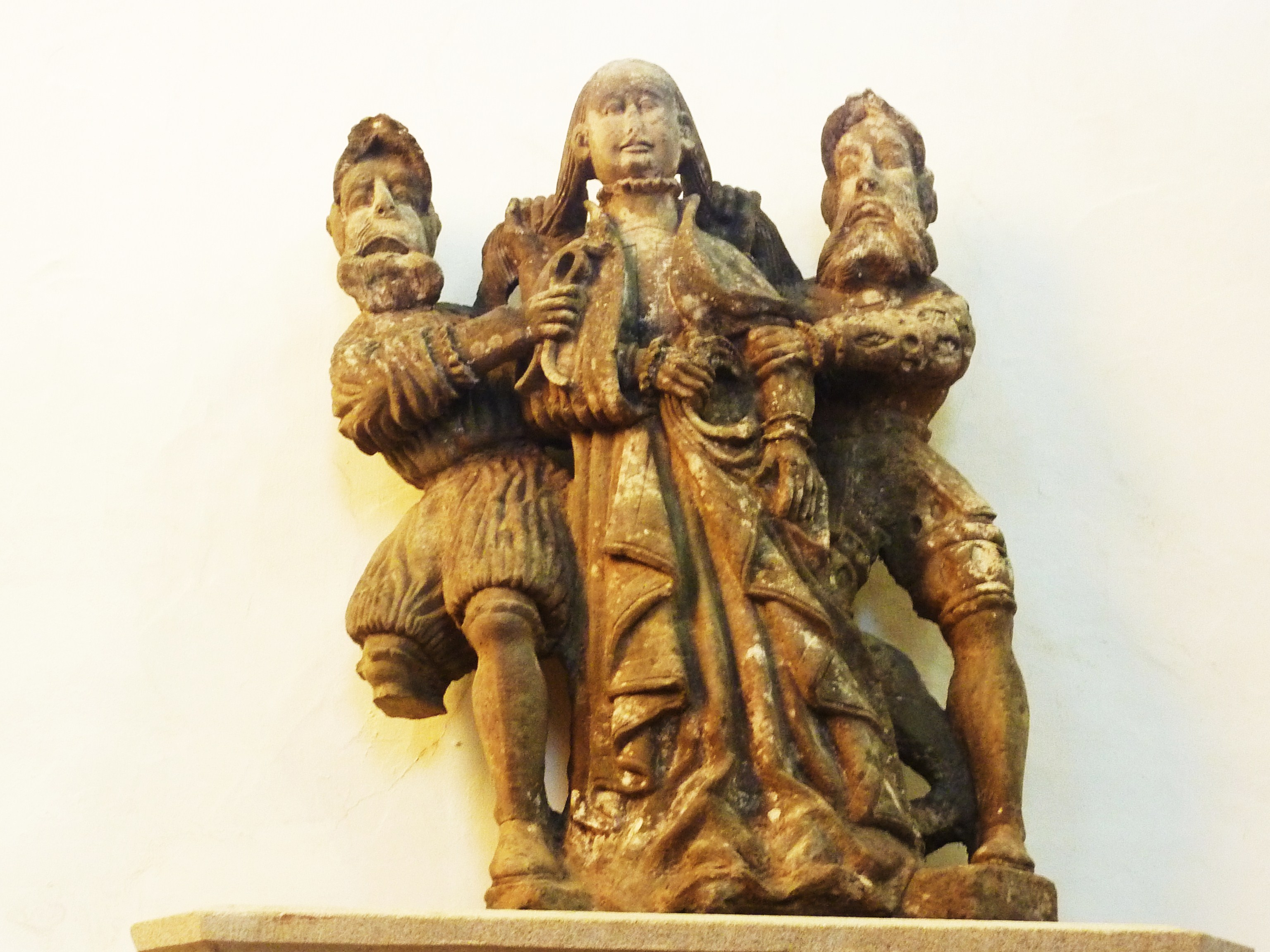
Groupe statuaire 2
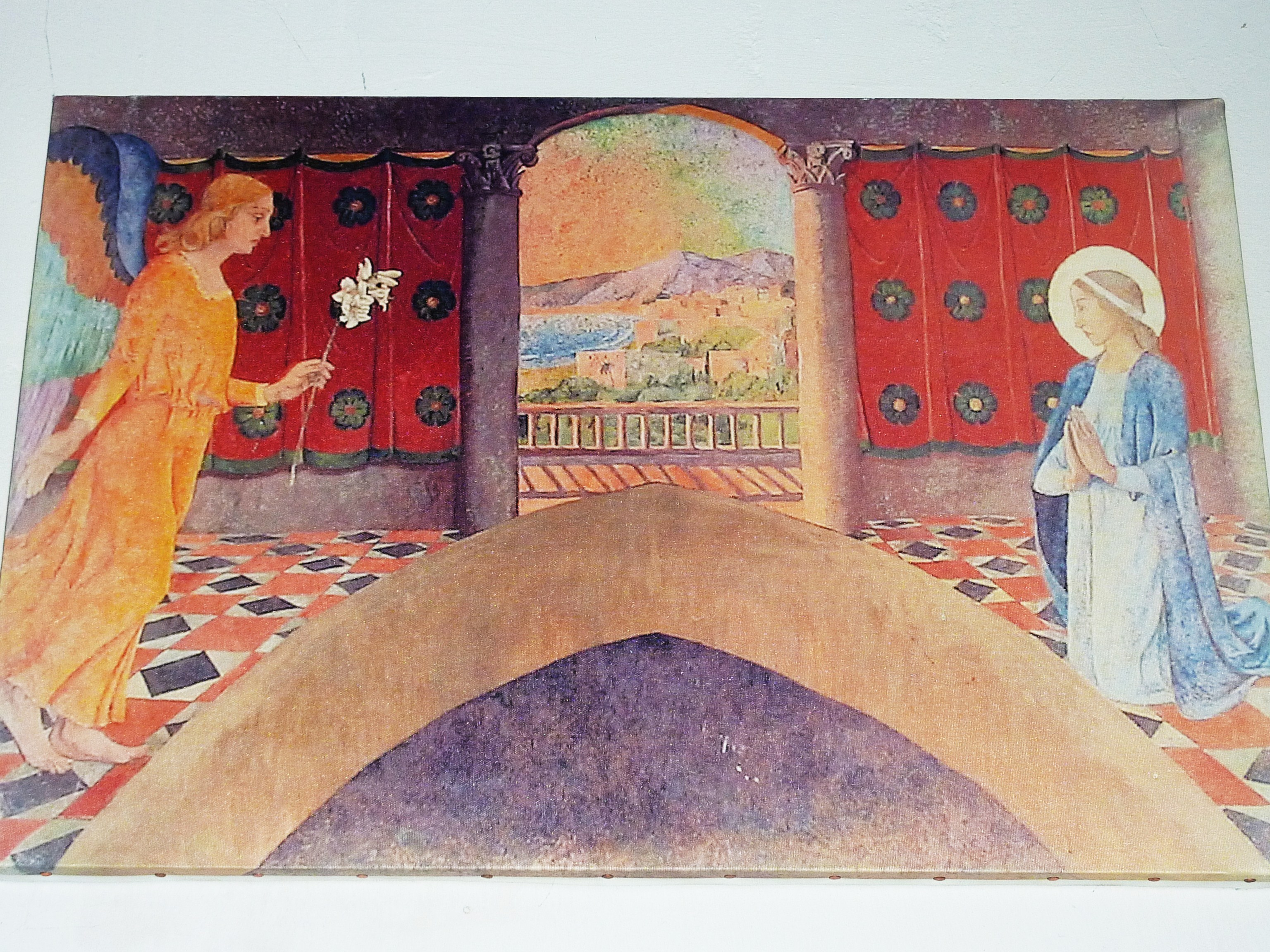
Châteauneuf-du-Faou, église paroissiale, fresque de Sérusier 1
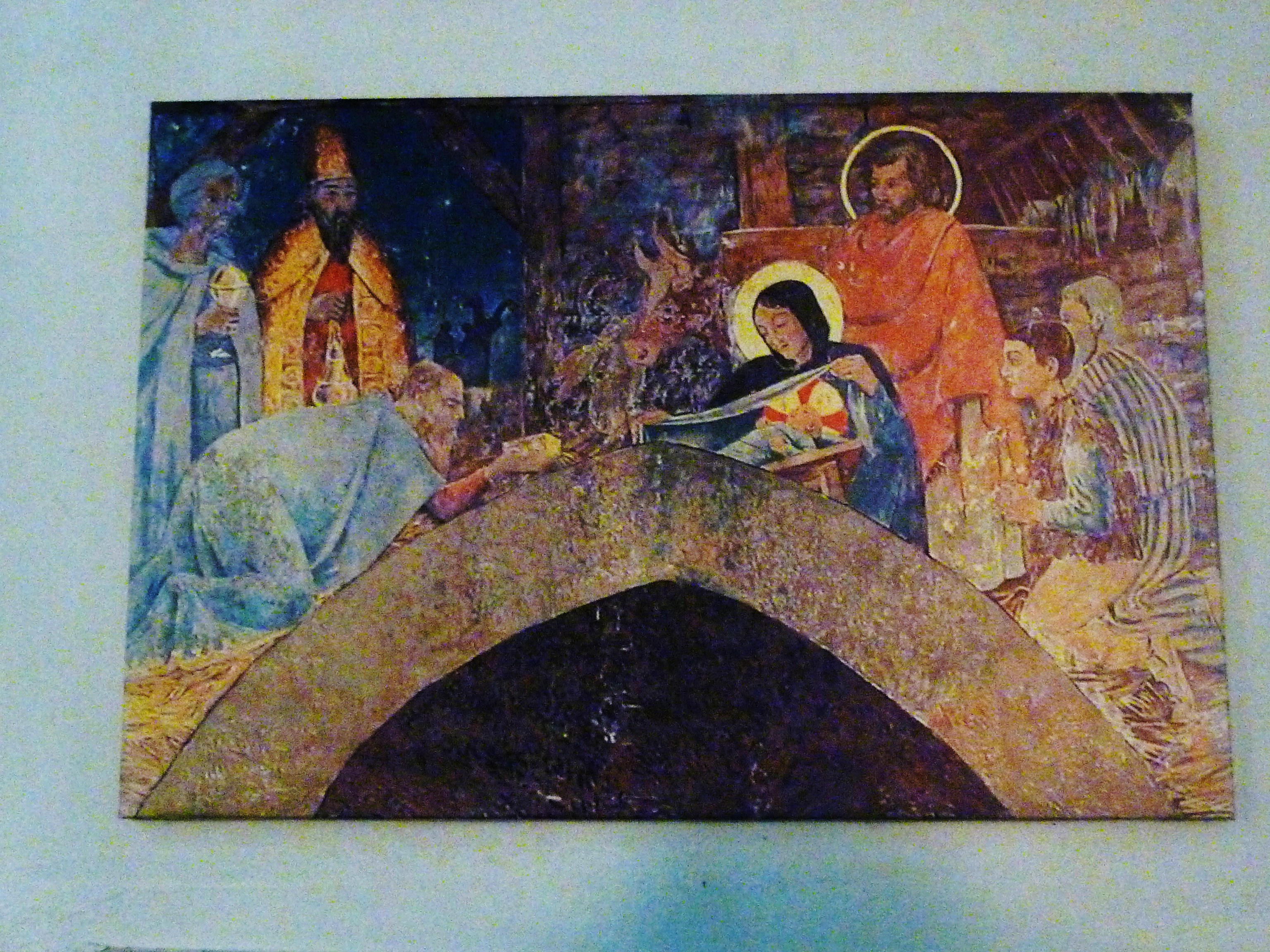
Châteauneuf-du-Faou, église paroissiale, fresque de Sérusier 2
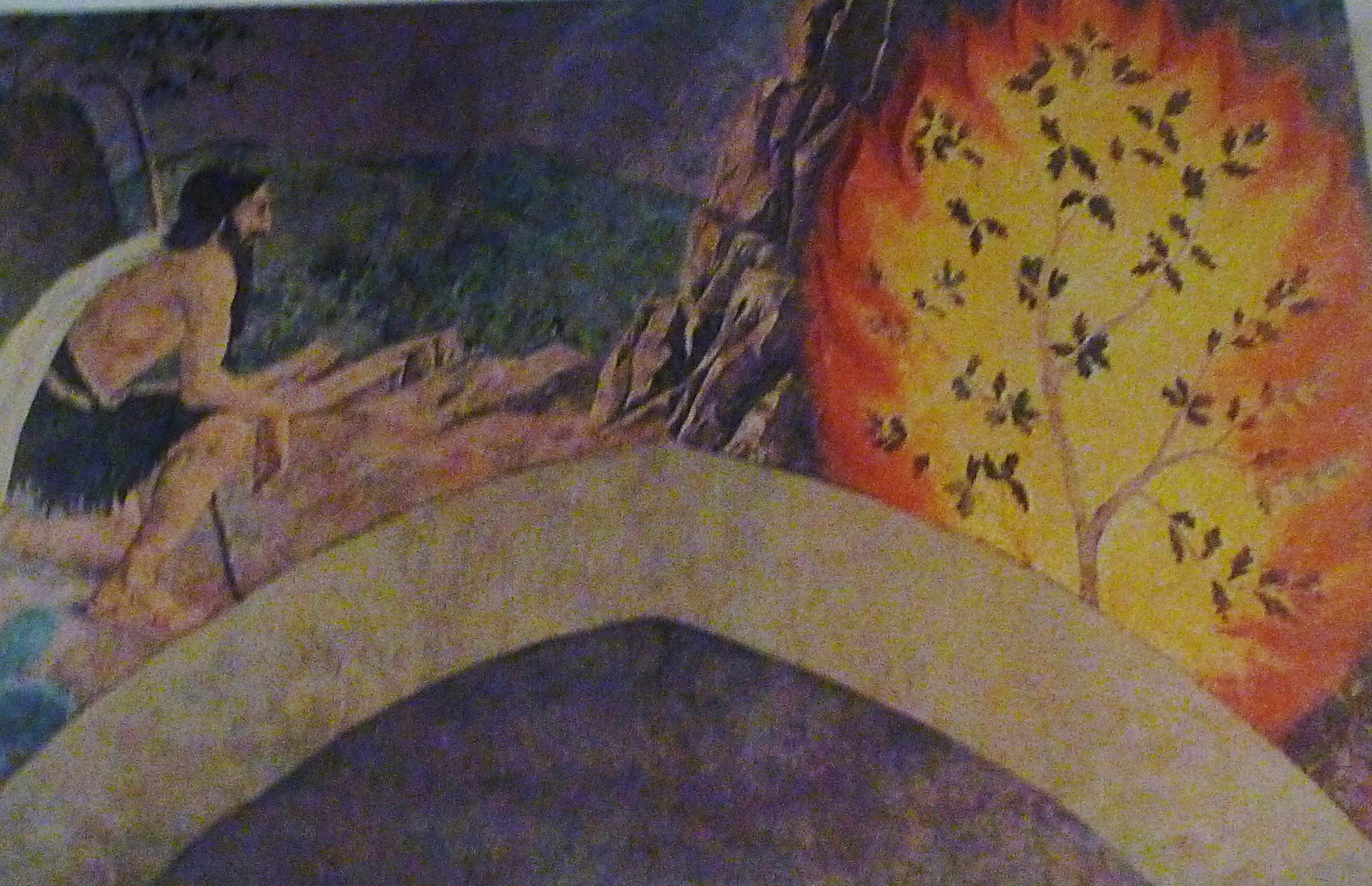
Châteauneuf-du-Faou, église paroissiale, fresque de Sérusier 3
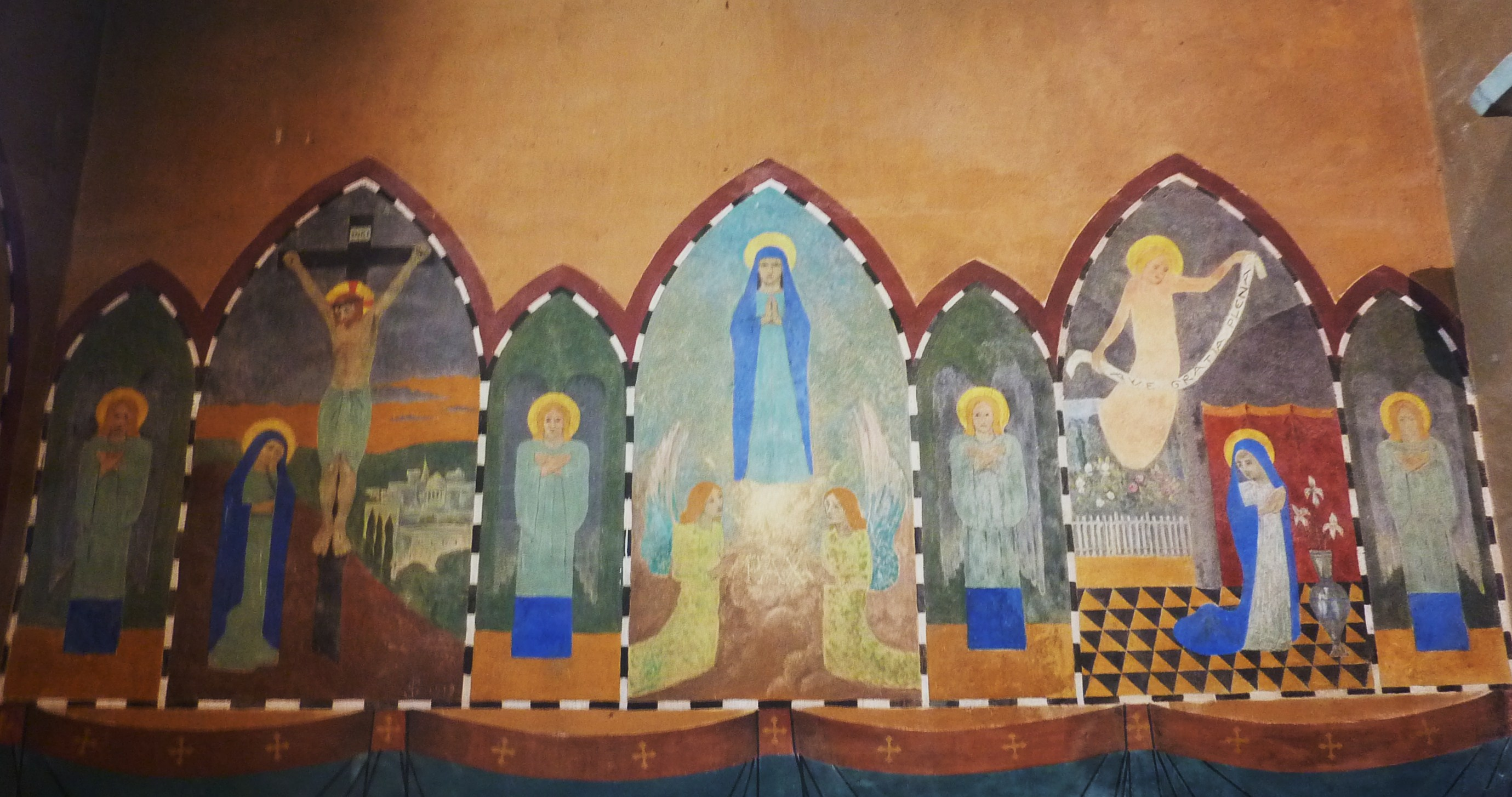
Châteauneuf-du-Faou, église paroissiale, fresque de Sérusier 4
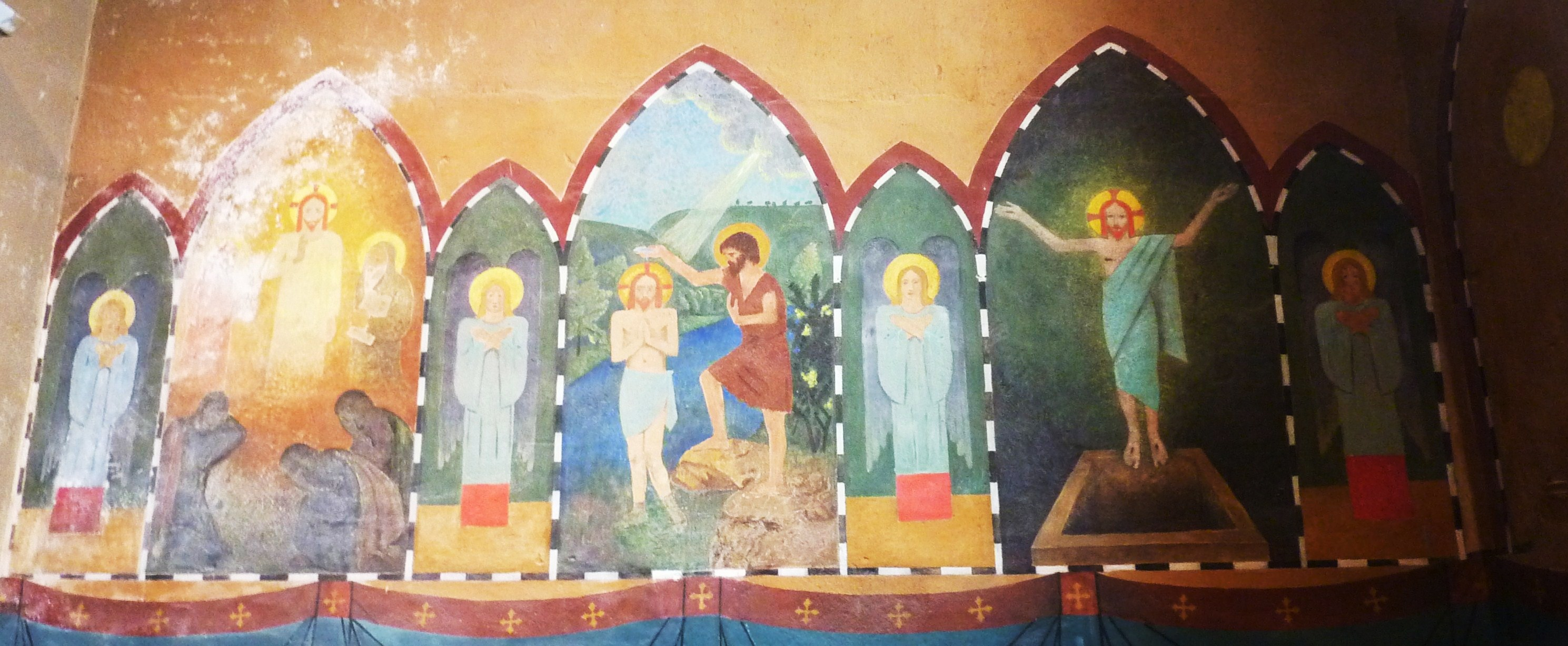
Châteauneuf-du-Faou, église paroissiale, fresque de Sérusier 5

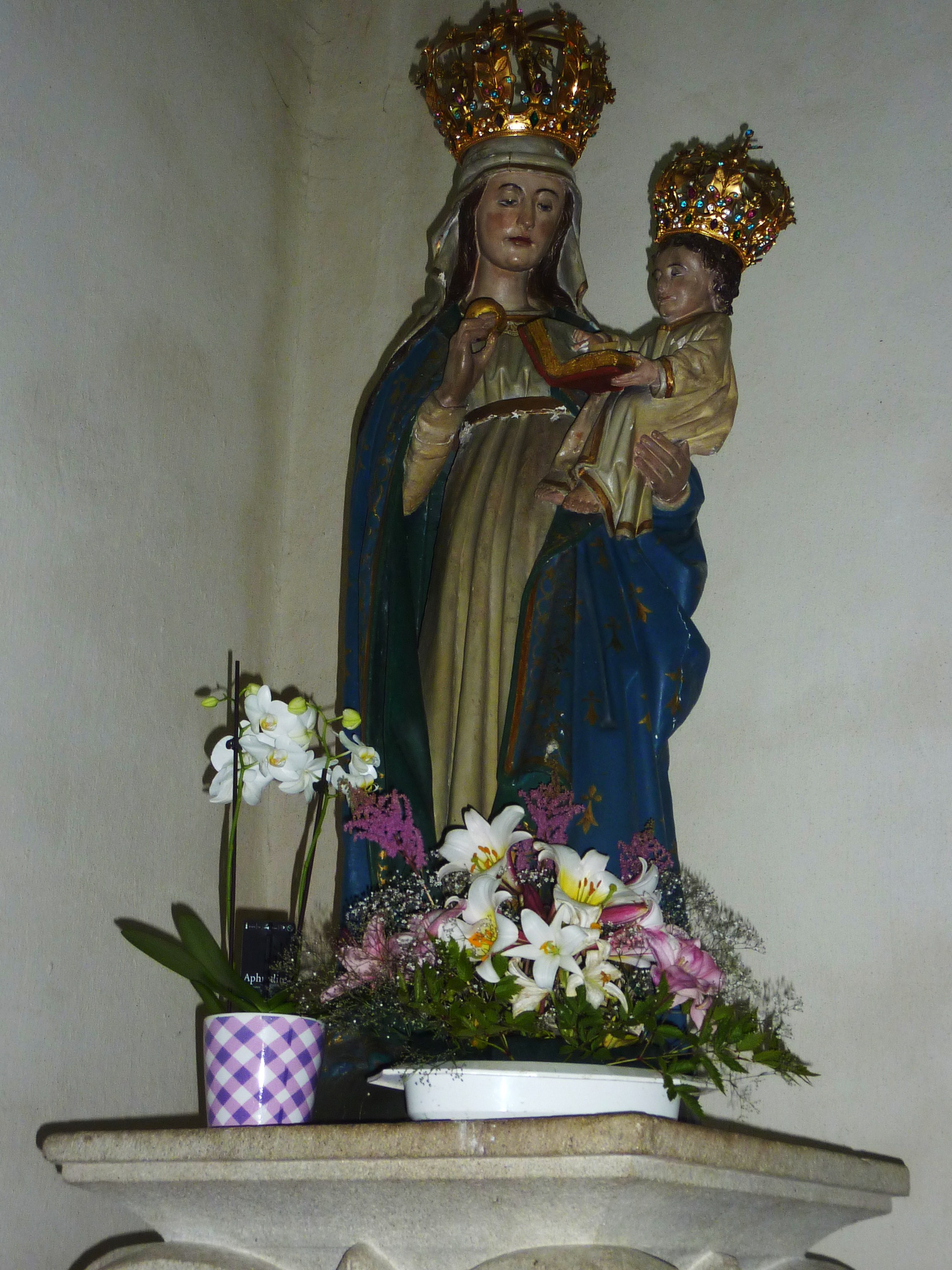
La statue de Notre-Dame-des-Portes

- La chapelle Notre-Dame des Portes actuelle, mêlant les styles néoroman et néogothique, œuvre d'Ernest Le Guerranic, date de 1892 ; la statue de Notre-Dame fut couronnée le 25 août 1894) par Henri-Victor Valleau, évêque de Quimper[120] ; la veille du couronnement eut lieu la "procession des miracles", qui se déroulait traditionnellement tous les ans et qui se terminait par un spectacle édifiant[121] ; la fête du couronnement se termina par « un feu d'artifice et l'illumination de toute la ville », « trente paroisses étaient venues avec leurs croix et leurs bannières »[122]; la chapelle a été restaurée en 1953[123], la cérémonie rassemblant environ 50 000 personnes. La première chapelle, de style gothique avait été construite à l'emplacement de l'ancien château-fort par Jean Le Prat vers 1440 et le duc de Bretagne Jean V avait accordé « franchise de l'impôt de vin » pour ceux qui aideraient à la construction de la chapelle ; l'on y venait d'assez loin en pèlerinage. En 1843, Marteville et Varin écrivent que « la chapelle (…) est en grande vénération ; elle est desservie tous les jours »[60]. Selon la tradition, la statue qui y est vénérée aurait été trouvée dans un chêne à Trévarez en Saint-Goazec. Pendant la Révolution française, la chapelle fut vendue comme bien national.Le nom donné à la chapelle proviendrait d'un vicomte du Faou qui aurait placé l'image de la Vierge au-dessus de la porte d'entrée du château. Le pardon de Notre-Dame-des-Portes, qui a lieu chaque avant-dernier dimanche du mois d'août, reste très fréquenté. Paul Sérusier en a fait vers 1896 un tableau intitulé Le Pardon de Notre-Dame-des-Portes à Châteauneuf-du-Faou, qui se trouve au musée des Beaux-Arts de Quimper[124]. Près de la chapelle se trouvent une croix monumentale, un ancien ossuaire (servant désormais de sacristie) et un oratoire extérieur qui sert lors des pardons[125].

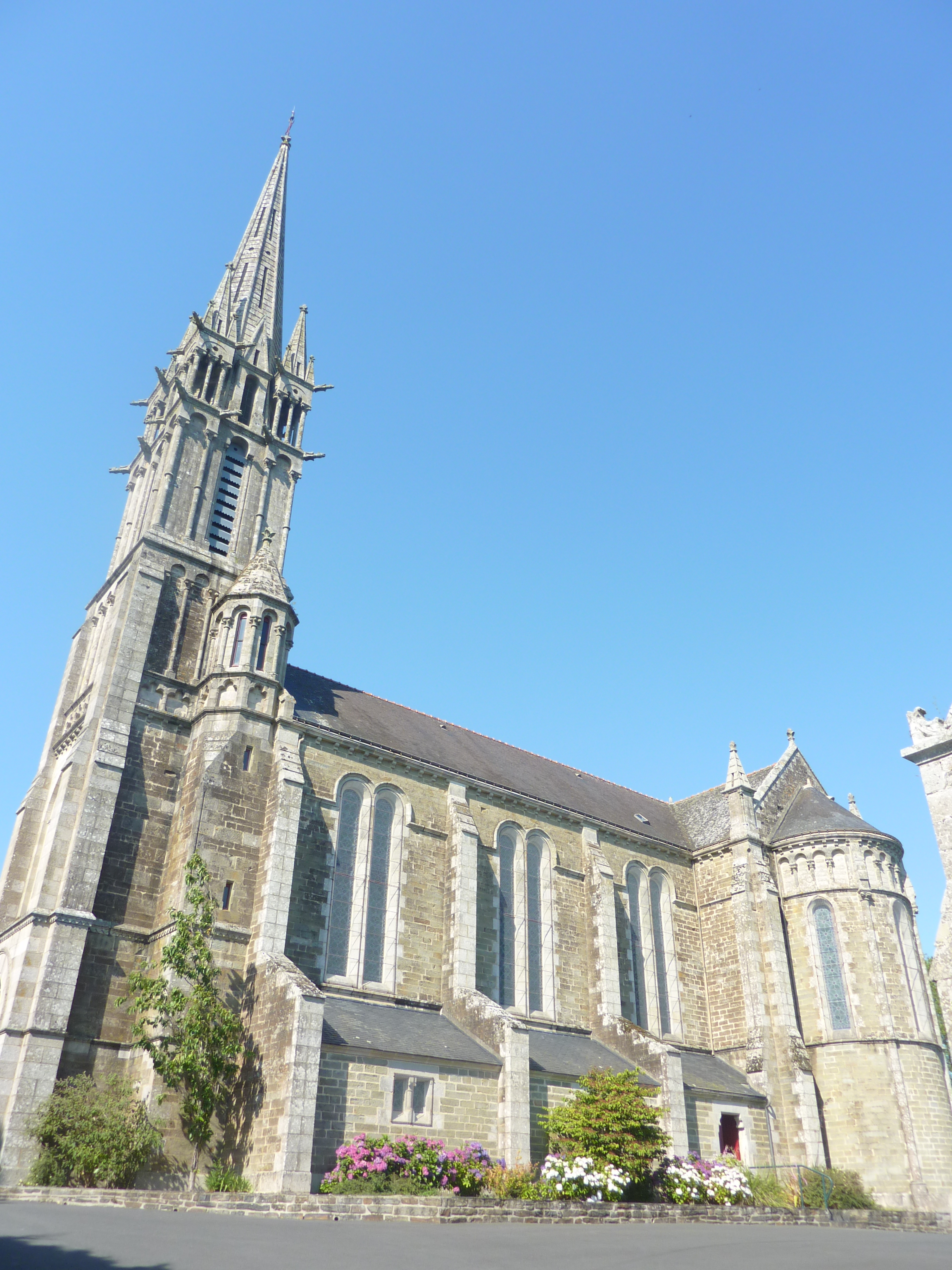
Châteauneuf-du-Faou, chapelle Notre-Dame-des-Portes, vue extérieure
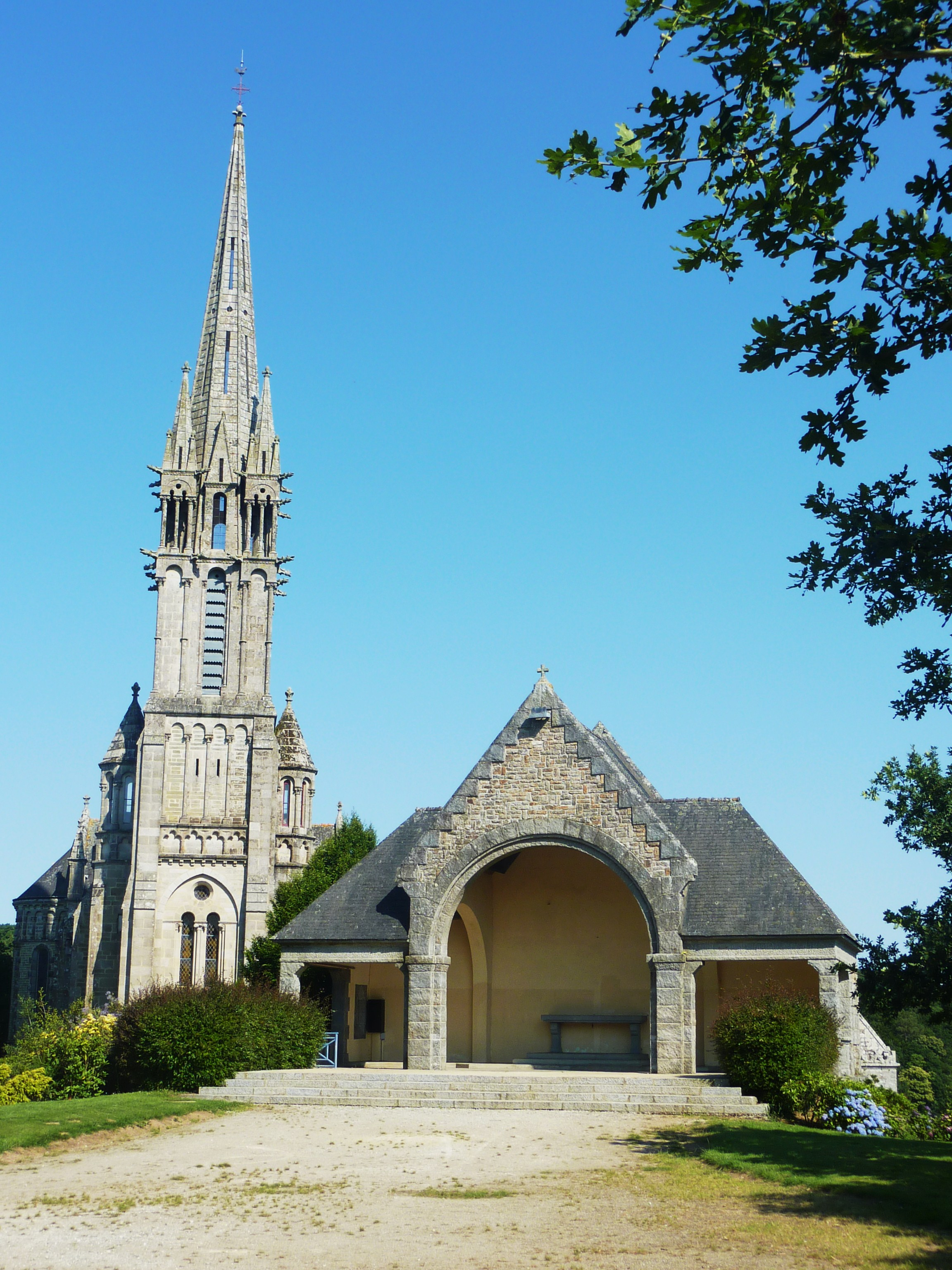
Châteauneuf-du-Faou, chapelle Notre-Dame-des-Portes, la façade et un autel extérieur pour les pèlerinages
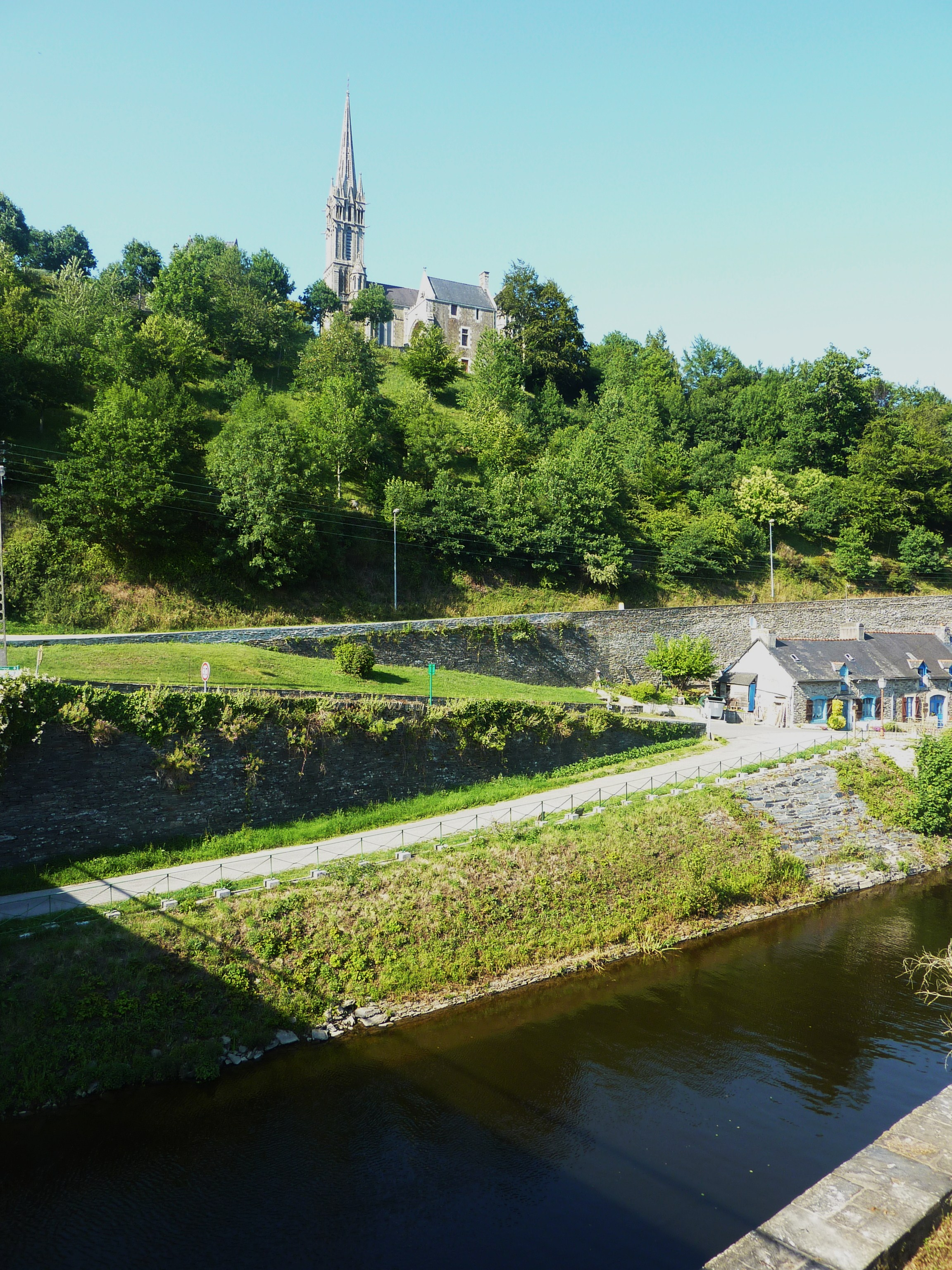
Châteauneuf-du-Faou : la chapelle Notre-Dame-des-Portes vu du Pont du Roy
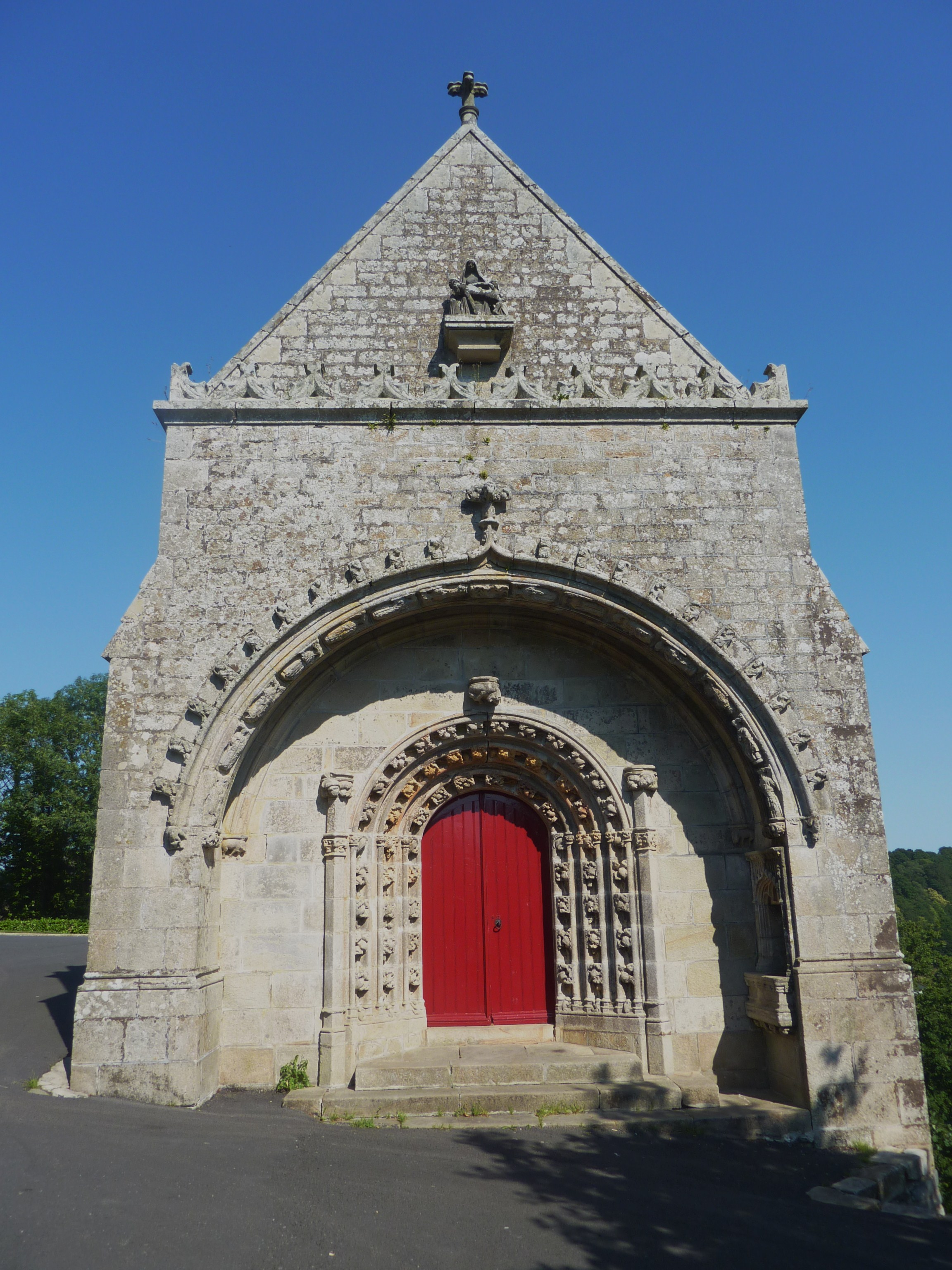
Châteauneuf-du-Faou : l'ossuaire près de la chapelle Notre-Dame-des-Portes

- La chapelle Saint-Ruelin du Moustoir (Chapel ar Vouster en breton)[126] date des XIVe siècle et XVIe siècle (construite entre 1575 et 1628) est dédiée à saint Ruelin ; sa flèche fut frappée par la foudre en 1852 ; la chapelle a été restaurée en 1980[127]. Elle doit son nom à saint Ruelin, futur évêque de Tréguier, qui aurait construit là au VIe siècle un ermitage auquel aurait succédé par la suite un monastère (d'où le nom de Moustoir). Ce fut jusqu'à la Révolution française une trève de Châteauneuf-du-Faou. Une seigneurie du Moustoir existait également, celle des De Rosily Meszros. Outre des fonts baptismaux du XVIIe siècle surmontés d'un baldaquin en bois et un retable de la Sainte Famille[128] qui date du XVIIIe siècle, la chapelle possède de nombreuses statues des XVe siècle et XVIe siècle dont celles de saint Marc, de saint Sixte, de saint Ruelin, de saint Éloi, de saint Louis, de saint Mathurin, de la Vierge-Mère, de sainte Anne, etc. Elle possède des vitraux modernes, datant de 1989, œuvre d'un maître-verrier quimpérois Alain Grall[23]. Déjà en 1843, « on y célèbre rarement le service divin »[60]. Un pardon des chevaux a été célébré jusqu'en 1962, lié au culte de saint Éloi dans cette chapelle.

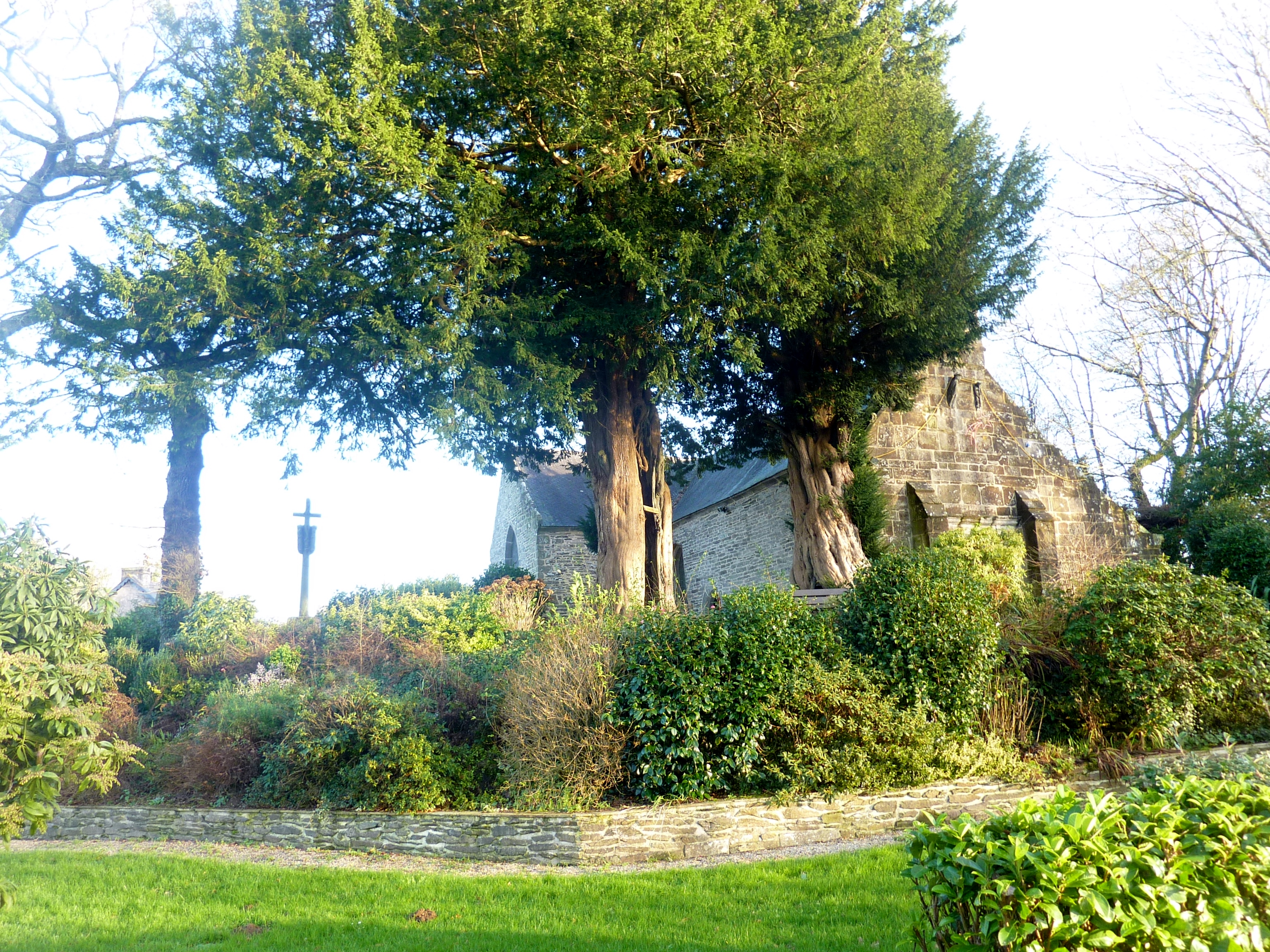
La chapelle Saint-Ruelin du Moustoir, son placître avec le calvaire et les deux ifs datant d'au moins 600 ans
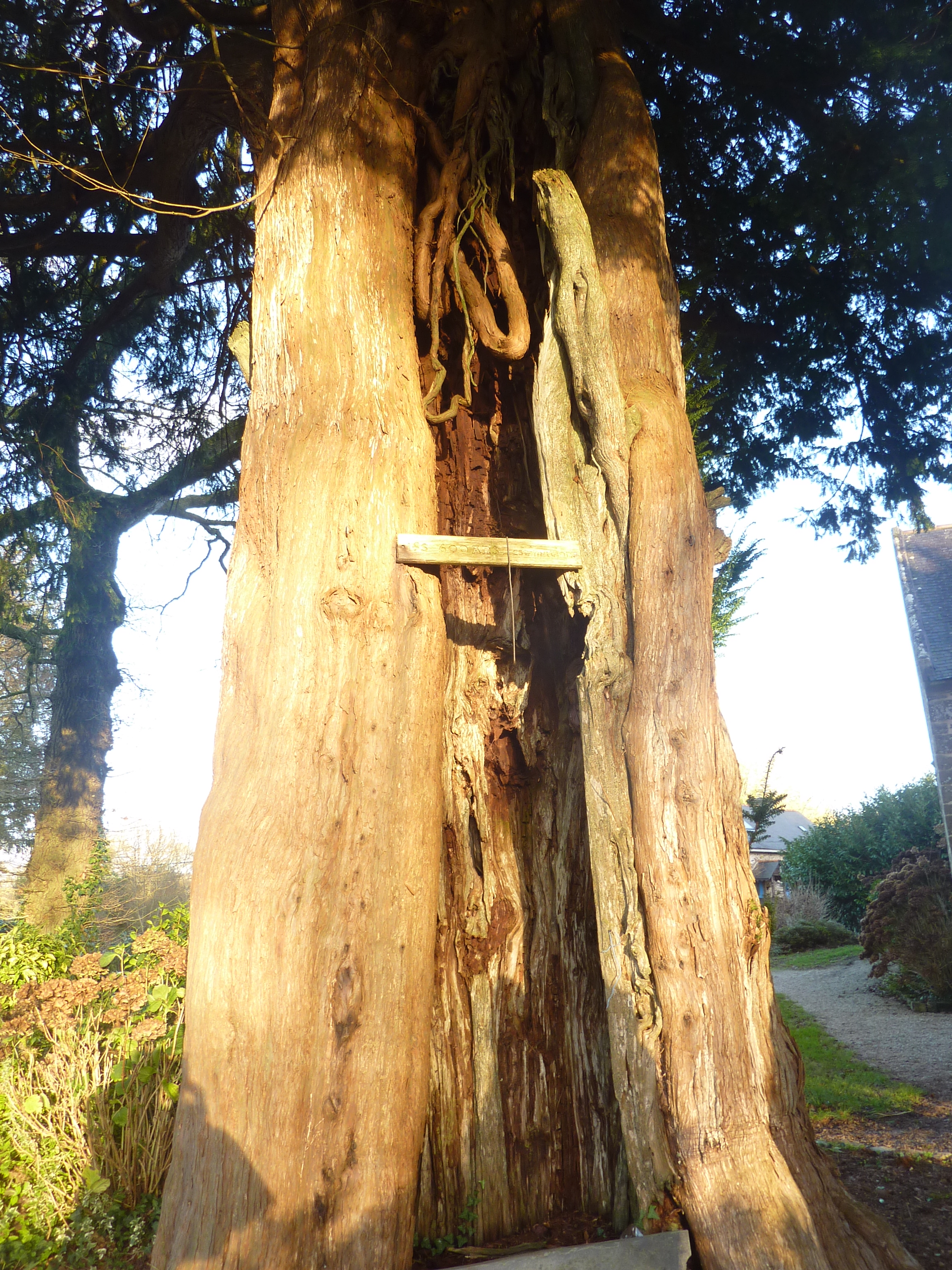
Placître de la chapelle Saint-Ruelin du Moustoir, tronc creux de l'un des deux vieux ifs datant d'au moins 600 ans
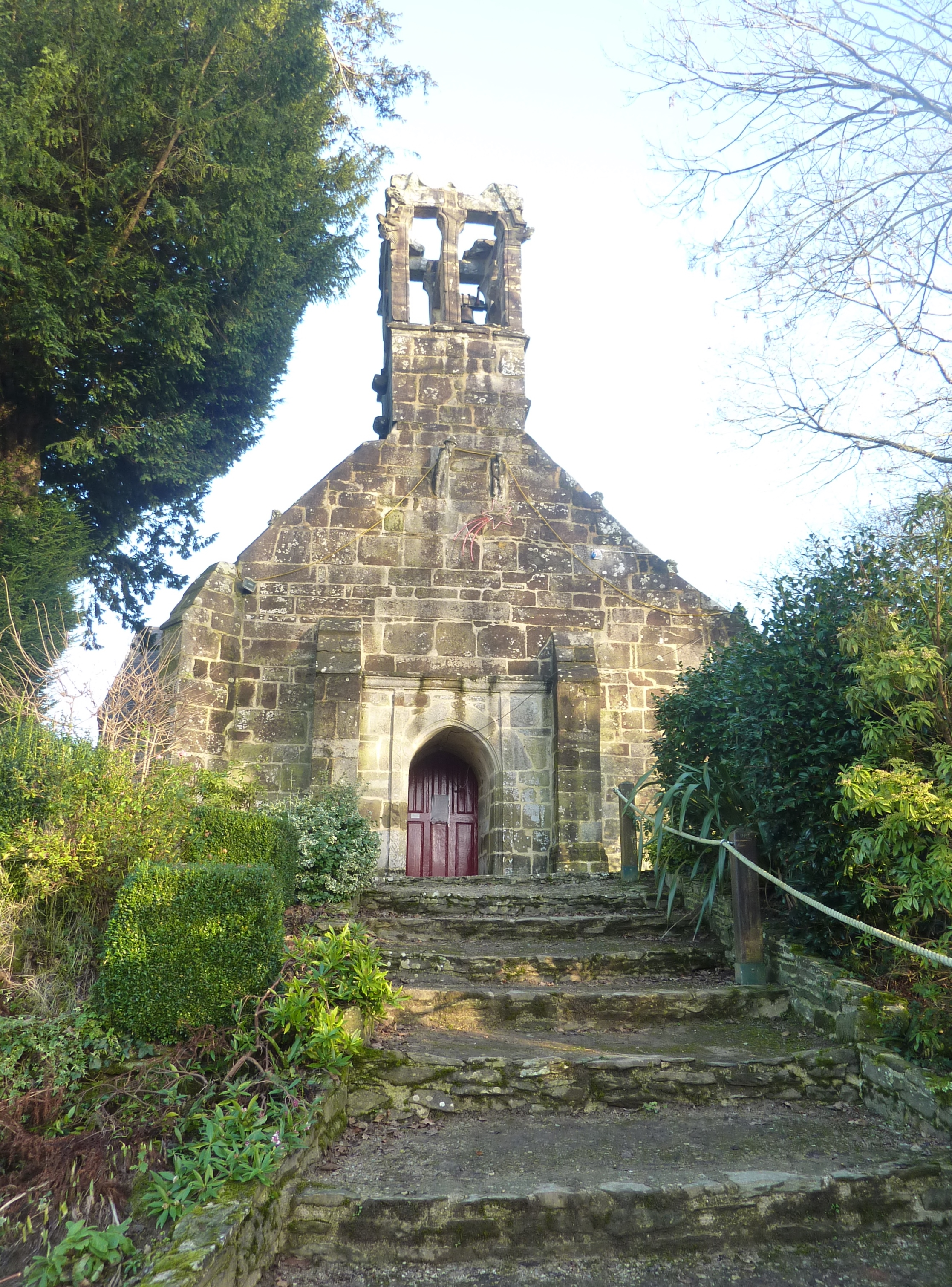
La chapelle Saint-Ruelin du Moustoir, la façade
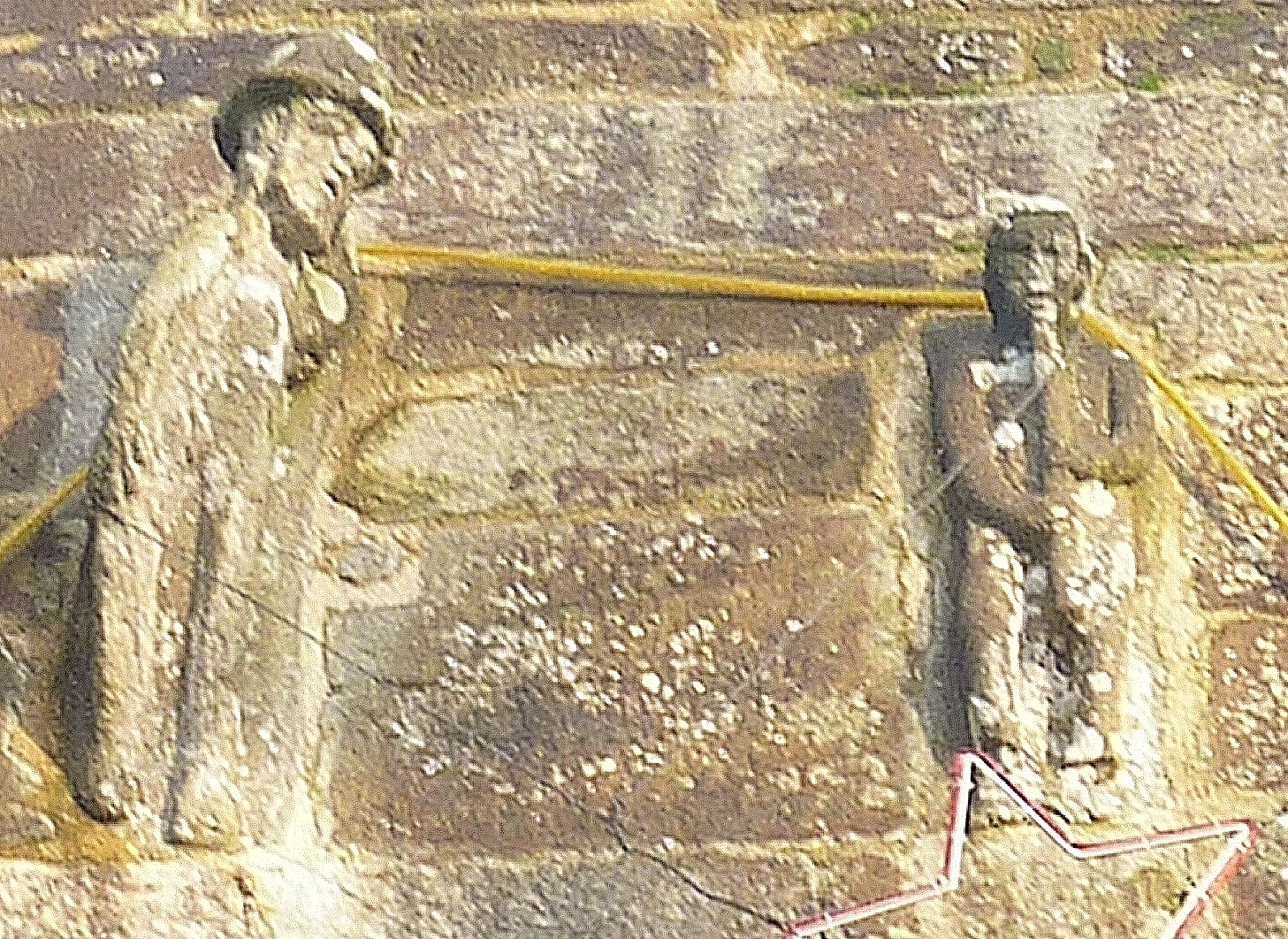
La chapelle Saint-Ruelin du Moustoir, la façade, statue du roi Guinvarc'h
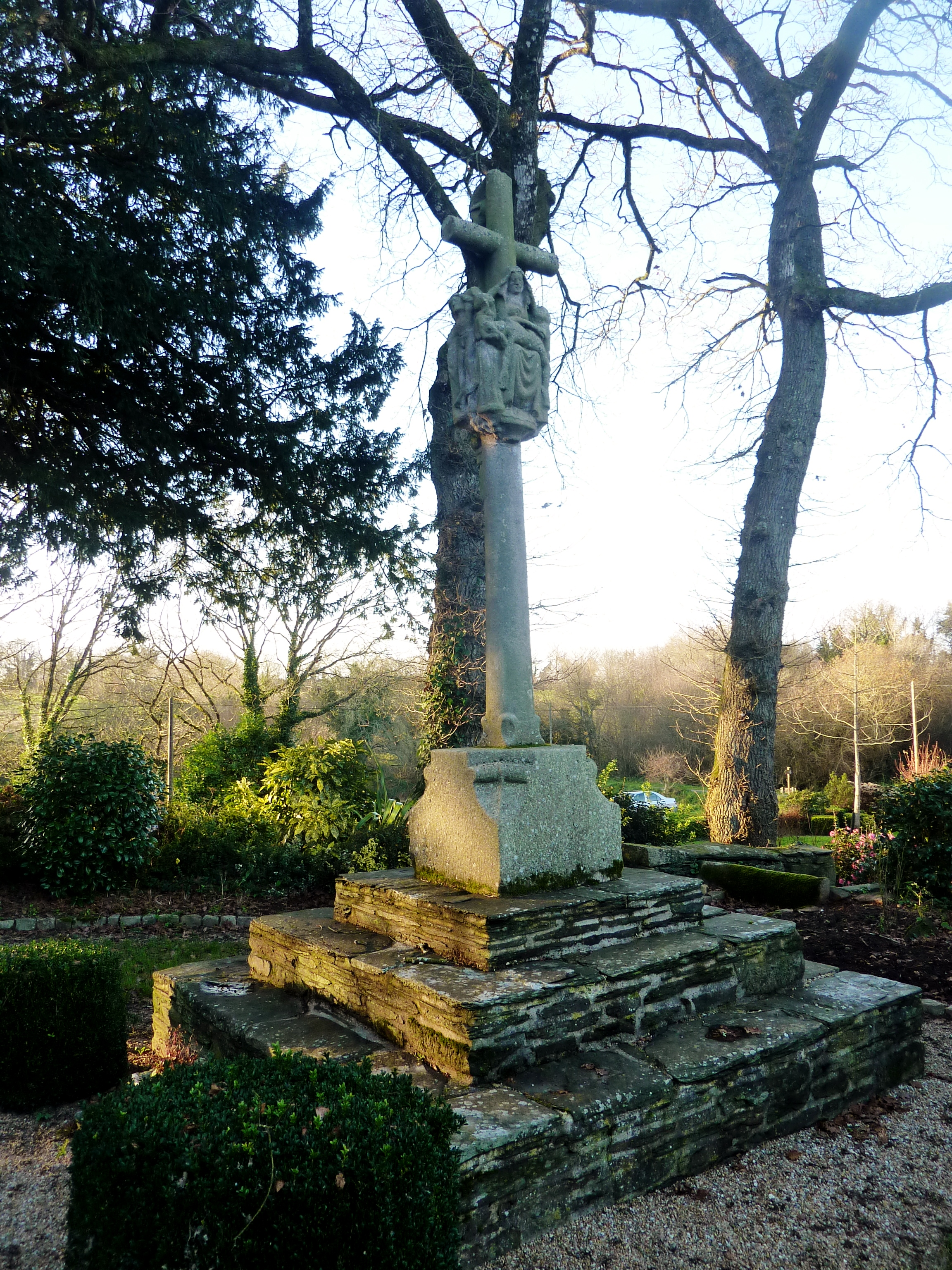
Chapelle Saint-Ruelin du Moustoir, le calvaire du placître
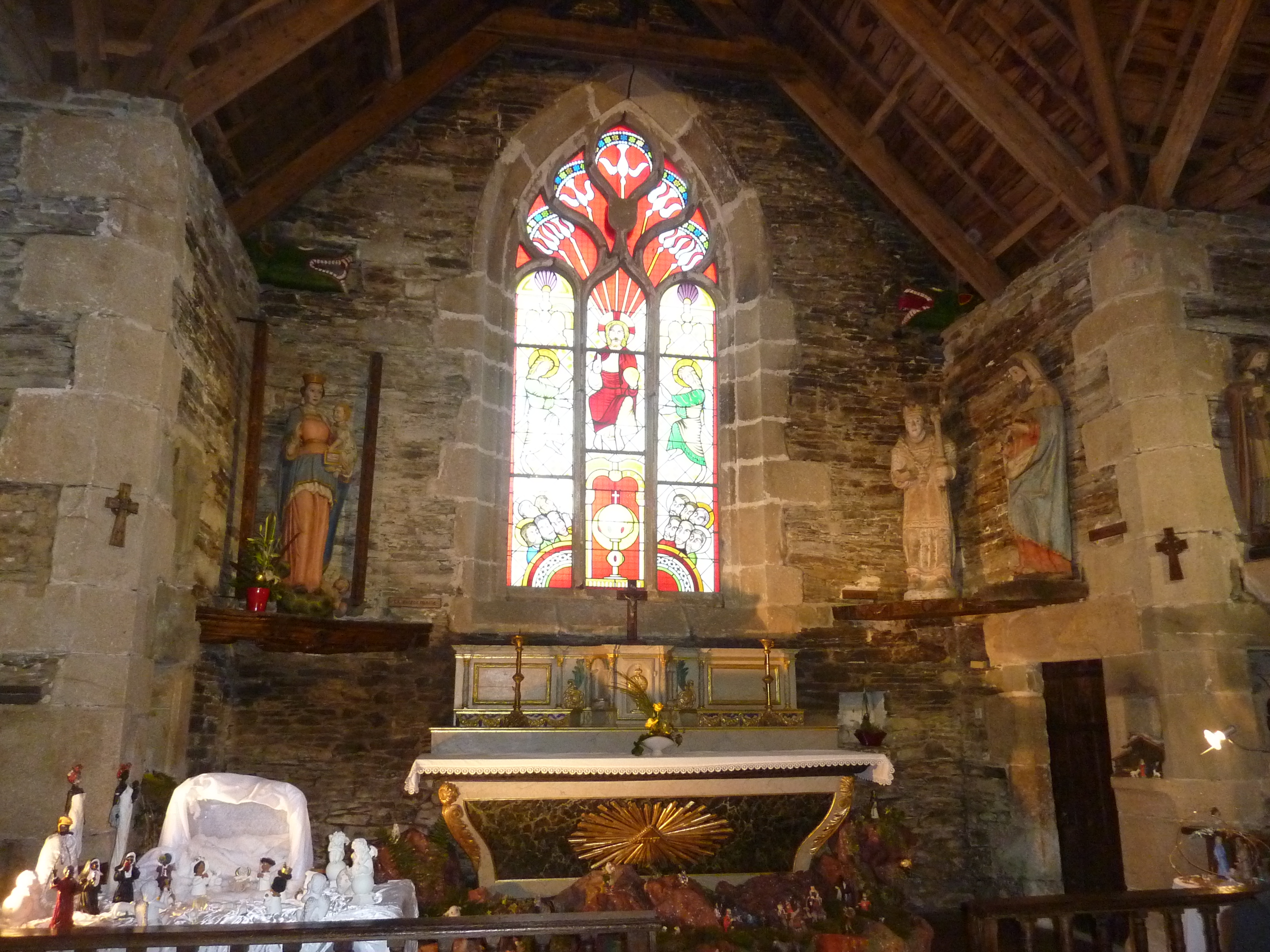
Chapelle Saint-Ruelin du Moustoir, le chœur
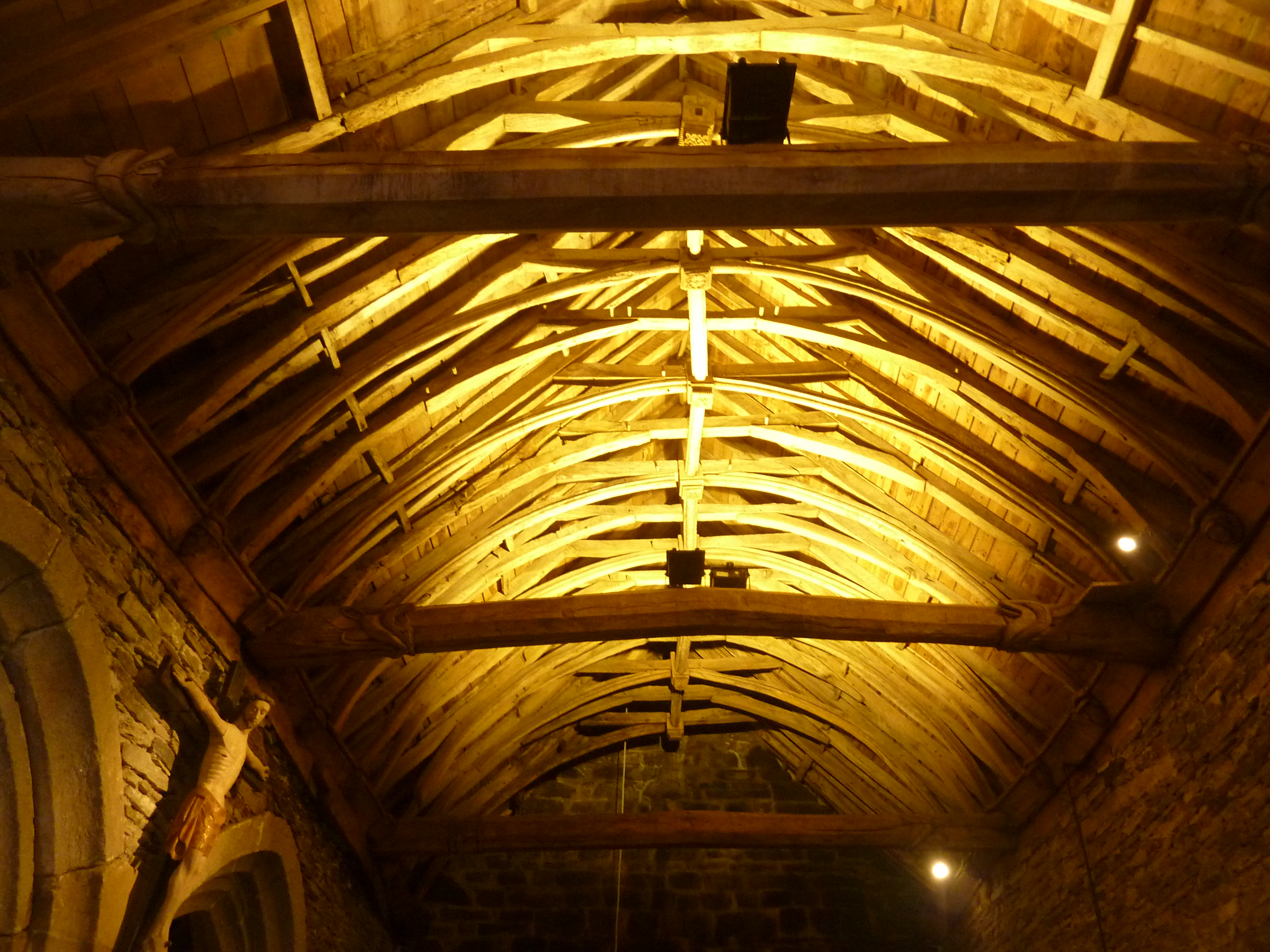
Chapelle Saint-Ruelin du Moustoir, la charpente
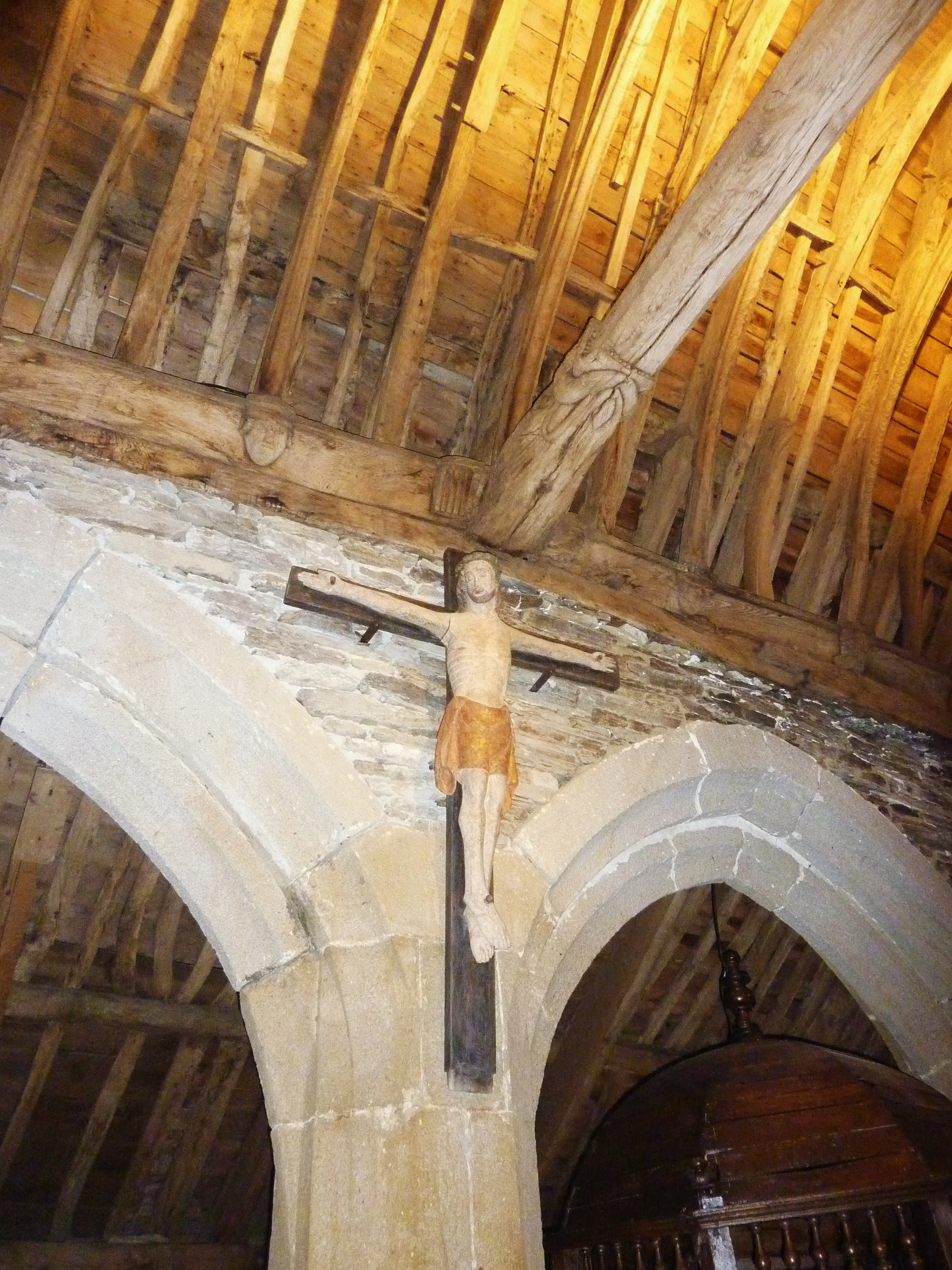
Chapelle Saint-Ruelin du Moustoir, le crucifix
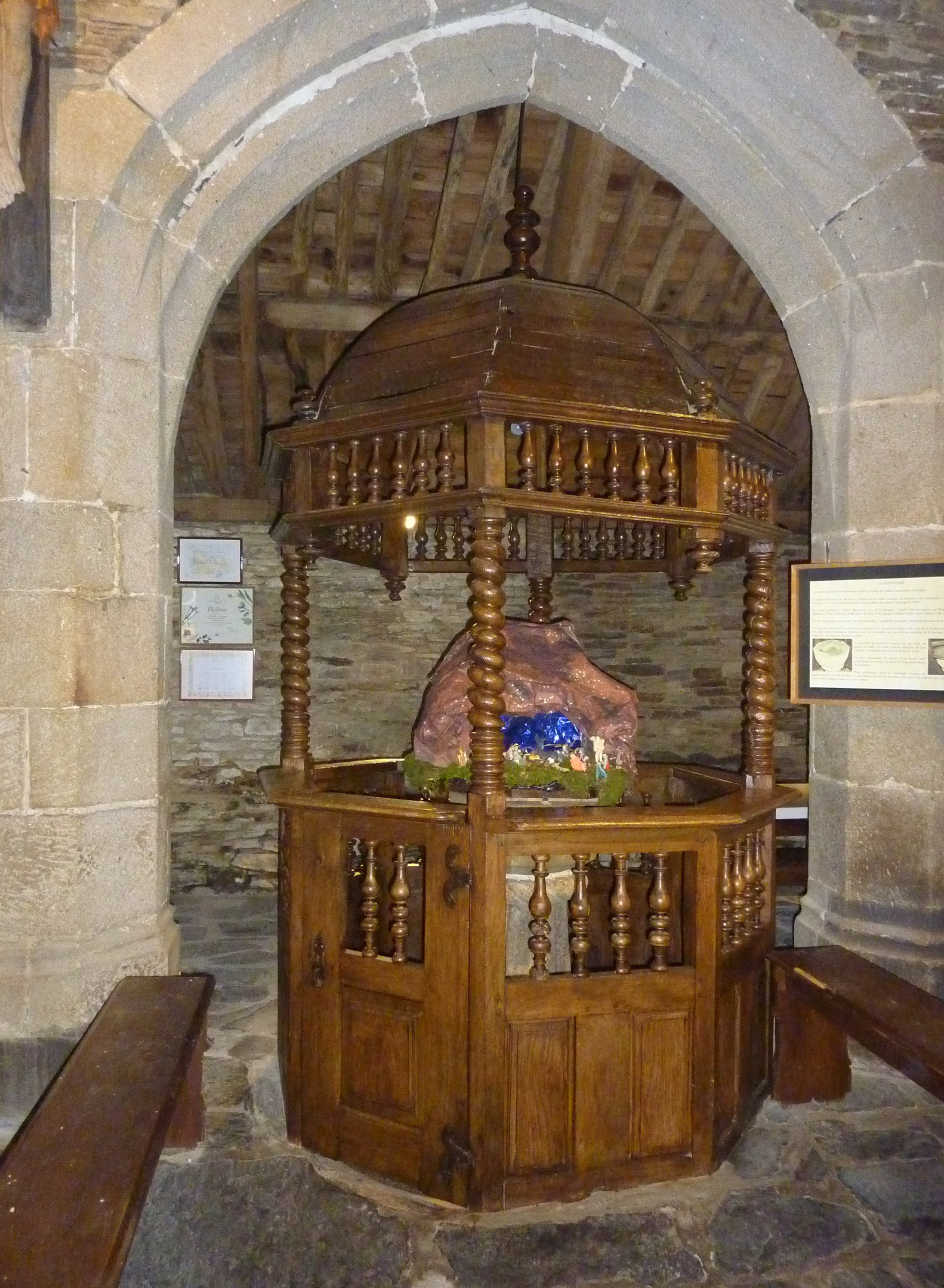
Chapelle Saint-Ruelin du Moustoir, le baptistère (XVIe siècle)
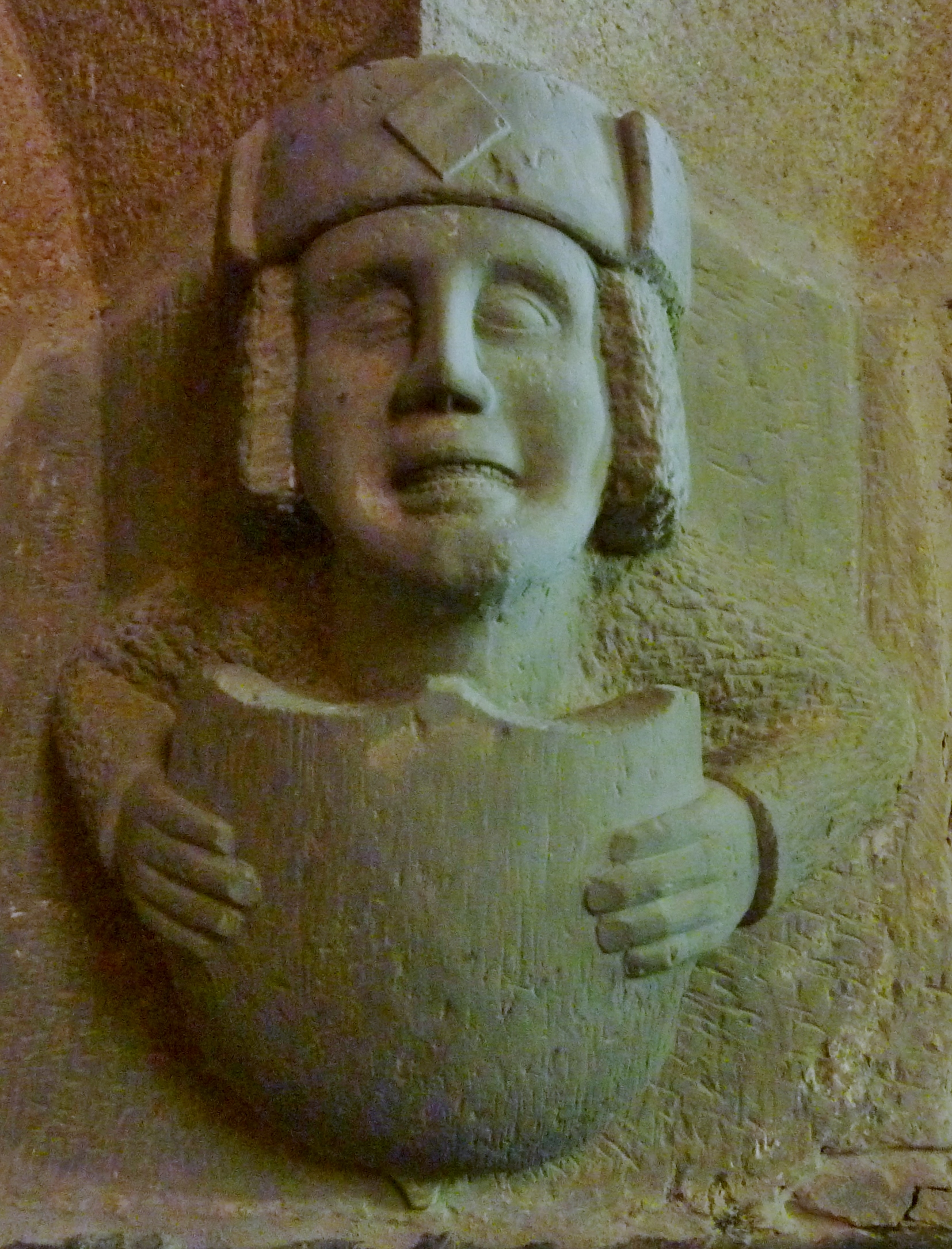
Chapelle Saint-Ruelin du Moustoir, un seigneur de Rosily portant le fief de haubert
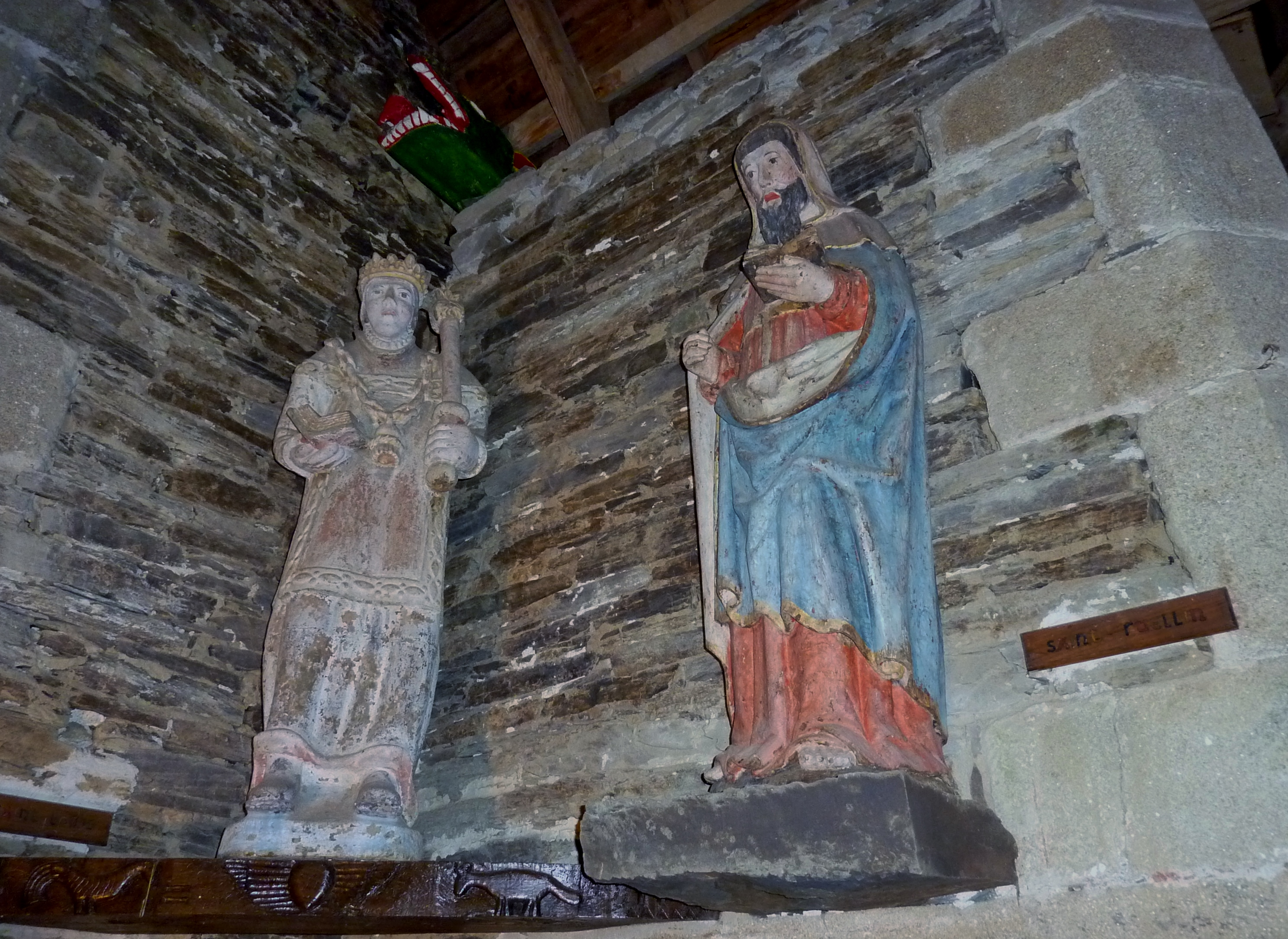
Chapelle Saint-Ruelin du Moustoir, statues de saint Ruelin (à droite) et de saint Louis
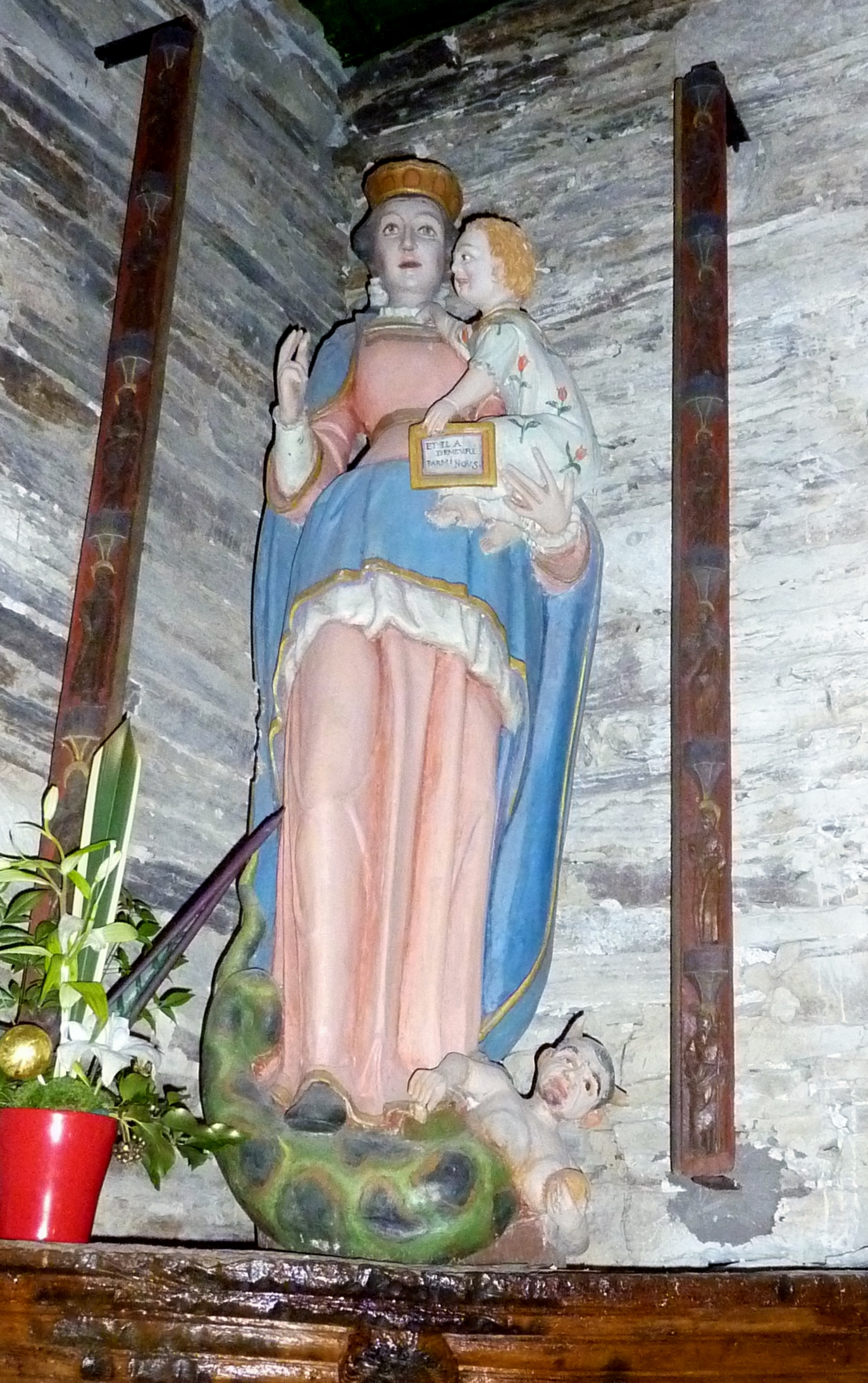
Chapelle Saint-Ruelin du Moustoir, Vierge à l'Enfant
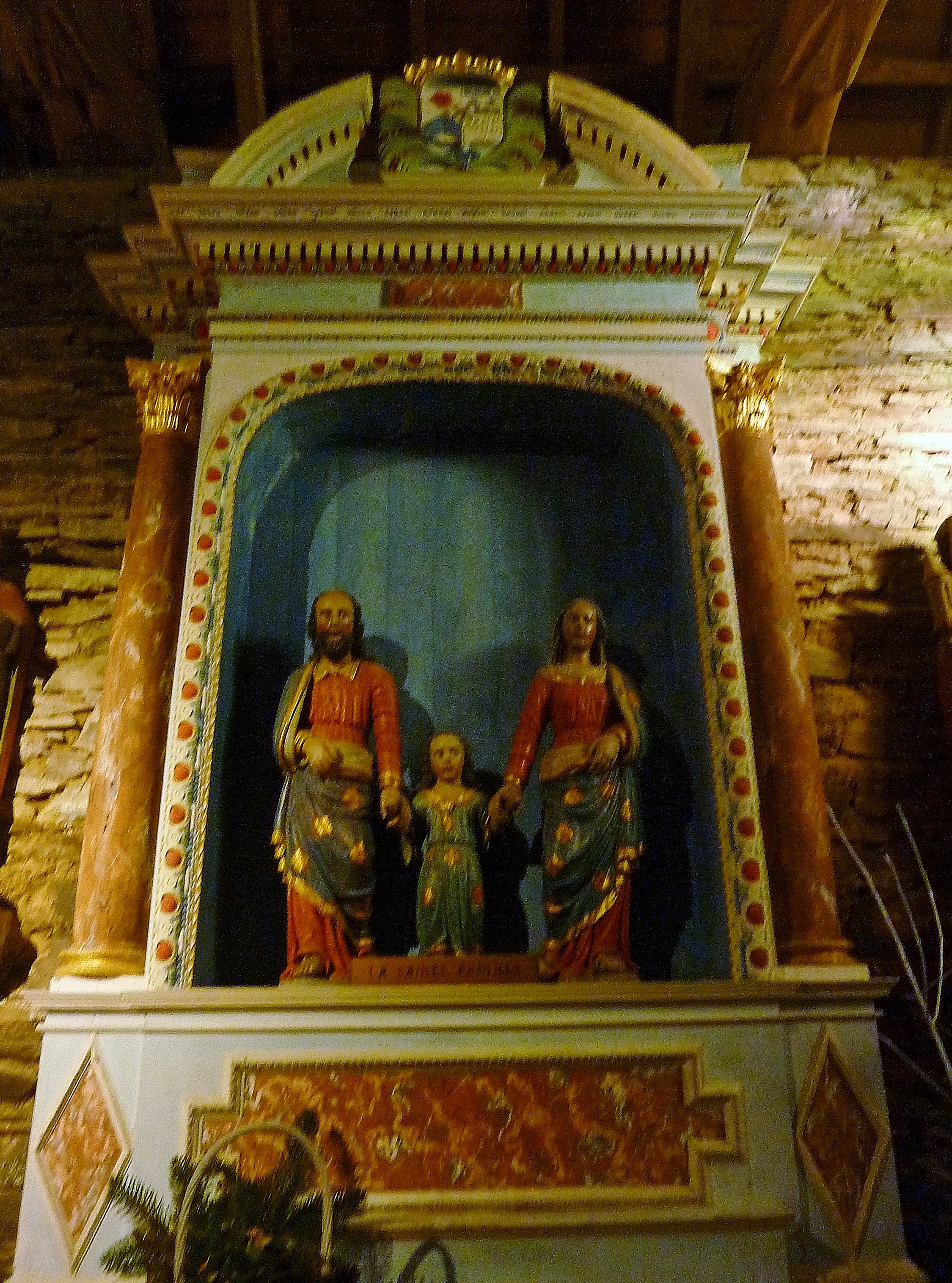
Chapelle Saint-Ruelin du Moustoir, la Sainte Famille 1
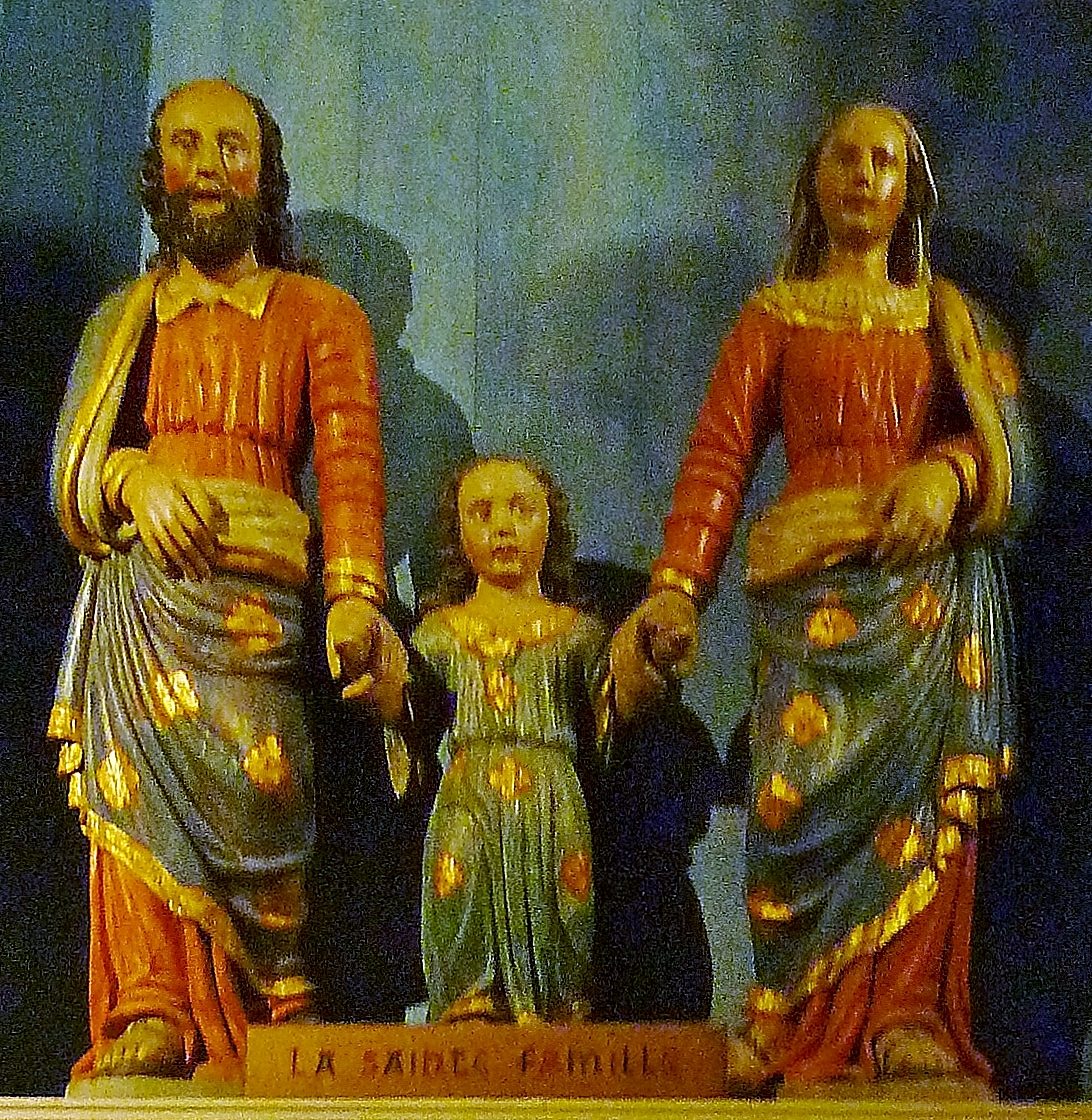
Chapelle Saint-Ruelin du Moustoir, la Sainte Famille 2
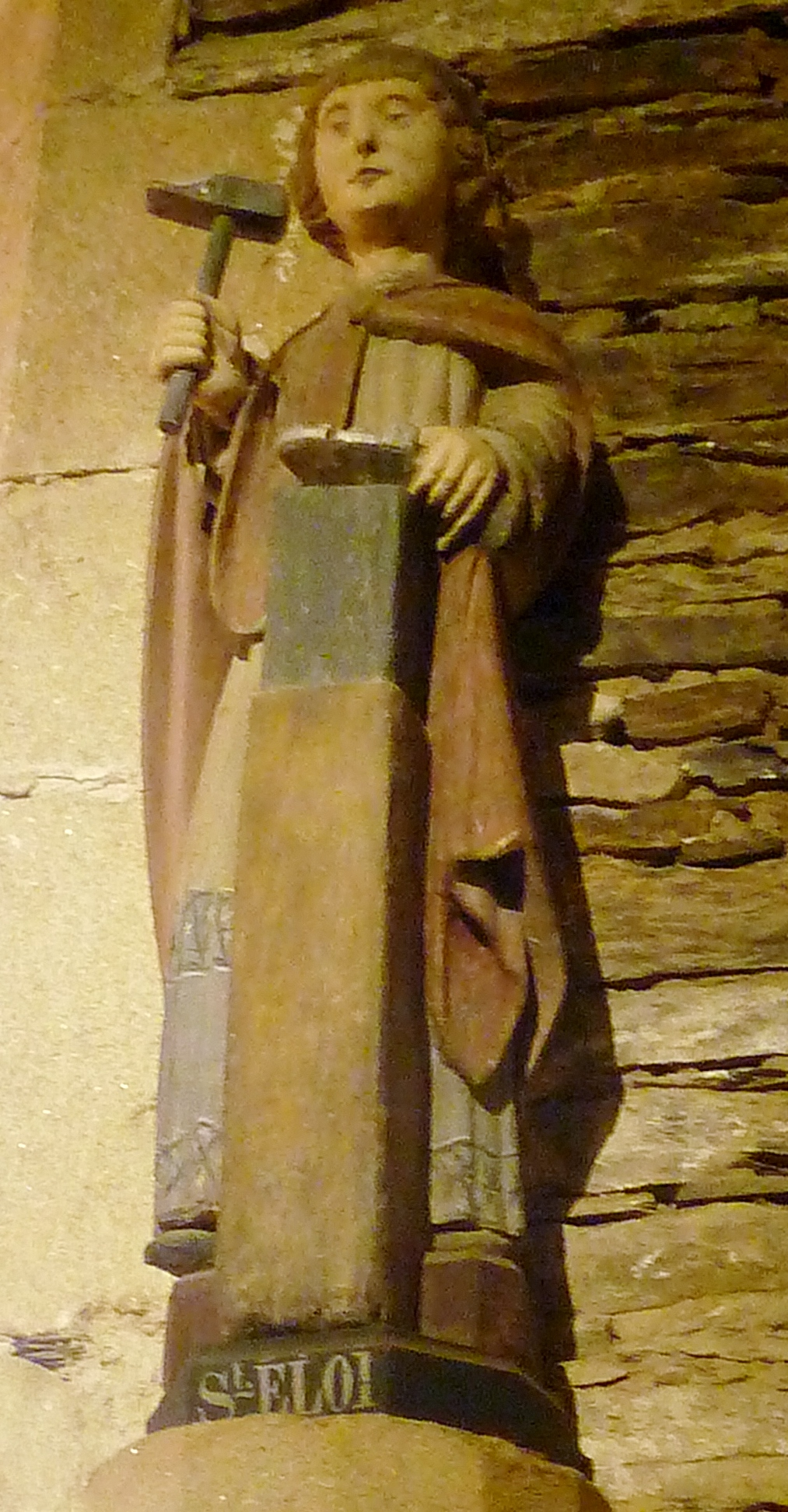
Chapelle Saint-Ruelin du Moustoir, statue de saint Éloi (confondu avec saint Alar en Bretagne)

- La fontaine Saint-Jean-Baptiste, fontaine souterraine, (statue du XVe siècle)
- La fontaine Saint-Maudez est proche de l'emplacement d'une chapelle disparue dénommée Notre-Dame-du-Vieux-Marché.
- Des croix et calvaires[129], dont celui du Moustoir (XVe siècle), de Béron (XVIe siècle), de la chapelle Notre-Dame-des-Portes (XVIe siècle), de Kroaz-Quenquis (XVIIe siècle), etc.

### Monuments civils et sites
- Du château qui lui a donné son nom, demeurent des pans de murs ainsi que la base d'une tour d'angle, dominant l'Aulne, et tout un site en voie de restauration.
- La maison de Paul Sérusier y sied toujours dans la rue éponyme. L'artiste fit construire cette maison en 1906 qu‘il décora lui-même. Elle est inscrite depuis 1995[130]. Un circuit touristique « Sur les pas de Paul Sérusier »[131] retrace la vie de l'artiste à Châteauneuf et permet de découvrir les paysages qu'il immortalisa.

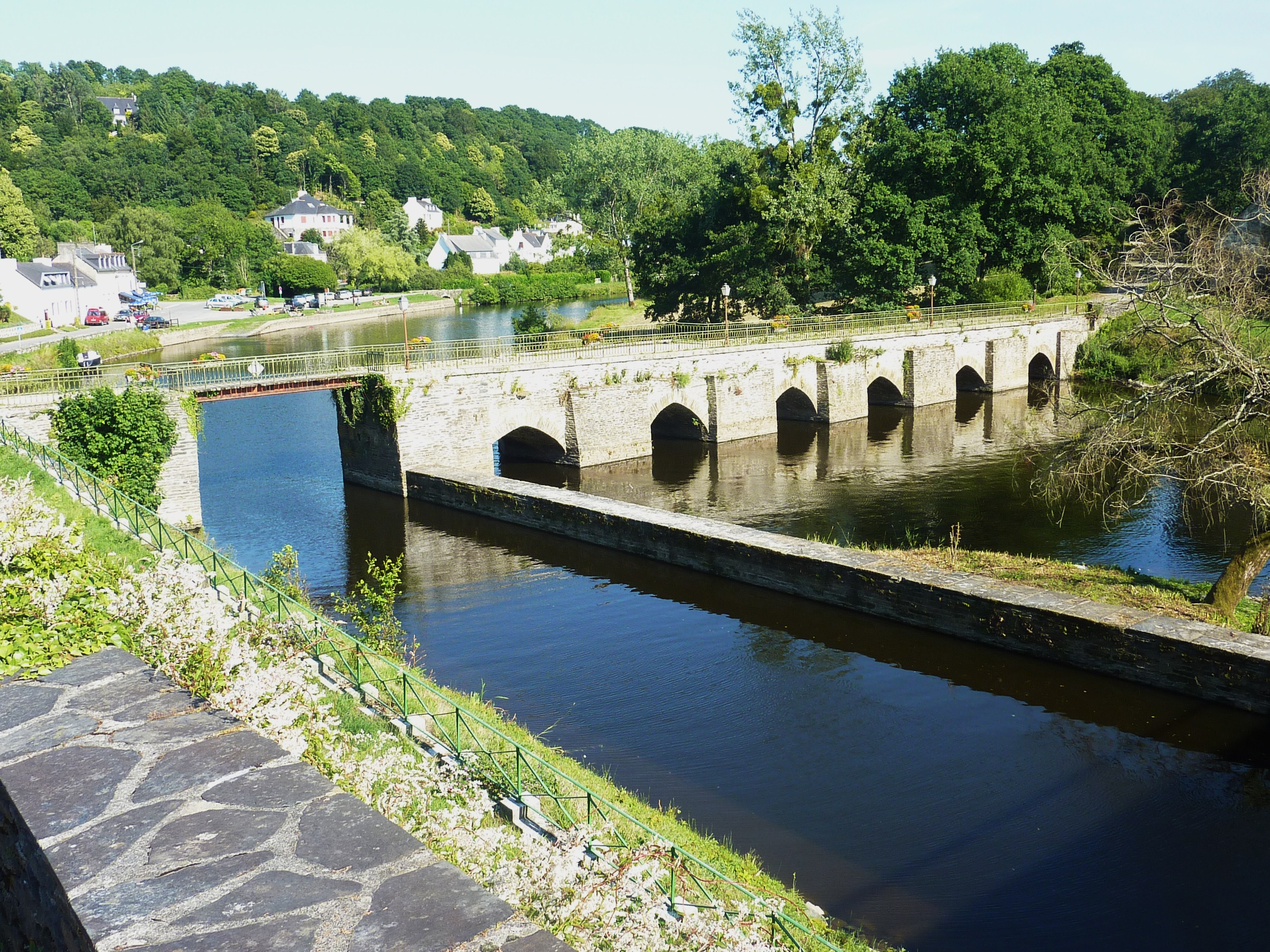
Le Pont-du-Roy a permis depuis des siècles le franchissement de l'Aulne (réaménagé lors de la construction du canal de Nantes à Brest)

- Le pont dit Pont du Roy, dont les six arches enjambent l'Aulne canalisée (canal de Nantes à Brest), au sud de la commune. Il fut construit dans la première moitié du XVIIe siècle[132], remplaçant un gué utilisé dès l'Antiquité. Rebaptisé un temps pont national pendant la Révolution française, ce pont était étroit (deux voitures à cheval ne pouvaient pas s'y croiser) et ses arches trop basses constituaient un obstacle pour la trafic du canal. Un nouveau pont est construit en 1892 et le vieux pont est amputé d'une arche afin de rendre plus aisé le passage des péniches[133]. En 1928 est mis en adjudication la construction du pont actuel « en béton armé de trois travées de 22 mètres chacune, terminé à ses extrémités par deux consoles de 6 mètres. Il aura une longueur totale de 78 mètres et reposera sur quatre palées, dont deux seront coulées dans le lit de la rivière »[134].
- Verdoyant, le site de Penn ar Pont[135], le long de l'Aulne, attire promeneurs, pêcheurs et plaisanciers
- Le manoir de Rosily et le manoir de Keranmoal ont disparu.
- Une maison du XVIIe siècle[136] est située au 16, rue de la Mairie.
- La maison éclusière du Bizernig est loué à une association locale de protection de la pêche et de l'environnement[59].
- Une fontaine publique datant de 1831 servait à remplir les seaux et abreuver les chevaux. Elle est située sur l'ancienne place de l'Avoine rebaptisée place de la Résistance.
- Le château de Trévarez, situé sur le territoire de la commune de Saint-Goazec, est proche de Châteauneuf-du-Faou.
- La vue panoramique depuis la rue Roz-Aon domine la vallée de l'Aulne et permet de voir le paysage des montagnes Noires.

## Légende
- « Voir se promener Notre-Dame-des-Portes dans la campagne annonce de bonnes récoltes »[137].

## Tableaux et gravures représentant Châteauneuf-du-Faou
- François Hippolyte Lalaisse : Homme de Châteauneuf-du-Faou (Paris ; musée des Civilisations de l'Europe et de la Méditerranée)[138]
- François Hippolyte Lalaisse : Femme de Châteauneuf-du-Faou (Paris ; musée des Civilisations de l'Europe et de la Méditerranée)[139]
- Œuvres de Paul Sérusier, outre celles représentées ci-dessous :
  - Promenade dans les bois de Châteauneuf (ou Rêverie dominicale) (huile sur toile, 1894, collection Josefowitz, Lausanne)

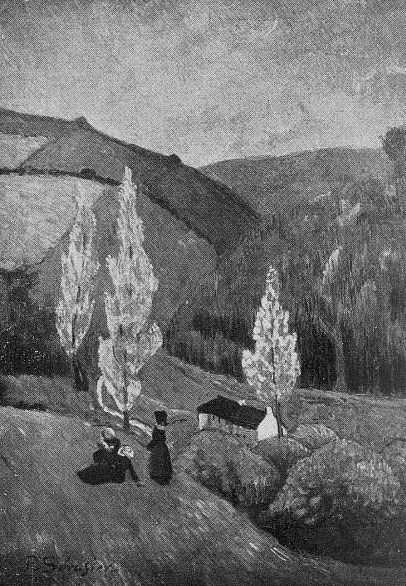
Paul Sérusier : La vallée de Duchen-Glaz
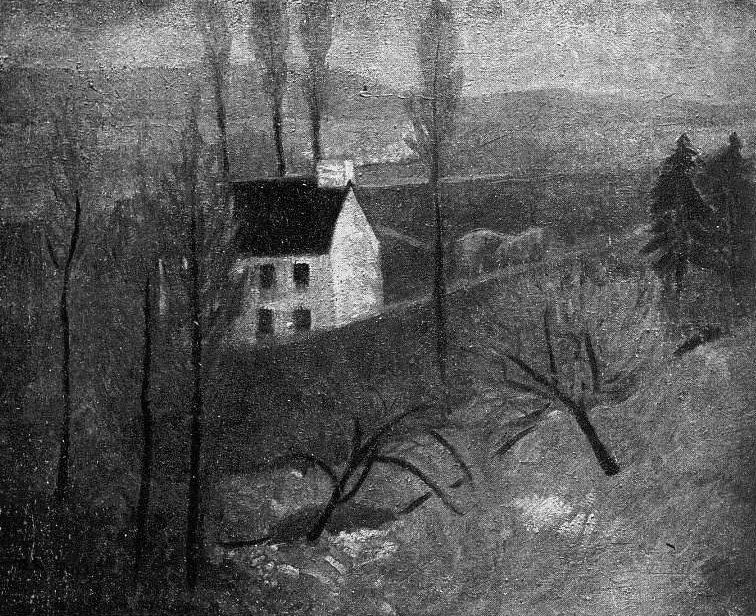
Paul Sérusier : La maison blanche (Bretagne)
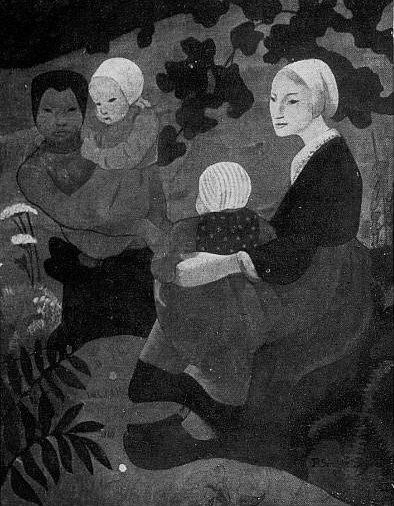
Paul Sérusier : Jeunes bretonnes
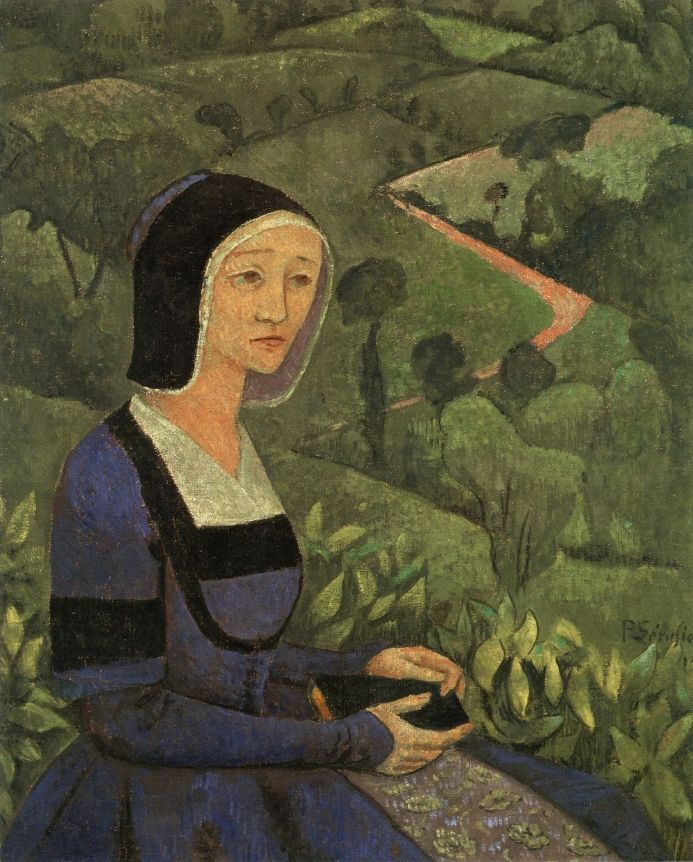
Paul Sérusier : La veuve de guerre
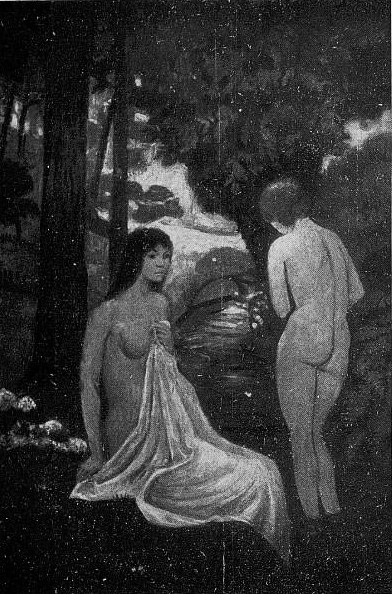
Paul Sérusier : Baigneuses

## Événements
- Le Printemps de Châteauneuf lors du dimanche de Pâques[140].
- Fest-Jazz : le festival de jazz aux bords de l'Aulne, fin juillet/début août, tous les ans
- Le pardon de Notre-Dame-des Portes : tous les ans, le troisième week-end d'août. Le samedi soir a lieu une procession au flambeau : les hommes de 50 ans ont un costume traditionnel et portent une statue de Notre-Dame-des Portes à travers la commune. Le dimanche après-midi, c'est au tour des femmes cinquantenaire de le faire[141],[142].

## Personnalités liées à la commune
- Jean Antoine Maisonneuve, né le 1er avril 1763 à Saint-Philbert-de-Grand-Lieu. En 1790, année de son mariage avec Marie Louise Le Bas, il entre dans la garde nationale. En 1793, il y devient fusilier. En 1795, il est préposé à la subsistance des troupes en marche pour le secteur de Rosporden. En 1796, devenu chargé d'exploitation pour la marine, il supervise la fabrication de charbon de bois dans la forêt de Laz et en février de la même année, il est nommé par l'administration centrale du Finistère commissaire exécutif du département du Finistère près la municipalité du canton de Châteauneuf, lequel se composait à l'époque de 5 communes limitrophes. En 1798, il est scrutateur chargé de la régularité des élections de la commune de Châteauneuf qui avaient été annulées pour irrégularité. En 1799, le département le nomme vérificateur des comptes du percepteur de Plonévez-du-Faou, avant de la désigner en mars de l'année suivante, adjudicataire de la charge de percepteur à vie pour cette commune, toujours en 1799 il est nommé membre du jury départemental de révision de l'emprunt forcé de cent millions. En 1800, il est nommé notaire et maire remplaçant de Châteauneuf. En 1810, il est dit rentier. En 1820, il est juge de paix, poste qu'il occupera jusqu'en 1849, deux ans seulement avant sa mort. Il meurt à Châteauneuf, le 29 novembre 1851 à l'âge de 88 ans et sans richesse. Son monument funéraire est encore visible dans le cimetière communal de Châteauneuf. Son épouse et lui aurons 16 enfants entre 1792 et 1810[réf. nécessaire].
- N. Carquet, procureur du roi pour la sénéchaussée de Châteauneuf-du-Faou, est élu en 1789 député suppléant aux États généraux par le tiers-état de la sénéchaussée de Carhaix. Il devint en 1790 administrateur du département du Finistère, mais ne l'était plus en 1793[143].
- Yves Barré, né le 31 mars 1750 à Châteauneuf-du-Faou, médecin et chirurgien à Hennebont à partir de 1785, émigre pendant la Révolution française et fait partie de l'armée des émigrés qui débarque à Quiberon pendant l'été 1795. Fait prisonnier, il est condamné à mort par la Commission militaire siégeant sur place et fusillé sur la grève de Quiberon le 12 thermidor an III (31 juillet 1795)[144].
- Vincent Joseph Le Rousseau de Rosancoat, né en 1726 à Châteauneuf-du-Faou, jésuite, professeur de philosophie, directeur du couvent des Ursulines à Carhaix, puis d'un couvent de Visitandines situé rue du Bac à Paris, fut massacré pour avoir refusé de prêter le serment républicain pendant les Massacres de Septembre 1792 à Paris en même temps que vingt autres jésuites[145]. Un vitrail de l'église paroissiale évoque le martyre de ce prêtre.
- Joseph René Guéguen, né le 4 novembre 1832 à Châteauneuf-du-Faou, greffier, puis notaire à Plonévez-du-Faou ente 1875 et 1881, maire de Plonévez-du-Faou en 1882, longtemps conseiller général du canton de Châteauneuf-du-Faou, fut élu député en 1881, battu en 1885, mais à nouveau élu en 1889, membre de la gauche républicaine. Il est décédé en mai 1891[146].
- Louis Dubuisson (1842-1914), docteur en médecine, conseiller général du canton de Châteauneuf-du-Faou, fut élu député en 1898, réélu en 1902, 1906 et 1910. Il était inscrit à la Gauche radicale. Il a publié : Des effets de l'introduction dans l'économie des produits septiques et tuberculeux (1869) et Le Dr Dubuisson est-il de mauvaise foi ? (1875).
- Raymond Delaporte (1907-1990), petit-fils du député Louis Dubuisson. Nationaliste breton, Président du Parti National Breton pendant la Seconde Guerre mondiale, secondé par ses frères Hervé (médecin) et Yves Delaporte, il développe une politique pro-allemande au travers notamment de l'organe de presse du Parti: L'heure bretonne.
- Paul Sérusier (1864-1927), ami de Paul Gauguin, créateur de l'école des Nabis, a vécu plus de trois décennies de sa vie à Châteauneuf-du-Faou : il y construit en 1906 sa demeure au no 27 de la rue qui porte désormais son nom et y reste jusqu'à sa mort, survenue à Morlaix, en 1927. Depuis son atelier dans sa maison de « Duchenn c'hlas » (Tertre vert en breton), il jouit d'une vue sur la vallée de Pontadig et les Montagnes Noires ; il décore cette maison de peintures aux thèmes religieux, païens ou ésotériques (cette maison a été inscrite au titre des monuments historiques en 1995 (mais, propriété privée, elle n'est pas visitable)[147].
- Son épouse, Marguerite Sérusier (née Marguerite Gabriel-Claude le 12 mars 1879 à Lons-le-Saulnier (Jura), décédée le 25 septembre 1950, fut aussi une peintre[148]. La ville de Châteauneuf-du-Faou lui a consacré une exposition en 2016.
- Armand Seguin, peintre, né le 15 avril 1869 à Paris, décédé en 1903 à Châteauneuf-du-Faou chez son ami Paul Sérusier.
- Abbé François Lanchès, né le 9 janvier 1881 à Châteauneuf-du-Faou ; il devint prêtre en 1906 et fut nommé en 1911 vicaire au Relecq-Kerhuon ; il fut en 1925 nommé aumônier des Bretons du Périgord ; en 1946 il est nommé chanoine honoraire de la cathédrale Saint-Front de Périgueux ; il est décédé le 21 août 1948 à Châteauneuf-du-Faou.
- René Galand, étudiant à l'université Yale, docteur ès-lettres et professeur de littérature française à Wellesley College, auteur de nombreux ouvrages en langue bretonne, spécialiste reconnu de la civilisation celtique.
- Yann Le Meur, économiste, écrivain et musicien breton, a notamment publié chez Coop Breizh Sonneur, Les ironies du destin et Délivrez nous du mal. Champion de Bretagne des sonneurs de couple avec Michel Toutous, il a effectué du collectage] de chansons traditionnelles et a créé puis animé un journal en breton parlé sur cassette (Keloù Bro Dardoup puis Kazetenn ar Menez), puis a co-fondé l'ARCOB (Atelier régional de communication orale en Bretagne) et * Radio Kreiz Breizh[149].
- Amiral Edmond Derrien, né à Châteauneuf-du-Faou le 2 novembre 1882.
- Raymond Keruzoré, né le 17 juin 1949, est un ancien joueur de foot professionnel, notamment au Stade rennais avec lequel il sera sacré champion de France en 1971. Il a aussi été entraîneur.
- Éléa Gobbé-Mévellec, animatrice et réalisatrice, a grandi à Châteauneuf-du-Faou[150].

#### Ouvrages
- Christian Ménard, Châteauneuf : origine à 1900, ATR, 1983, 215 pages
- Châteauneuf : son histoire, sites, monuments sur la Région, Alluin imprimeur, 1983
- Michèle Le Goffe, Sites, signes, vies au centre de la vallée de l'Aulne, éditions Ar Garo, 1989
- Georges Le Meur et Henry Masson, Châteauneuf-du-Faou et alentours, éditions L'aventure carto, 1996
- Yann Moulin, Kastell Nevez : les tribulations d'un Bidard en pays dardoup, Coop Breizh, 1997, 205 p.
- Henry Masson, Châteauneuf, images, histoire et histoires, 2004
- Paul Sérusier de Pont-Aven à Châteauneuf-du-Faou, Saint-Brieuc, Les Presses Bretonnes, Nature et Bretagne Spézet, 1991, 136 p.
- Yann Le Meur, La gavotte de la Montagne noire, Kendalc'h, 2018
- Yann Le Meur, Sonneur (récit), Coop Breizh, 2001/2021
- Yann Le Meur, Les ironies du destin, Coop Breizh, 2012
- Yann Le Meur, Keloù Bro Dardoup, Skol an Emzav, 2018
- Armand Seguin, imprimerie de l'Iroise, 1995, 173 p.
- Louis Grall, Histoire d'une trève en Bretagne : le Moustoir - Châteauneuf-du-Faou, Keltia Graphic, 2001

#### Mémoires universitaires
- Raymond Delaporte, La Sénéchaussée de Châteauneuf-du-Faou, Huelgoat et Landeleau, et les juridictions seigneuriales du ressort (thèse), Paris, 1905 (lire en ligne)
- Isabelle Guéguen, Châteauneuf-du-Faou dans la seconde moitié du XIXe siècle (1850-1914) (mémoire de maîtrise), Université de Brest, 2001, 191 p.
- Marie Evrard, Châteauneuf-du-Faou, un bourg plein d'avenir à la recherche de son passé (mémoire de licence professionnelle), Université de Lille, 2006, 230 p.